# Liste der denkmalpflegerischen Sachgesamtheiten in Dresden
Die Liste der denkmalpflegerischen Sachgesamtheiten in Dresden gibt eine Übersicht über die Kulturdenkmale in der sächsischen Landeshauptstadt Dresden, die als denkmalpflegerische Sachgesamtheit unter Denkmalschutz stehen und in der Denkmalliste vom Landesamt für Denkmalpflege Sachsen ausgewiesen wurden.

## Legende
- Bild: Bild des Kulturdenkmals, ggf. zusätzlich mit einem Link zu weiteren Fotos des Kulturdenkmals im Medienarchiv Wikimedia Commons. Wenn man auf das Kamerasymbol klickt, können Fotos zu Kulturdenkmalen aus dieser Liste hochgeladen werden:
- Bezeichnung: Denkmalgeschützte Objekte und ggf. Bauwerksname des Kulturdenkmals
- Lage: Straßenname und Hausnummer oder Flurstücknummer des Kulturdenkmals. Die Grundsortierung der Liste erfolgt nach dieser Adresse. Der Link (Karte) führt zu verschiedenen Kartendiensten mit der Position des Kulturdenkmals. Fehlt dieser Link, wurden die Koordinaten noch nicht eingetragen. Sind diese bekannt, können sie über ein Tool mit einer Kartenansicht einfach nachgetragen werden. In dieser Kartenansicht sind Kulturdenkmale ohne Koordinaten mit einem roten bzw. orangen Marker dargestellt und können durch Verschieben auf die richtige Position in der Karte mit Koordinaten versehen werden. Kulturdenkmale ohne Bild sind an einem blauen bzw. roten Marker erkennbar.
- Datierung: Baubeginn, Fertigstellung, Datum der Erstnennung oder grobe zeitliche Einordnung entsprechend des Eintrags in der sächsischen Denkmaldatenbank
- Beschreibung: Kurzcharakteristik des Kulturdenkmals entsprechend des Eintrags in der sächsischen Denkmaldatenbank, ggf. ergänzt durch die dort nur selten veröffentlichten Erfassungstexte oder zusätzliche Informationen
- ID: Vom Landesamt für Denkmalpflege Sachsen vergebene, das Kulturdenkmal eindeutig identifizierende Objekt-Nummer. Der Link führt zum PDF-Denkmaldokument des Landesamtes für Denkmalpflege Sachsen. Bei ehemaligen Kulturdenkmalen können die Objektnummern unbekannt sein und deshalb fehlen bzw. die Links von aus der Datenbank entfernten Objektnummern ins Leere führen. Ein ggf. vorhandenes Icon  führt zu den Angaben des Kulturdenkmals bei Wikidata.

## Historische Bauten
| Bild           | Bezeichnung                                                      | Lage                                                     | Datierung                                         | Beschreibung | ID       |
| -------------- | ---------------------------------------------------------------- | -------------------------------------------------------- | ------------------------------------------------- | --- | -------- |
| Weitere Bilder | Zwinger                                                          | Altstadt, Theaterplatz 1; 1a (Karte)                     | 1709–1728 (Schlossanlage)                         | Sachgesamtheit Zwinger mit den folgenden Einzeldenkmalen: dem Zwinger (ID-Nr. 09214040), der Sempergalerie mit zwei kreisrunden, symmetrisch angeordneten Beckenbrunnen (ID-Nr. 09214025) und dem Carl-Maria-von-Weber-Denkmal (ID-Nr. 09214028, Theaterplatz) sowie dem Zwingerhof, den parkartig gestaltete Außenanlagen mit Festungswall, Zwingerteich, Zwingergraben einschließlich Bepflanzung und den Grünanlagen zur Theaterplatzseite (als Gartendenkmalen) und den verbleibenden, zumeist gepflasterten Restflächen dazwischen (als Sachgesamtheitsteilen); die Baulichkeiten und Teile der Bepflanzung in ihrer architektonischen, gartengestalterischen Qualität von europäischem Rang, Anlage des Zwingers Hauptwerk der deutschen Barockarchitektur, eines der bedeutendsten Kulturdenkmale Dresdens und Sachsens, Graben und Wall erhaltene Teile der einstigen Dresdner Stadtbefestigung, alle Teile im Laufe der Zeit zu einer Einheit verschmolzen, baugeschichtlich, ortsgeschichtlich, künstlerisch, wissenschaftlich und städtebaulich bedeutend, einzigartiges Ensemble. | 09306255 |
| Weitere Bilder | Residenz Dresden                                                 | Altstadt, Schloßstraße 25 (Karte)                        | 1468–1480 (Schlossanlage)                         | Sachgesamtheit Residenz Dresden mit folgenden Einzeldenkmalen: Residenzschloss und Georgentor (ID-Nr. 09214022), Johanneum und Stallhof, später Galerie, dann Museum, einschließlich überlebensgroßem Bild eines Reiterzuges, aufgetragen auf Fliesen aus Meißner Porzellan, dem Fürstenzug (ID-Nr. 09213860, Augustusstraße 1), Stadtmauerstück zum Stallhof und original erhaltene Teile des Kanzleihauses (ID-Nr. 09305226, Kanzleigäßchen 1, 3), Schlosskapellenportal (ID-Nr. 09210308, Schloßstraße 25), kleiner Garten am Schloss (Gartendenkmal) sowie dem Sachgesamtheitsteil Kanzleihaus; baugeschichtlich und kunstgeschichtlich, künstlerisch, ortsgeschichtlich und landesgeschichtlich sowie städtebaulich von Bedeutung, einzigartige und bedeutende Anlage im Zentrum Dresdens, einen Zeitraum von der Renaissance bis ins 19. Jahrhundert überspannend, Fürstenzug ein Wahrzeichen der Stadt. | 09306104 |
| Weitere Bilder | Japanisches Palais mit Palaisgarten                              | Neustadt, Palaisplatz 11 (Karte)                         | 1715, Barockgarten (Schlossgarten)                | Sachgesamtheit Japanisches Palais und Palaisgarten: Palais (ID-Nr. 09214267), Exedra und Aufschüttung der Bastion VI der Neustädter Festungswerke (ID-Nr. 09306571) und Schlossgarten (Gartendenkmal); der ursprünglich barocke Palaisgarten etwa um 1820 unter Einbeziehung der Befestigungsanlagen im Englischen Stil verändert, baugeschichtlich, künstlerisch, städtebaulich, ortsgeschichtlich und landesgeschichtlich wertvoll, zudem als einer der bedeutendsten und repräsentativsten Barockbauten Dresden singulär. | 09305970 |
| Weitere Bilder | Albrechtschlösser                                                | Loschwitz, Bautzner Straße 130; 132 (Karte)              | 1852–1863 (englischer Park)                       | Sachgesamtheit Albrechtschlösser, aus folgenden Einzeldenkmalen: Schloss Albrechtsberg mit aufwendiger Terrassenanlage, zwei Torhäusern, Wirtschaftsgebäude (Heizhaus), schlichtem Gärtnerhaus, Pergola-Architektur, Gartenlaube und Mausoleum der Gemahlin des Prinzen Albrecht (ID-Nr. 09211476, Bautzner Straße 130), Lingnerschloss mit seitlichen Kolonnaden, Torhaus, Wirtschaftsgebäude, Station der Lingnerschen Drahtseilbahn und Einfriedung (ID-Nr. 09211477, Bautzner Straße 132) sowie Lingner-Mausoleum (ID-Nr. 09211479, Bautzner Straße 132) dazu englischer Park und aufgerebte Terrassen (Weinberg) (Gartendenkmal) sowie Vorplatzgestaltung vor den Torhäusern von Schloss Albrechtsberg (als Sachgesamtheitsteil); einzigartiges und weit in den Elbraum hineinwirkendes Ensemble, bedeutsame Zeugnisse von Architektur und Gartenkunst des ausgehenden 19. und beginnenden 20. Jahrhunderts, baugeschichtlich, künstlerisch, städtebaulich und landschaftsgestaltend bedeutend. | 09304094 |
| Weitere Bilder | Villa Souchay; Schloss Eckberg                                   | Loschwitz, Bautzner Straße 134 (Karte)                   | 1859–1861 (Schlossanlage)                         | Sachgesamtheit Villa Souchay oder Schloss Eckberg, mit Villa bzw. Schloss, Pförtnerhaus, Heizhaus mit Turmanbau (Taubenhaus), Dreiflügelanlage als Stall- und Remisengebäude einschließlich daran anschließendem Gärtnerhaus, Gewächshaus, Plastik des »Sonnenanbeters«, weiblicher Figur, Teil der Brunnenplastik »Stürmische Wogen«, Marmor-Brunnen mit Jüngling, Einfriedung (Einzeldenkmale ID-Nr. 09211478) und Park (Gartendenkmal); gestalterisch einzigartiges Anwesen, mit Albrechtschloss und Villa Stockhausen unvergleichliches städtebauliches Ensemble, eigentliches Schlossgebäude architektonisch herausragend, Anlage bau- und ortsgeschichtlich, künstlerisch, städtebaulich und landschaftsgestalterisch von Bedeutung. | 09303535 |
| Weitere Bilder | Schloss und Schlosspark Pillnitz                                 | Pillnitz, August-Böckstiegel-Straße 2 (Karte)            | 17. Jh. bis Mitte des 20. Jhs. (Schlossanlage)    | Sachgesamtheit Schloss und Schlosspark Pillnitz mit folgenden Einzeldenkmalen: Wasserpalais (ID-Nr. 09211562), Bergpalais (ID-Nr. 09211563), Neues Palais (ID-Nr. 09211561), Englischer Pavillon (ID-Nr. 09211567), Chinesischer Pavillon (ID-Nr. 09211571), Orangerie (ID-Nr. 09211564), Palmenhaus (ID-Nr. 09211570), sog. Winterschuppen (ID-Nr. 09306684), Trompeterhaus (ID-Nr. 09306683), Gondel einschließlich Schutzdach (ID-Nr. 09211548), Löwenkopfbastei (ID-Nr. 09306539), Flora-Statue (ID-Nr. 09218998), Juno Ludovisi, Büste auf Postament auf der Insel im Englischen Teich (ID-Nr. 09306677), Deckelvase/Steinerne Ziervase (ID-Nr. 09218999) sowie Alter Schloßwache (ID-Nr. 09211560) und Schlosspark, Elbuferbereich sowie vorgelagerter Elbinsel, welche vom botanisch-dendrologischen Gedanken her mit dem Park verknüpft ist (als Gartendenkmal[e]), dazu Wasserreservoire an der Meixstraße (sogen. Mühlteich), Kamelienhaus, zwei Wachgebäuden am westlichen Eingang zum Schlosspark (kleines und großes Torhaus) und Pavillon an der stromseitigen Begrenzungsmauer, auch Elbpavillon, zwei Brücken, historischer Parkbeleuchtung und Einfriedungsmauern (als Sachgesamtheitsteile). | 09211568 |
| Weitere Bilder | Schloss Übigau                                                   | Übigau, Rethelstraße 47; 47a; 47c; 47d (Karte)           | 1724-1725 (Schlossanlage)                         | Sachgesamtheit Schloss Übigau, bestehend aus den Einzeldenkmalen: Schloss, Nebengebäude, Treppenanlage sowie von Stützpfeilern gesicherte Hochwasserschutz- und Stützwand (ID-Nr. 09218105), Wirtschaftsgebäude bzw. Nebengebäude mit Leuchtreklame am Giebel (ID-Nr. 09218106, Rethelstraße 47c, 47d) und Schlossgarten zur Elbe (Gartendenkmal, siehe auch Übigauer Allee – ID-Nr. 09218734); bedeutendes Zeugnis barocker Baukunst, baugeschichtlich, künstlerisch, landschaftsgestalterisch und städtebaulich bedeutend (siehe auch Leinpfad). | 09305363 |
|                | Rittergut Niederpoyritz                                          | Niederpoyritz, Eugen-Dieterich-Straße 5; 7; 8; 9 (Karte) | 1832–1839 (Rittergut); 1832–1839 (Sachgesamtheit) | Sachgesamtheit mit Remise und Lagergebäude (Eugen-Dieterich-Straße 5), Brauerei (Eugen-Dieterich-Straße 7) und Mälzerei (Eugen-Dieterich-Straße 9), Gebäude heute anderweitig genutzt sowie Fundamenten und Ruinenresten der so genannten Schlossvilla (Eugen-Dietrich-Straße 8), rückwärtigen Gebäuden und Einfriedungs- bzw. Stützmauern (als Sachgesamtheitsteile); bau- und ortsgeschichtlich bemerkenswertes Ensemble. | 09211490 |
|                | Rittergut Helfenberg                                             | Helfenberg, Am Helfenberger Park (Karte)                 | um 1775 (Rittergut)                               | Sachgesamtheit Rittergut Helfenberg mit den Einzeldenkmalen Herrenhaus mit Relief (Am Helfenberger Park 1), Gutsbrauerei mit Brauereiwohnhaus (Am Helfenberger Park 6/7) und drei Wirtschaftsgebäude wie Ställe, Scheunen und Schuppen, teilweise umgebaut sowie Gutspark einschließlich Resten der Mauer und Zaunpfosten aus Sandstein (Gartendenkmal) (Am Helfenberger Park 2, 3, 4 und 5 – ID-Nr. 09283734), weitere Gebäude als Sachgesamtheitsteile (Am Helfenberger Park 8), einstige Brennerei, Hoffläche, Hofeinfahrt einschließlich Mauerresten und Stützmauerwerk; Herrenhaus/Gutshaus Teil der bemerkenswerten sächsischen Schlösserlandschaft, sein einzigartiger klassizistische Giebel herausragendes Zeugnis des sächsischen und wohl auch des deutschen Klassizismus, ansonsten eines der am geschlossensten erhaltenen Rittergüter Dresdens, Anlage baugeschichtlich, ortsgeschichtlich und künstlerisch bedeutend. | 09302039 |
| Weitere Bilder | Schloss Lockwitz; Rittergut Lockwitz                             | Lockwitz, Altlockwitz 2 (Karte)                          | um 1500 (Rittergut)                               | Sachgesamtheit Rittergut Lockwitz mit folgenden Einzeldenkmalen: Schlossgebäude bzw. Herrenhaus, Kirche, Wirtschaftsgebäuden und Einfriedung (ID-Nr. 09215772 und 09215771), Schloss- oder Gutspark (Gartendenkmal) sowie Nebengebäuden (Sachgesamtheitsteile); markantes Beispiel der Schlossbaukunst seiner Zeit, baugeschichtlich und künstlerisch bedeutend, als feudaler Landsitz der Siedlung auch ortsgeschichtlich von Belang. | 09303857 |
| Weitere Bilder | Schloss Schönfeld bei Dresden                                    | Schönfeld, Am Schloß 2 (Karte)                           | 1573 (Rittergut)                                  | Sachgesamtheit Schloss Schönfeld bei Dresden mit folgenden Einzeldenkmalen: Schloss, Wassergraben und zwei Steinbrücken (eine zur Kirche) sowie den Außenanlagen (ID-Nr. 09288612); Zeugnis feudaler Herrschaftsarchitektur aus dem 16. Jahrhundert, zu dem eines der bemerkenswertesten und ältesten Schlossensemble auf dem heutigen Stadtgebiet von Dresden, baugeschichtlich, künstlerisch, städtebaulich und landschaftsgestalterisch bedeutend. | 09305919 |
| Weitere Bilder | Freigut Eschdorf; Quandtsches Gut; Quandtscher Park              | Eschdorf, Freigut Eschdorf 2 (Karte)                     | 1685 (Rittergut), ab 1832 (Gutspark)              | Sachgesamtheit Freigut Eschdorf bestehend aus Herrenhaus, so genanntem Pächterhaus, Brauereigebäude, alle Gebäude über hufeisenförmigem Grundriss, frei stehendem Stallgebäude (Einzeldenkmale ID-Nr. 09283592), Gutshof, Fassade des einstigen Pferdestalls (zwischen Pächterhaus und Brauereigebäude), steinerner Pferdetränke und Brunnen (alles Sachgesamtheitsteile) sowie romantischer Parkanlage einschl. Wegeführung und Brücke (Gartendenkmal); das mittlere Pächterhaus als äußerlich repräsentativster Bau des Hofes mit neugotisch verziertem Treppenturm oder Wendelstein, rechter vorderer Trakt des Brauereigebäudes mit Fachwerk im Obergeschoss, in dessen Mitte ein auffälliges Rundbogenportal, frei stehendes Stallgebäude aus Bruchstein bzw. Zyklopenmauerwerk, bedeutsamstes Anwesen des Ortes Eschdorf, als einstige Wohnstätte des bedeutenden Kunstmäzens Johann Gottlob von Quandt (1787–1859) auch personengeschichtlich bedeutend, zudem ein wichtiges Zeugnis ländlicher Architektur des 18. und 19. Jahrhunderts. | 09302035 |
| Weitere Bilder | Brauschänkengut; Klostergut                                      | Oberwartha, Fritz-Arndt-Platz 3 (Karte)                  | 16. Jh. (Wohn- und Nebengebäude)                  | Sachgesamtheit Klostergut mit folgenden Einzeldenkmalen: Hauptgebäude, Stallgebäude, Wohnnebengebäude, zwei Scheunen, Kelleranlagen, Garten mit künstlicher Ruine, Stützmauern und angelegtem Teich sowie Teile der Einfriedung (ID-Nr. 09275124); Ende des 19. Jh. Umbau zu schlossartiger Anlage, heutiges Aussehen geprägt von historistischer Überformung im Stil der Neorenaissance, Hauptgebäude über annähernd winkelförmigem Grundriss, westlich davon länglicher Pferde- und Schafstall, östlich stehendes Wohnnebengebäude, im rückwärtigen Bereich des Grundstückes zwei großen Scheunen (Zur Schäferei 4), Gartengestaltung mit mittlerweile stark verfallener künstlicher Ruine und Teich, diverse Kelleranlagen, Einfriedung noch fragmentarisch erhalten, Anlage baugeschichtlich, ortshistorisch und personengeschichtlich sowie künstlerisch bedeutend. | 09306708 |
| Weitere Bilder | Hofmühle; Bienertmühle; Bienertvilla; Hochplauensches Wasserhaus | Plauen, Altplauen 11 bis 27 (Karte)                      | 2. Hälfte 19. Jh. (Mühle)                         | Sachgesamtheit mit folgenden Einzeldenkmalen: Mühlenkomplex mit Maschinenhaus, Turbinenraum, Weizenmühle, Getreidereinigung, Kesselhaus, Getreidewäscherei, Roggenmühle, Mehlspeicher, Raffinerie, Bäckerei, Verkaufs-, Wohn- und Betriebsgebäude, Schornstein sowie Gebäuden östlich der Gleisanlage (Nr. 11, 13, 15), dazu Fabrikantenvilla (Wohnhaus von Gottlieb Traugott Bienert, im hinteren Teil des Anwesens), Wasserhaus sowie parkähnlicher Villengarten (Gartendenkmal) einschließlich Mühlgraben, Brücke, massivem Bau mit Terrasse/Pergola im Hangbereich (grottenartiger Bau oder Wagenremise) sowie »Riesenwehr« aus eigentlichem Überfallwehr, mit Mauer versehenem Mühlgrabeneinlauf und zugehörigem Schützen (ID-Nr. 09212080); am Mühlengebäude bemerkenswerte Wappentafel des Kurfürsten August und der Kurfürstin Anna (bez. 1570), Hausmarke und Bauinschrift (bez. 1570) und Wappenstein mit kursächsischem Wappen (2. H. 18. Jh.), die Mühlentechnik nur noch in Teilen erhalten, gesamte Anlage von Belang für das Ortsbild, lange Zeit die wichtigste Mahlmühle von Dresden und Umgebung, vom bedeutendsten Plauener Industriellen und Mäzen Gottlieb Traugott Bienert zwischen 1852 und 1883 zu einer der innovativsten und produktivsten Anlagen ihrer Art in Sachsen ausgebaut, baugeschichtlich, ortsgeschichtlich, industriegeschichtlich und personengeschichtlich sowie in Teilen (Villa) künstlerisch bedeutend. | 09306682 |
| Weitere Bilder | Lahmanns Sanatorium                                              | Weißer Hirsch, Bautzner Landstraße (Karte)               | 1866–1867 (Sanatorium); um 1900 (Sanatorium)      | Sachgesamtheit Lahmanns Sanatorium mit den Einzeldenkmalen: Männerbad/Herrenbad (1892, 1898, bez. 1904) (Hermann-Hesse-Straße 2–2b), Damenbad/Badehaus (Frieda-Bad) und Wandelgang (1907) (Hermann-Hesse-Straße 22–24c), Heinrichshof (bez. 1896) (Stechgrundstraße 1), Pensionshaus, möglicherweise so genanntes Dresdner Haus (1892), Poststube/Büroräume (um 1910), Haupthaus (1892), Inhallatorium, Hirschhaus (1866–1867) (Hermann-Hesse-Straße 26), Damenmassage, Doktorhaus (1866–1867) (Hermann-Hesse-Straße 20), alte Eingangshalle (um 1910), Bibliothek/Garderobe (Gesellschaftshaus), alter Speisesaal (1904), neuer Speisesaal (1907), Glashalle, Herrenmassage, Wandelgang zur Bautzner Landstraße (1912), Heizhaus und Wirtschaftsgebäude (1903) (ID-Nr. 09211651, Bautzner Straße – ID-Nr. 09305873, Hermann-Hesse-Straße 2–2b – ID-Nr. 09305874, Hermann-Hesse-Straße 20–26 und ID-Nr. 09211649, Stechgrundstraße 1, Heinrichshof) sowie Baumbestand, Stützmauern, Treppenanlagen und der Fläche zwischen den Gebäuden (Sachgesamtheitsteile); große ehemalige Kureinrichtung am Rand der Dresdner Heide, bestehend aus einer Vielzahl unterschiedlicher Gebäude, historisierend (vor allem Neurenaissance und Schweizerstil) oder im Jugendstil, gesamte Anlage vor allen baugeschichtlich und ortsgeschichtlich sowie künstlerisch bedeutend, zudem singulär.                                                                   | 09303837 |
|                | Weidners Sanatorium (ehem.)                                      | Loschwitz, Franziska-Tiburtius-Straße 6 bis 10 (Karte)   | 1914–1916 (Sanatorium)                            | Sachgesamtheit Weidners Sanatorium mit folgenden Einzeldenkmalen: Chefarzthaus (Malerstraße 32), Haus 6 (Malerstraße 31), Haupthaus (Haus 2) mit angebautem Frühstückshaus (Franziska-Tiburtius-Straße 8–8c), Kurmittelhaus, auch Badhaus (Haus 3, Franziska-Tiburtius-Straße 6), großem Bettenhaus, auch Logierhaus oder Südhaus (Haus 1, Franziska-Tiburtius-Straße 10–10b) und überdachten Wandelgängen sowie Wohnhaus der Familie Weidner (Haus 8, Malerstraße 34, ID-Nr. 09211891), Franziska-Tiburtius-Straße 6–10b, Haus Franziska-Tiburtius-Straße 8d und Liegehallen (Sachgesamtheitsteile) sowie Brücke, Mauern, Treppen, Putten, Wege und Terrassen im Kurpark (Gartendenkmal); eine der bemerkenswertesten historischen Sanatoriumsanlagen im Elbraum zwischen Coswig und Dresden, baugeschichtlich und ortsgeschichtlich bedeutend. | 09304410 |

## Villen
| Bild           | Bezeichnung                     | Lage                                       | Datierung                               | Beschreibung | ID       |
| -------------- | ------------------------------- | ------------------------------------------ | --------------------------------------- | --- | -------- |
| Weitere Bilder | Villa Muttersegen               | Blasewitz, Goetheallee 24; 43; 45 (Karte)  | 1891–1892 (Villengarten/Landhausgarten) | Sachgesamtheit Villa Muttersegen mit folgenden Einzeldenkmalen: Villa, Villengarten und Einfriedung (einschl. rückwärtiger Pforte), Nebengebäude, Pavillon und seitlicher Terrasse (Goetheallee 24), Gärtnerhaus mit Garten und Einfriedungsmauern (Straßenseite gegenüber: Goetheallee 43) (ID-Nr. 09212741 und 09212764); eines der bemerkenswertesten Anwesen des Ortsteils, von baugeschichtlicher, gartengeschichtlicher, künstlerischer, gartenkünstlerischer, städtebaulicher sowie landschaftsgestaltender Bedeutung. | 09305929 |
| Weitere Bilder | Villa Zietz                     | Neustadt, Bautzner Straße 102 (Karte)      | 1854–1855 (Sachgesamtheit)              | Sachgesamtheit Bautzner Straße 102 mit den Einzeldenkmalen Villa, Einfriedung, Stützmauer und Solitärbaum (ID-Nr. 09306637) sowie dem Sachgesamtheitsteil Garten; gestalterisch anspruchsvolles historistisches Anwesen, Dreiecksgiebel, Rundbogenöffnung, Akanthus im Gebälk und genutetes Erdgeschoss spätklassizistisch, mit der Dreiteilung und der horizontale Gliederung der Fassaden auch ein Beispiel der in Dresden um 1875 vorherrschenden Semper-Nicolai-Schule, einer Spielart der Neorenaissance, Anbau zur Gartenseite wohl spätere Zutat, ausgewogene Fassadengestaltung, zeitweilig Wohnstätte von Hugo Zietz, dem Erbauer der Yenidze, baugeschichtlich und künstlerisch bedeutend, im Zusammenhang mit der umfänglichen Außenanlage, die in den Elbraum wirkt, zudem landschaftsgestalterisch und städtebaulich von Belang. | 09214444 |
| Weitere Bilder | Haus Schuricht; Villa Thormeyer | Innere Neustadt, Oberer Kreuzweg 8 (Karte) | 1817–1827 (Nebengebäude)                | Sachgesamtheit Haus Schuricht, mit den Einzeldenkmalen: Villa und Einfriedung (ID-Nr. 09214230) sowie zwei Nebengebäuden und Grundstücksfläche/Garten als Sachgesamtheitsteile; baugeschichtlich, künstlerisch und städtebaulich von Bedeutung. | 09303280 |

## Parks und Plätze
| Bild           | Bezeichnung                           | Lage                                              | Datierung                                                    | Beschreibung | ID       |
| -------------- | ------------------------------------- | ------------------------------------------------- | ------------------------------------------------------------ | --- | -------- |
| Weitere Bilder | Brühlsche Terrasse                    | Altstadt I, Brühlsche Terrasse (Karte)            | ab 1814, Wallpromenade (Promenade)                           | Sachgesamtheit Brühlsche Terrasse mit folgenden Einzeldenkmalen: Festungswerk mit Kasematten, Jungfernbastei, den beiden Überführungen über Brühlsche Gasse und Münzgasse, Bärenzwinger und sogenannter Großer Tonne sowie dem Kanonenhof der Hasenbergbastion unter dem Kirchgemeindehaus der Reformierten Gemeinde Brühlscher Garten 4 (ID-Nr. 09213873, Brühlsche Terrasse, Brühlscher Garten), ehem. Hofgärtnerei, heute Kirchgemeindehaus der Reformierten Gemeinde (ID-Nr. 09213881, Brühlscher Garten 4), Großer Freitreppe mit Figurengruppen (ID-Nr. 09213876, Brühlsche Terrasse), Treppenanlage zur Münzgasse (ID-Nr. 09305238, Münzgasse), Treppenanlage zum Georg-Treu-Platz (ID-Nr. 09305239, Georg-Treu-Platz), Rietschel-Denkmal (ID-Nr. 09213877, Brühlsche Terrasse), Gottfried-Semper-Denkmal (ID-Nr. 09213878, Brühlscher Garten), Böttger-Denkmal (ID-Nr. 09305240, Brühlscher Garten), zwei Sphingen auf Mauerstücken (ID-Nr. 09210285, Brühlscher Garten), Delphinbrunnen (ID-Nr. 09213875, Brühlscher Garten) und Brühlschem Becken (ID-Nr. 09305692), mit Gestaltung der Aussichtspromenade und des Georg-Treu-Platzes einschließlich Bepflanzung (Gartendenkmal), weiteren Denkmalen und Plastiken sowie Straßenpflaster und Geländer (gepflasterte Fläche mit Funktionsgebäude der Weißen Flotte, Terrassenufer) (alles Sachgesamtheitsteile). | 09305203 |
| Weitere Bilder | Theaterplatz                          | Altstadt I, Theaterplatz (Karte)                  | 2. Hälfte 19. Jh. (Platz)                                    | Sachgesamtheit Theaterplatz: Schmuckplatz mit folgenden Einzeldenkmalen: Semperoper mit drei rückwärtigen Funktionsanbauten sowie seitlicher Balustraden- und Treppenanlage (ID-Nr. 09214026, Theaterplatz 2), Denkmal für Johann von Sachsen (ID-Nr. 09214027), Freiflächengestaltung nordwestlich und nordöstlich des Semperopernkomplexes (als Gartendenkmal) sowie Pflasterung (als Sachgesamtheitsteil); im Wesentlichen gestaltete Anlage mit zentralem Motiv in Form eines Ovals, in der Mitte das Reiterstandbild König Johanns, als Vorplatz zum Operngebäude, dabei dieses zugleich einbeziehend, herausragendes Beispiel für viele andere mit großem handwerklichen Geschick gepflasterte Plätze in der Stadt, Teil eines unverwechselbaren Ensembles mitten im Zentrum Dresdens, einzigartiger Platz, vor allem künstlerisch und städtebaulich bedeutend. | 09210346 |
| Weitere Bilder | Der Herzogin Garten                   | Altstadt I, An der Herzogin Garten (Karte)        | 1841 (Herzogin Garten)                                       | Sachgesamtheit Herzogin Garten mit folgenden Einzeldenkmale: Kopfbau der Orangerie, Mauern im einstigen Gartenbereich und gusseiserner Zaun (ID-Nr. 09213976) sowie Reste und Spuren der Gartenanlage als Sachgesamtheitsteil; der Kopfbau als markantes Zeugnis historisierender Architektur und als Teil des Œuvres von Otto von Wolframsdorf baugeschichtlich und kunstgeschichtlich, darüber hinaus in Teilen auch künstlerisch bedeutend, die gesamte Anlage stadtentwicklungsgeschichtlich und städtebaulich bedeutend. | 09306834 |
| Weitere Bilder | Blüherpark                            | Altstadt I, Blüherstraße (Karte)                  | 1764–1770 (Sachgesamtheit)                                   | Sachgesamtheit Blüherpark mit folgenden Einzeldenkmalen (ID-Nr. 09214067): Parkanlage mit Plastiken, Brunnen, großen Sandsteinvasen usw. (zwischen Bürgerwiese, Zinzendorfstraße, Lingnerallee, Hauptallee und Blüherstraße); einer der bedeutendsten Gärten Dresdens, erster Garten in Dresden, der nach englischem Vorbild umgestaltet wurde. | 09306814 |
| Weitere Bilder | Großer Garten                         | Altstadt II, Karcherallee (Karte)                 | 1676–1693 (Jagdgarten)                                       | Sachgesamtheit Großer Garten mit folgenden Einzeldenkmalen: ehemaliger Lustgarten, heute Parkanlage einschließlich der angrenzenden Promenaden und Alleen (ID-Nr. 09306817, gleiche Anschrift), Palais, dazu Skulpturensammlung (ID-Nr. 09214121 Hauptallee 8), Erdgeschoss des ehemaligen Kavaliershauses A mit ruinösem Nebengebäude, rückseitigem Springbrunnen und Sandsteinpostament (ID-Nr. 09214112 Hauptallee 4b), Kavaliershaus G mit Einfriedung (ID-Nr. 09214119 Hauptallee 5), Kavaliershaus B mit Seitengebäude und Einfriedung (ID-Nr. 09214114 Hauptallee 6), Kavaliershaus F mit Einfriedung (ID-Nr. 09214118 Hauptallee 7), Kavaliershaus C mit Einfriedung (ID-Nr. 09214115 Hauptallee 10), Kavaliershaus D mit Seitengebäude und Einfriedung (ID-Nr. 09214117 Hauptallee 12), Wohnhaus oder Wirtschaft mit vorgebauter Veranda und Hofgebäude (ID-Nr. 09214133 Karcherallee 8), Freilichttheater Junge Garde (ID-Nr. 09214137 Karcherallee 10), Freilichttheater, sog. Heckentheater (ID-Nr. 09214116 Hauptallee), Puppentheater (ID-Nr. 09214142 Herkulesallee 1), verschiedene Figurengruppen, Gartenskulpturen und Vasen (ID-Nr. 09214129 und 09214128 Fürstenallee, ID-Nr. 09214141 Georg-Starcke-Weg, ID-Nr. 09214125, ID-Nr. 09214143, ID-Nr. 09214132, ID-Nr. 09214111, ID-Nr. 09214110, ID-Nr. 09214108 und ID-Nr. 09214107 Hauptallee, ID-Nr. 09214131, ID-Nr. 09214105, ID-Nr. 09214106 und ID-Nr. 09214130 Herkulesallee), zwei ruhende Löwen am Eingang zur Querallee (ID-Nr. 09214139 Querallee), der Palaisteich (ID-Nr. 09214124), zwei Brunnen (ID-Nr. 09214109 und 09214113 Hauptallee), Gartenpavillon (ID-Nr. 09306820 Herkulesallee) sowie der Botanischer Garten mit Einfriedung und Toranlage (ID-Nr. 09218988 Stübelalle 2), Mord- und Sühnekreuz (ID-Nr. 09214127 Fürstenallee), Weichbildstein mit Wappen und Jahreszahl (ID-Nr. 09214134 Hauptallee) und verschiedene ältere Anlagen und Bauten des Zoos (ID-Nr. 09218341 Tiergartenstraße 1) sowie Zoologischer Garten als Sachgesamtheitsteil. | 09214104 |
| Weitere Bilder | Bürgerwiese                           | Altstadt I, Bürgerwiese (Karte)                   | 1843–1850 (Sachgesamtheit)                                   | Sachgesamtheit Bürgerwiese mit folgenden Einzeldenkmalen: Parkanlage und begleitende Straßenräume (ID-Nr. 09306815) mit den Gartenskulpturen Badende (ID-Nr. 09213829), Otto-Ludwig-Denkmal (ID-Nr. 09213830), Zwei Mütter (ID-Nr. 09213831), Mozartbrunnen (ID-Nr. 09213833), Henkelvase (ID-Nr. 09213834), Mucius Scaevola (ID-Nr. 09213835), Perikles (ID-Nr. 09213836) Thalestris (ID-Nr. 09213837), Alkibiades (ID-Nr. 09213838), Venus, Armor die Flügel beschneidend (ID-Nr. 09213839) und Siegfrieds Tod (ID-Nr. 09210353, Lennéplatz); romantische Parkanlage mit Grünflächen, Bäumen, Teich einschl. Fontäne, Bachlauf und Plastiken, die begleitenden Straßenräumen an Bürgerwiese, Parkstraße und Lennéplatz mit Alleecharakter, einzigartige gartenkünstlerische Anlage (Auflistung der einzelnen Plastiken und Lennéplatz). | 09214065 |
| Weitere Bilder | Königsufer                            | Neustadt, Königsufer (Karte)                      | 1933–1938 (Königsufer); 1933–1938 (Arbeiterwohnhaus)         | Sachgesamtheit Königsufer, mit folgenden Einzeldenkmalen: dem Glockenspielpavillon (ID-Nr. 09214334), dem Brückenkopf der Augustusbrücke mit Treppenanlagen und Arkadengang mit Sgraffito-Wandgemälden auf Keramikkacheln (ID-Nr. 09214335, Augustusbrücke), dem Kundgebungsplatz nahe der Carolabrücke mit Sitzreihen, Treppen und zwei Basen für Fahnenmasten (ID-Nr. 09214333), dem Staudengarten mit Sonnenuhr (ID-Nr. 09306047), einer Treppenanlage mit Stützmauer und Plastik eines Bogenschützen nahe der Albertbrücke (ID-Nr. 09214336 Rosa-Luxemburg-Platz), dem Brückenkopf der Albertbrücke mit Treppenanlagen, Pavillon und Großreliefs (ID-Nr. 09214337), dem Rosengarten mit Torhaus, zwei elbseitigen Fahnenstangen einschließlich Sandsteinbasen, Treppen, Pavillon, Restaurant sowie Plastiken (ID-Nr. 09215549), der Mauer-, Pergola- und Treppengestaltung als Promenade zwischen Löwenstraße und Prießnitz (ID-Nr. 09306386), der Mauer-, Pergola- und Treppengestaltung mit Arbeiterunterkunftshaus, letzteres ist nur Sachgesamtheitsteil, am Diakonissenweg (ID-Nr. 09214338) und dem Aussichtspavillon am Waldschlösschen (ID-Nr. 09214459, Bautzner Straße) sowie weiteren Gestaltungselementen der Neustädter Elbuferzone zwischen Marienbrücke(n), Diakonissenweg und Bautzner Straße aus Balustraden-, Mauer-, Pergola-, Treppen- und Weggestaltungen mit Promenaden- oder Alleencharakter als Sachgesamtheitsteilen; einzigartige Gestaltung des Flussufers einer Stadt, in auffälliger, teilweise repräsentativer und auch zeittypischer Form, baugeschichtlich, städtebaulich und gartenkünstlerisch/landschaftsgestalterisch bedeutend. | 09306037 |
| Weitere Bilder | Neustädter Markt und Hauptstraße      | Neustadt, Hauptstraße (Karte)                     | ab 1686 (Straße), 1732 (Lindenallee), 1974-1979 (Marktplatz) | Sachgesamtheit Neustädter Markt und Hauptstraße (ehem. Fußgängerboulevard Straße der Befreiung); Platz- und Straßenanlage mit Häuserzeilen als Platzwänden, Grünanlagen, Kleinarchitekturen, Denkmal und Mobiliar, darin einbezogen die Hauptstraße einschließlich Sichtachse bis zum Blockhaus als Teil der einheitlichen städtebaulichen Planung Wolf Caspar von Klengels (1630-1691) für die Innere Neustadt, die ursprünglich aus drei Achsen und verbindenden Radialstraßen bestand. | 09307155 |
| Weitere Bilder | Albertplatz und Alleensystem          | Neustadt, Albertplatz (Karte)                     | 1824 (Stadtplatz)                                            | Sachgesamtheit Albertplatz und Alleensystem: Rundplatz und strahlenförmig angelegtes Alleensystem sowie Grünanlagen an der Bautzner Straße (Gartendenkmale), mit folgenden Einzeldenkmalen: zwei Brunnen »Stille Wasser« (ID-Nr. 9214145) und »Stürmische Wogen« (ID-Nr. 9214331), Wartehäuschen (ID-Nr. 9214147) und Barockvase (ID-Nr. 9214188); monumentale Schalenbrunnen in der Platzmitte, in seiner Rondellform mit den sternförmig davon abgehenden Alleen einzigartiger städtebaulicher Raum (Sachgesamtheit Hauptstraße, ID-Nr. 09303117 und Sachgesamtheit Königstraße, ID-Nr. 09214213), zudem als einer der ersten Rundplätze Europas von singulärer Bedeutung. | 09214146 |
| Weitere Bilder | Königstraße                           | Neustadt, Königstraße (Karte)                     | ab 1731 (Straße); ab 1731 (Allee)                            | Sachgesamtheit Königstraße mit folgenden Einzeldenkmalen: den Häusern Königstraße 1/Wallgäßchen 1 (ID-Nr. 09214214), Heinrichstraße 16/Königstraße 2 (ID-Nr. 09214207), Königstraße 3 (ID-Nr. 09214216), Königstraße 5 (ID-Nr. 09214217), Königstraße 5a (ID-Nr. 09214324), Königstraße 6 (ID-Nr. 09214218), Königstraße 7 (ID-Nr. 09214219), Königstraße 9 (ID-Nr. 09214221), Königstraße 10 (ID-Nr. 09214222), Königstraße 12 (ID-Nr. 09214224), Palaisplatz 3 (ID-Nr. 09214273), Rähnitzgasse 25 (ID-Nr. 09214294) und Rähnitzgasse 27 (ID-Nr. 09214295), der Allee (als Gartendenkmal) sowie der Straße und den Häusern Königstraße 8, 14 (als Sachgesamtheitsteile); barocker Straßenzug mit Alleebepflanzung und einheitlich gestalteter Bebauung aus der 1. Hälfte des 18. Jahrhunderts zwischen Palaisplatz und Eingang Nieritzstraße, einzige weitestgehend ursprünglich erhaltene Achse der Neuen Königstadt, baugeschichtlich und städtebaulich bedeutend sowie singulär. | 09214213 |
| Weitere Bilder | Martin-Luther-Platz                   | Neustadt, Martin-Luther-Platz (Karte)             | 1880–1930 (Platz); 1880–1930 (Sachgesamtheit)                | Sachgesamtheit Martin-Luther-Platz mit gleichnamiger historisierender Kirche Martin-Luther-Platz 2a (ID-Nr. 09214565), der umgebenden repräsentativen gründerzeitlichen Wohnbebauung Martin-Luther-Platz 1 – ID-Nr. 09214552, Nr. 2 – ID-Nr. 09214558, Nr. 3 – ID-Nr. 09214553, Nr. 4 – ID-Nr. 09214559, Nr. 5 – ID-Nr. 09214554, Nr. 6 – ID-Nr. 09214560, Nr. 7 – ID-Nr. 09214555, Nr. 8 – ID-Nr. 09214561, Nr. 9 – ID-Nr. 09214556, Nr. 10 – ID-Nr. 09214562, Nr. 11 – ID-Nr. 09214557, Nr. 12 – ID-Nr. 09214563, Nr. 14 – ID-Nr. 09214564; Martin-Luther-Straße 12 – ID-Nr. 09214942, Nr. 17 – ID-Nr. 09214753, Nr. 23 – ID-Nr. 09214945, Pulsnitzer Straße 1 – ID-Nr. 09214757, Nr. 2, 4 – ID-Nr. 09214957, Nr. 10 – ID-Nr. 09214754 und Kriegerdenkmal Martin-Luther-Platz, ID-Nr. 09299860 (alles Einzeldenkmale) sowie der parkartigen Gestaltung vor und hinter der Kirche (Sachgesamtheitsteile); Anlage baugeschichtlich und städtebaulich bedeutend sowie singulär. | 09301958 |
| Weitere Bilder | Blasewitzer Waldpark und Villenanlage | Blasewitz, Goetheallee (Karte)                    | 1869 (Sachgesamtheit)                                        | Sachgesamtheit Blasewitzer Waldpark- und Villenanlage mit folgenden Einzeldenkmalen: 23 ha großer gestalteter Waldpark inmitten des Dresdner Vorortes Blasewitz (ID-Nr. 09306812) mit der angrenzenden Villenbebauung – einzigartiges Zeugnis der Garten- und Landschaftsarchitektur sowie des Städtebaus aus der zweiten Hälfte des 19. Jahrhunderts, gartengeschichtlich, gartenkünstlerisch, landschaftsgestalterisch, städtebaulich und stadtentwicklungsgeschichtlich bedeutend, zudem in dieser Form singulär. | 09213805 |
| Weitere Bilder | Friedrichsgrund                       | Pillnitz; Borsberg, Wünschendorfer Straße (Karte) | 1780–1783 (Parkanlage)                                       | Sachgesamtheit Friedrichsgrund mit folgenden Einzeldenkmalen: künstliche Ruine und Denkmal für Johann und Amalia Augusta (ID-Nr. 09218820) sowie sentimentaler Landschaftsgarten (Gartendenkmal), und den Sachgesamtheitsteilen: Bett des Friedrichsgrundbaches und zwei seitliche Zuflüsse, 14 Brücken mit Sandsteinquadern, der Friedrichsgrundweg und der Kanalweg, ein künstlicher Wasserfall, Opferstein; von geschichtlicher, gartenhistorischer, gartenkünstlerischer und landschaftsgestaltender Bedeutung. | 09304894 |

## Weinberge
| Bild           | Bezeichnung                                 | Lage                                   | Datierung                                               | Beschreibung | ID       |
| -------------- | ------------------------------------------- | -------------------------------------- | ------------------------------------------------------- | --- | -------- |
| Weitere Bilder | Königlicher Weinberg Wachwitz               | Wachwitz, Wachwitzer Weinberg (Karte)  | 1824–1853 angelegt (Weinberg)                           | Sachgesamtheit Königlicher Weinberg mit Neuem Wachwitzer Schloß bzw. Christian-Schloß (Wachwitzer Weinberg 15, ID-Nr. 09211830), Neuer Villa (Wachwitzer Weinberg 1, ID-Nr. 09211836), neogotischer Kapelle (Wachwitzer Weinberg, ID-Nr. 09211839), Presshaus (Wachwitzer Weinberg 2, 09211838), Gärtnerhaus (Wachwitzer Weinberg 4, ID-Nr. 09211837), Neuem Gärtnerhaus (Wachwitzer Weinberg 8, ID-Nr. 09302530, Winzerhaus (Wachwitzer Weinberg 7), Wirtschaftsgebäude (Wachwitzer Weinberg 5), Marienhaus (Josef-Hegenbarth-Weg 10), Rhododendronanlage, Park, gärtnerischen Bereichen (Gartendenkmal), Anwesen Josef-Hegenbarth-Weg 14/14a, 16, Kotzschweg 8 sowie Wachwitzer Weinberg 3, 6, 9, 10 und 11, Terrassierungen, Waldabschnitten usw. (alles Sachgesamtheitsteile); einer der bemerkenswertesten Weinberge im Elbtal, bereichert durch architektonisch anspruchsvolle Bauten aus dem 19. und 20. Jahrhundert, einstiges Refugium der sächsischen Königsfamilie, trotz einiger Veränderungen noch weitgehend ursprünglich erhalten, wegen der hier kurz angedeuteten Aspekte bau-, orts- und personengeschichtlich sowie künstlerisch bedeutend, außerdem im Zusammenhang mit den Elbhängen zwischen Loschwitz und Pillnitz von landschaftsgestalterischem Wert, die bedeutenderen Bauwerke des Weinbergs erscheinen nochmal einzeln aufgelistet (Kotzschweg, Neues Wachwitzer Schloß; Wachwitzer Weinberg, neogotische Kapelle und Presshaus sowie Wachwitzer Weinberg 1, Neue Villa und Gärtnerhaus). | 09218394 |
| Weitere Bilder | Königlicher Weinberg Pillnitz               | Pillnitz, Bergweg (Karte)              | 18./19. Jh. (Weinberg)                                  | Sachgesamtheit Königlicher Weinberg Pillnitz mit folgenden Einzeldenkmalen: Weinberg (ID-Nr. 09306870), Weinbergkirche (Bergweg 3, ID-Nr. 09211604), Presshaus (Bergweg1, ID-Nr. 09211602) und zwei Winzerhäuser (Bergweg 5 und 9, ID-Nr. 09211590 und 09211589) sowie Bergweg 1c, 3b, 3c als Sachgesamtheitsteile; einzigartiges Ensemble von besonderer städtebaulicher und landschaftsgestaltender Bedeutung, vor allem im Zusammenspiel mit der Weinbergkirche und dem Schlosskomplex von Pillnitz, als Weinberg der Wettiner Residenz in Pillnitz auch ortsgeschichtlich von Belang. | 09211603 |
| Weitere Bilder | Rysselscher Berg; Rysselsches Weingut       | Pillnitz, Bergweg (Karte)              | 1. Hälfte 18. Jh., möglicherweise noch älter (Weinberg) | Sachgesamtheit Rysselsches Weingut mit folgenden Einzeldenkmalen: Weinberg-Herrenhaus einschließlich Anbau, Hintergebäude und Scheune (Bergweg 25), Winzerhaus mit Hintergebäude (Bergweg 27) sowie Einfriedungsmauern und vier Torpfeilern (ID-Nr. 09211588, Bergweg 25, 27), dem Weinberg (Gartendenkmal) und den Häusern Bergweg 27d, 29/31 als Sachgesamtheitsteilen; noch anschaulich nachvollziehbares, beeindruckendes Zeugnis des Weinanbaus im Elbtal zwischen Loschwitz und Pillnitz von besonderer ortsgeschichtlicher Bedeutung, zudem als ein die Landschaft in besonderem Maße prägendes und deren Unverwechselbarkeit zugleich unterstreichendes Element von landschaftsgestaltender Bedeutung, mit bemerkenswerten Fachwerkbau des Weinberg-Herrenhauses auch architekturgeschichtlich von Belang. | 09218817 |
| Weitere Bilder | Hübelscher Weinberg/Kriegelscher Weinberg   | Cossebaude, Talstraße 60 (Karte)       | 17. Jh. (Weinberg)                                      | Sachgesamtheit Hübelscher Weinberg/Kriegelscher Weinberg mit den Einzeldenkmalen: Herrenhaus, sogn. »Bergkellerhaus«, Bruchsteinmauer entlang der Straße und Brücke (ID-Nr. 09275095), Weinberg (Gartendenkmal) sowie Nebengebäude (ehemalige Scheune) an der Straße und Achse aus Pforte in Einfriedung des Anwesens sowie Treppe und Weg auf gegenüber liegendem Flurstück als Sachgesamtheitsteile; gesamtes Anwesen von dokumentarischem Wert für die Geschichte des Weinanbaus im südlichen Elbraum bei Dresden, eindrucksvollste Weinbergsanlage von Cossebaude, das barocke Weinbau-Herrenhaus mit bedeutsamer Innenausstattung von baugeschichtlicher und künstlerischer Bedeutung, die gesamte Anlage mit dem benachbarten Weinbergen zudem von landschaftsgestaltendem Wert. | 09303772 |
| Weitere Bilder | Kurfürstlicher Weinberg; Königl. Hinterberg | Cossebaude, Talstraße 62 (Karte)       | 17. Jh. (Weinberg)                                      | Sachgesamtheit Kurfürstlicher Weinberg mit folgenden Einzeldenkmalen: Winzerhaus, zwei Nebengebäuden, Bruchsteinmauer entlang des Grundstückes (ID-Nr. 09275096) und Weinberg (Gartendenkmal); von Bedeutung für die Geschichte des Weinanbaus im südlichen Elbraum bei Dresden, Anlage mit den benachbarten Weinbergen von landschaftsgestaltendem Wert. | 09306541 |
|                | Weinberg                                    | Cossebaude, Talstraße 62b; 62c (Karte) | 17. Jh. (Weinberg)                                      | Sachgesamtheit Weinberg; von Bedeutung für die Geschichte des Weinanbaus im südlichen Elbraum bei Dresden, mit den benachbarten Weinbergen von landschaftsgestaltender Bedeutung. | 09279096 |
| Weitere Bilder | Weinbergschänke (ehem.)                     | Cossebaude, Talstraße 64; 66 (Karte)   | 17. Jh. (Weinberg)                                      | Sachgesamtheit ehem. Weinbergschänke mit folgenden Einzeldenkmalen: ländliches Wohnhaus (Nr. 64), Landhaus mit Eckturm (Nr. 66), straßenseitiger Einfriedung/Stützmauer (ID-Nr. 09275156) und Weinberg (Gartendenkmal); bedeutsam für die Geschichte des Weinbaus im südlichen Elbtal bei Dresden, zu dem mit den benachbarten Weinbergen von landschaftsgestaltender Bedeutung. | 09306542 |

## Öffentliche Bauten
| Bild           | Bezeichnung | Lage                                                                 | Datierung | Beschreibung | ID       |
| -------------- | --- | -------------------------------------------------------------------- | --- | --- | -------- |
|                | Stadtkrankenhaus Johannstadt; Medizinische Akademie; Universitätsklinikum Carl Gustav Carus Dresden                     | Altstadt II, Fetscherstraße 74 (Karte)                               | 1898–1901 (Krankenhausanlage) | Sachgesamtheit Stadtkrankenhaus Johannstadt mit folgenden Einzeldenkmalen: Häuser 1, 2, 3, 4, 5, 6, 7, 8, 9, 10, 11, 12, 13, 14, 15, 16, 17, 18, 22 und 24 des heutigen Universitätsklinikums sowie Torbauten und Einfriedungsmauern (ID-Nr. 09217235), Grünanlage und Freiräume zwischen den Gebäuden sowie die nördlich und östlich angrenzenden Alleen (Gartendenkmal); Anlage baugeschichtlich, stadtentwicklungsgeschichtlich und ortsgeschichtlich von Bedeutung. | 09304695 |
| Weitere Bilder | Stadtkrankenhaus Friedrichstadt; Marcolinipalais; Neptunbrunnen                                                         | Friedrichstadt, Friedrichstraße 39; 41 (Karte)                       | 1867–1937 (Krankenhausanlage); 1740–1753 (Krankenhausgarten) | Sachgesamtheit Stadtkrankenhaus Friedrichstadt: Krankenhausanlage bestehend aus folgenden Einzeldenkmalen: Ärztehaus, Haus A (Marcolinipalais mit Flügeln, Ehrenhof, zwei Seitengebäuden, Verbindungsgang und ehemaliger Orangerie), Haus M (Frauenklinik), Haus N (Chirurgie), Haus P (ehem. königliche Frauenklinik), Haus R (ehem. Hals-Nasen-Ohren-Klinik), Haus S, Haus U (Pathologie mit Hörsaal und ehem. Krankenhauskapelle), Wirtschaftsgebäude, Küchentrakt, Transformatorenhäuschen, Einfriedung des gesamten Areals und Gartenanlage mit Wegesystem sowie struktur- und raumbildender Bepflanzung (Gartendenkmal), ausgestattet mit Neptunbrunnen, Küfer- bzw. Winzerbrunnen, zwei Wasserbecken, Vasen, den Statuen von »Tomyris« und »Themistokles« sowie zwei weiblichen Hermen, Gebäude mit bauplastischem Schmuck, an der Straßenseite von Haus A vier Löwenfiguren, drei Hermen, freistehendes Portal und Delphinbrunnen im Ehrenhof sowie zwei Reihen von Sandsteinpollern (Friedrichstraße 39 – ID-Nr. 09218662 und Friedrichstraße 41 – ID-Nr. 09218664); Anlage des Krankenhauses Kulturdenkmal von besonderer baugeschichtlicher, geschichtlicher und künstlerischer Dichte. | 09305645 |
| Weitere Bilder | Asyl für Sieche; Städtisches Irren- und Siechenhaus; Pflegeheim Löbtauer Straße                                         | Friedrichstadt, Löbtauer Straße 31; 33 (Karte)                       | 1886/1900 (Pflegeheim) | Sachgesamtheit Asyl für Sieche, mit folgenden Einzeldenkmalen: fünf Pflegehäuser, dreimal nur giebelständige Gebäudeteile erhalten, von Nord nach Süd an der Löbtauer Straße Erweiterungsbau, Haus für körperlich sieche Frauen und Haus für körperlich sieche Männer und Frauen, rückwärtiges Haus für geistig sieche Männer und Haus für geistig sieche Frauen sowie Kesselhaus und an der Altonaer Straße kleine Leichenhalle (ID-Nr. 09218693), einem am Eingang zur Löbtauer Straße gelegenen Haus, den Außenanlagen vor und zwischen den Gebäuden sowie die erhaltenen Teile der Einfriedungsmauer als Sachgesamtheitsteile; heute Seniorenheim und Krankenhaus, im Pavillon-System errichtete Anlage eines Siechenhauses aus dem späten 19. Jahrhundert, als markantes Beispiel für diese Bauaufgabe baugeschichtlich und sozialgeschichtlich bedeutend, zudem ortsgeschichtlich wertvolles Dokument für einen Abschnitt der Geschichte des Dresdner Wohlfahrtswesens, durch ihre Wirkung im Stadtraum außerdem städtebaulich von Belang. | 09305191 |
| Weitere Bilder | Sachsenbad | Pieschen, Wurzener Straße 18 (Karte)                                 | 1929 (Hallenbad) | Sachgesamtheit Sachsenbad mit folgenden Einzeldenkmalen: Hallenbad einschl. Verbindungsgang (ID-Nr. 09216459, Wurzener Straße 18) sowie Bibliotheks- und Wohngebäude (ID-Nr. 09216456, Rehefelder Straße 39), dazu die Außenanlagen des Bades sowie die Platzgestaltung im Winkel zwischen Wurzener Straße und Rehefelder Straße als Sachgesamtheitsteile; eines der beeindruckendsten Dresdner Ensembles des Neuen Bauens, Gebäude aus kubischen Blöcken mit Flachdach, dabei Badgebäude regelhafter, mit Stein- und Putzstruktur, rahmenden Profilen sowie Ornamenten auch der Tradition verpflichtet, Bad war von Stadtbaurat Wolf als Dominante eines ausgedehnten Sportparks vorgesehen, baugeschichtlich, sozialgeschichtlich, künstlerisch und ortsgeschichtlich bedeutend sowie singulär. | 09306145 |
| Weitere Bilder | Städtischer Schlacht- und Viehhof; heute Messe Dresden                                                                  | Friedrichstadt, Messering (Karte)                                    | 1906–1910 (Schlachthof) | Sachgesamtheit Städtischer Schlacht- und Viehhof, mit folgenden Einzeldenkmalen: Ladengebäuden (Messering 1, 2, 3), Schauamtgebäude (Messering 4), Verwaltungsgebäude (Messering 5), Pförtnerhaus und Torwarthäusern mit Plastik (Messering 6), Gastwirtschaftsgebäude mit Nebengebäude (Messering 7), Markthallen für Schweine und Kälber (Messering 8a/8b/8c, Zur Messe 1), Markthalle für Großvieh (Messering 8e/8f/8g, Zur Messe 5), Markthalle für Schafe und Verwaltungsgebäude, erhaltener Kopfbau (Zur Messe 3), drei Futterställen (1. 2. Futterstall, Zur Messe 9 sowie 3. Futterstall, Messering 8k), Gebäudeteile der Schlachthallen und des Kühlhauses, Verbindungshalle zwischen Schlachthallen und Kühlhaus, Stallungen für Auslandsvieh (Zur Messe 9), Überständerstallgebäude für Kleinvieh, Kessel- und Maschinenhaus (Heizhaus), Werkstättengebäude, Amtsschlachthof, Häute- und Talgannahme, Talgschmelze mit Wirtschaftsgebäude und Wohnhaus, Abwasserreinigung, Wohnhäusern mit Plastik im Garten (Messering 25, 26, 27), Bedürfnisanstalt (ehem.), Brunnenhaus (in der Gleisschleife) und diversen Pavillonbauten (ID-Nr. 09218718) sowie der Fläche des Areals (Sachgesamtheitsteil); ein Großteil des Areals heute als Messe (Messering 6) genutzt, einzigartiges architektonisches, städtebauliches und wirtschaftsgeschichtliches Areal, eines der bedeutsamsten Werke des wohl wichtigsten Dresdner Stadtbaurates Hans Erlwein, eine der bedeutendsten Schlachthofanlagen Deutschlands.                                                                                       | 09302689 |
| Weitere Bilder | Sachgesamtheit Leipziger Bahnhof; Güterbahnhof Dresden-Neustadt                                                         | Eisenbahnstraße 1; 2 (Karte)                                         | 1839 (Eisenbahnanlage) | Sachgesamtheit Leipziger Bahnhof mit folgenden Einzeldenkmalen: den erhaltenen Teilen des Empfangshallenkomplexes, vier Dienstgebäuden, fünf Güterböden (Güterhalle 1, 2 und 3) sowie überdachter Rampe (offener Halle) (siehe auch Einzeldenkmalliste ID-Nr. 09215003), dazu Pflasterflächen, Laderampen, Gehwegen, Gleisführungen und dem mit Bäumen bestandenen Ruheplatz für das Bahnpersonal als Sachgesamtheitsteilen; als ältester Standort eines Bahnhofs in Dresden und als Endpunkt der ersten deutschen Ferneisebahnlinie von singulärem verkehrsgeschichtlichem Wert, zudem baugeschichtlich und ortsgeschichtlich bedeutend. | 09307323 |
| Weitere Bilder | Sachgesamtheit Bahndammbefestigung                                                                                      | Neustadt, Antonstraße (Karte)                                        | um 1900 (Eisenbahndamm) | Sachgesamtheit Bahndammbefestigung (ohne Einzeldenkmale); zwischen Antonstraße und Leipziger Straße sowie ein kleines Stück an der Uferstraße, aus Wall, Aufmauerung, Treppe, Endpfeilern/Brückenköpfen der beiden Eisenbahnbrücken über die Eisenbahnstraße und die Leipziger Straße sowie Stellwerk (alles Sachgesamtheitsteile), entstand im Zusammenhang mit der Erneuerung der Dresdner Eisenbahn um 1900, immer noch gut erhaltener Abschnitt auf dem Stadtgebiet, verkehrsgeschichtlich und stadtentwicklungsgeschichtlich bedeutend. | 09218845 |
| Weitere Bilder | Heizkraftwerk Mitte; Elektrizitäts-Westkraftwerk (ehem.); Elektrizitäts-Lichtwerk (ehem.); Gasbereitungsanstalt (ehem.) | Altstadt I, Kraftwerk Mitte 1 bis 32 (Karte)                         | 1839, 2. Städt. Gasbereitungsanstalt (Kraftwerk); 1895, Elektrizitäts-Licht-Werk (Kraftwerk); 1900, Elektrizitäts-West-Kraftwerk (Kraftwerk); 1925–1928, Umbau zum Heizkraftwerk (Kraftwerk) | Sachgesamtheit Heizkraftwerk Mitte mit folgenden Einzeldenkmalen: Maschinenhalle mit östlicher Erweiterung (Kraftwerk Mitte 1), Verbindungsbau zum Schalthaus, Schalthaus mit Schaltwarte, Abspannturm sowie nördlicher Erweiterung inkl. erhaltener technischer Ausstattung (Kraftwerk Mitte 6-24, gerade Zahlen, ohne 16), Kohlenschuppen/spätere mech. Werkstatt (Kraftwerk Mitte 26), Schalt- und Phasenschieberhaus inkl. vorgelagerte Trafokammern (Kraftwerk Mitte 28/30/32), Wohn- und Geschäftshaus (Kraftwerk Mitte 2), Reaktanzenhaus (Kraftwerk Mitte 3) und Neues Schalthaus/Neue Heizzentrale (Kraftwerk Mitte 5/7?) (ID-Nr. 09213853) sowie folgenden Sachgesamtheitsteilen: bauliche Erweiterungen des Verbindungsbaus zwischen Maschinenhalle und Schalthaus, Zwischenbau am Neuen Schalthaus (Kraftwerk Mitte 7?), Sozialgebäude (Kraftwerk Mitte 16), Einfriedung mit Pförtnerhaus (Kraftwerk Mitte 4) und Freiflächen zwischen den Gebäuden inkl. Historischer Pflasterung und Schienenfragmenten; umfangreich erhaltenes, seit Ende des 19. Jahrhunderts gewachsener und deutlich vom Historismus sowie dem Stil der Neuen Sachlichkeit geprägtes Ensemble, ehem. Kraftwerksstandort heute eines der bedeutendsten Industriedenkmale Dresdens, als Zeugnis der städtischen Gas-, Elektrizitäts- und Wärmeversorgungsgeschichte von großer stadtgeschichtlicher, technikgeschichtlicher und baugeschichtlicher Bedeutung, zudem mit seinen in Backstein ausgeführten und nach wie vor ein unverwechselbares Ensemble bildenden Gebäuden stadtbildprägend und städtebaulich bedeutend. | 09305328 |
| Weitere Bilder | Pumpspeicherwerk Niederwartha                                                                                           | Niederwartha, Am Fährhaus 4 (Karte)                                  | 1927–1930 (Pumpspeicherwerk) | Sachgesamtheit Pumpspeicherwerk Niederwartha mit folgenden Einzeldenkmalen: Maschinenhaus (Krafthaus), Betriebs- und Schaltanlagengebäude (Verwaltungsgebäude einschließlich Schaltstation), Mehrzweckgebäude (Werkstattgebäude), Umspannstation einschließlich Kompressorenhaus und Einstiegsbauten (1960er Jahre), unteren Druckrohrleitungen (Triebwasserleitungen), Schieberhaus (Apparatehaus, Drosselklappenhaus), Wasserschlössern, oberen Druckrohrleitungen (Triebwasserleitungen) und Einlaufbauwerk (ID-Nr. 09275193), des Weiteren mit Fläche des Werksgeländes, unterem Speicherbecken (Unterbecken) und oberem Speicherbecken (Oberbecken) (Sachgesamtheitsteile); erstes leistungsstarkes reines Pumpspeicherwerk der Welt, galt als eine technische Pionierarbeit, eine der markantesten Industriearchitekturen von Dresden, baugeschichtlich, ortshistorisch und technikgeschichtlich sowie künstlerisch bedeutend, zudem singulär. | 09303201 |
|                | Wasserhochbehälter und Volkspark Räcknitzhöhe                                                                           | Räcknitz, Räcknitzhöhe 25; 27 (Karte)                                | 1898 (Volkspark); 1898 | Sachgesamtheit Wasserhochbehälter und Volkspark Räcknitzhöhe, zwei Wasserhochbehälter, Pumpstation, Wohnhaus für Betriebsbeamte, Toranlage und Reste der Einfriedung (ID-Nr. 09213079) sowie Parkanlage (Gartendenkmal); baugeschichtlich, ortsgeschichtlich und technikgeschichtlich sowie landschaftsgestalterisch von Wert. | 09212221 |
|                | Ehem. Deutsche Heilstätte für Invaliden und Kranke; Heim für Ruhe- und Erholungsbedürftige                              | Loschwitz, Wunderlichstraße 16; 17 (Karte)                           | 1872 (Heilanstalt) | Sachgesamtheit Deutsche Heilstätte bestehend aus ehemaligem Winzerhaus von 1776 (Nr. 17), nördlich davon gelegenem, 1894 errichteten sogenanntem Neuen Haus (Nr. 16) und aufwendiger Einfriedungsgestaltung (ID-Nr. Obj 09211143), jüngerem Anbau des Weinberghauses (Nr. 17) und Freiflächen (alles Sachgesamtheitsteile); Einzeldenkmale baugeschichtlich bedeutend, gesamtes Anwesen als historische Heilstätte und Rehabilitationsstätte zudem ortsgeschichtlich und sozialgeschichtlich bedeutend. | 09303513 |
|                | Dresdner Pferde-Ausstellungs-Platz                                                                                      | Seidnitz, Borthener Straße 3; 3a; 3b; 3c; 3d; 3e; 3f; 3g; 3h (Karte) | 1894 (Gebäudevorplatz) | Sachgesamtheit Pferde-Ausstellungsplatz mit folgenden Einzeldenkmalen: Haupttribüne (Borthener Straße 3-3h), südwestlich gelegene Stallverwaltung/Futterräume, Pferdeställe/Wirtschaftsgebäude entlang der Oskar-Röder-Straße sowie Mittelteil der ehem. Pferdeställe/Wirtschaftsgebäude an der Borthener Straße (Borthener Straße 11a, 13, 13a) (ID-Nr. 09219000) und die als Wohnhäuser errichteten Ersatzbauten für die Pferdeställe/Wirtschaftsgebäude entlang der Borthener Straße (Borthener Straße 5-11, 15-19a) als auch die Fläche zwischen den Baulichkeiten als Sachgesamtheitsteile; Ort der ersten sächsischen Pferdezuchtausstellung des Dresdner Rennvereins 1895, geschichtlich bedeutend. | 09306411 |
| Weitere Bilder | Galopprennbahn Dresden                                                                                                  | Seidnitz, Oskar-Röder-Straße 1; 1a; 1b; 1c (Karte)                   | um 1900 | Sachgesamtheit Galopprennbahn Dresden mit den Einzeldenkmalen: vier Pferdeställe, Wirtschafts- und Verwaltungsgebäude, Haupttribüne, Wettgebäude, Sattelplatz mit Führring, Waagegebäude, Hauptzugang mit zwei Torpavillons, ehemalige Königsloge (Walter von Treskow – Pavillon), Löwentor im Nordwesten, ehemalige Gaststätte (offene Wirtschaft) im Norden des Rennbahngeländes, daneben eine weitere kleine Tribüne (ID-Nr. 09213233) sowie Geläuf als Sachgesamtheitsteil; unverwechselbare Anlage einer Reitbahn um 1900, baugeschichtlich, kulturgeschichtlich und ortsgeschichtlich bedeutend. | 09306662 |
| Weitere Bilder | Kilometersteine Loschwitz                                                                                               | Loschwitz, Pillnitzer Landstraße (Karte)                             | | Sachgesamtheit Kilometersteine Loschwitz, bestehend aus 9 Kilometersteinen und 19 Wappensteinen; verkehrsgeschichtlich von Bedeutung. | 09305894 |

## Siedlungen und Wohnanlagen
| Bild           | Bezeichnung | Lage | Datierung                                                                            | Beschreibung | ID       |
| -------------- | --- | --- | ------------------------------------------------------------------------------------ | --- | -------- |
| Weitere Bilder | Gartenstadt Hellerau                                                                                           | Hellerau, Am Dorffrieden 1; 3; 5; 7; 9; 11; 13; 15; 17; 19; 21 (Karte) | 1909–1914 (Gartenstadt)                                                              | Sachgesamtheit Gartenstadt Hellerau: Anlage der Gartenstadt mit Kleinhausviertel, Landhaus- bzw. Villenviertel, Viertel für Wohlfahrtseinrichtungen, Gelände für Fabrikanlagen und einer unbestimmten, potentiellen Erweiterungsfläche, umfasst das Gebiet zwischen Autobahn im Westen, Boltenhagener Straße im Norden, Hendrichstraße, Am Hellerrand und Gemarkungsgrenze im Osten sowie Moritzburger Weg, Gemarkungsgrenze, Flst. 449/4 und 519/1 im Süden. Bauliche Akzente setzten vor allem die Deutschen Werkstätten Hellerau und das Festspielhaus Hellerau, 1909–1914 auf Anregung von Karl Schmidt in Verbindung mit den Werkstätten für Handwerkskunst als erste Gartenstadt im eigentlichen Sinne angelegt, Verkehrs- und Wohnstraßen nach den künstlerischen Grundsätzen des romantischen Städtebaus in malerisch gekrümmten Führungen dem Gelände angepasst, die Wohnbebauung mit Reihen- und Mehrfamilienhäusern sowie Villen bzw. Einfamilienhäusern ein- bis dreigeschossige, zumeist versachlicht, im Sinne der Heimatschutzbewegung gestaltet oder sehr zurückhaltend mit klaren neoklassizistischen Formen, Bebauung bereichert durch Holzhäuser (Musterhäuser der Deutschen Werkstätten) und in den 1920er bis 1930er Jahren erweitert durch charakteristische Gebäude sowie Kleinwohnungsbauten der Zeit, dabei besonders erwähnenswert einige dem Bauhaus nahe stehende Beispiele (u. a. Hoher Weg 11), die Gartenstadt Hellerau ist eine singuläre sozialgeschichtliche sowie städtebauliche Anlage, mit den Deutschen Werkstätten und dem Festspielhaus zudem von herausragender kulturgeschichtlicher und kunstgeschichtlicher Bedeutung.                                                     | 09210046 |
| Weitere Bilder | Wohnanlage Timaeusstraße                                                                                       | Neustadt, Alaunstraße 73, 75; Timaeusstr. 1 bis 22 (Karte) | 1936–1939 (Wohnanlage)                                                               | Sachgesamtheit Wohnanlage Timaeusstraße mit folgenden Einzeldenkmalen: Häuser einer Wohnanlage der Heimstättengenossenschaft Sachsenland, davon zwei Wohnhäuser Alaunstraße 73, 75 (ID-Nr. 09305750), 11 Wohnhäuser Timaeusstraße 1, 3, 5, 7, 9, 11, 13, 15, 17, 19, 21 (ID-Nr. 09214551), zwei Wohnhäuser Timaeusstraße 2, 4 (ID-Nr. 09218890), vier Wohnhäuser Timaeusstraße 6, 8, 10, 12 (ID-Nr. 09218891), ein Wohnhaus Timaeusstraße 14 (ID-Nr. 092198892), vier Wohnhäuser Timaeusstraße 16, 18, 20, 22 (ID-Nr. 09218893) und Förstereistraße 22, 24, 26, 28, 30 (ID-Nr. 09214549); Wohnhauszeilen an der Timaeusstraße, z. T. zurückgesetzt, auf der südlichen Seite mit platzartiger Erweiterung, hier auch ein frei stehendes Haus, an den Straßenausgängen abgewinkelt, Fortsetzung in Alaun- und Förstereistraße, traditionell gestaltete Bauten der 1930er Jahre, bemerkenswert die städtebauliche Einbindung in ein Quartier mit geschlossener Bebauung, bau- und stadtentwicklungsgeschichtlich bedeutend (Förstereistraße 22, 24, 26, 28, 30 und Timaeusstraße). | 09214550 |
| Weitere Bilder | Dr.-Becker-Häuser                                                                                              | Neustadt, Paulstraße 1; 3; 5; 7; 9; 11; 13; 15; 17 (Karte) | bez. 1907–1908 (Wohnanlage)                                                          | Sachgesamtheit Dr.-Becker-Häuser mit folgenden Einzeldenkmalen: drei Gebäudegruppen, Kriegerdenkmal für die Gefallenen des 1. Weltkrieges und Einfriedung (siehe Einzeldenkmaldokumente Paulstraße 1/3 mit Königsbrücker Straße 78 – ID-Nr. 09214671, Paulstraße 5-11 – ID-Nr. 09218865 und Paulstraße 13-17 – ID-Nr. 09218866) sowie den Außenanlagen als Sachgesamtheitsteilen; Wohnanlage des Dresdner Spar- und Bauvereins an Paulstraße und Königsbrücker Straße, im Ganzen symmetrisch gegliedert, mit einer zurückgesetzten, mittleren Wohnhauszeile und zwei flankierenden Baukörpern über L-förmigem Grundriss, markantes Beispiel der versachlichten Bauweise oder Reformstilarchitektur nach 1900 mit wohlproportionierten Baukuben, ausgeprägten Dachlandschaften und zurückhaltendem, nur betonendem Baumschmuck, Werk des vor allem in Sachsen, aber auch darüber hinaus bekannten Architekturbüros Schilling & Graebner, Anlage baugeschichtlich und stadtentwicklungsgeschichtlich sowie künstlerisch bedeutend. | 09214670 |
| Weitere Bilder | Wohnanlage Stauffenbergallee                                                                                   | Neustadt, Stauffenbergallee 29; 35; 37; 39; 41; 43; 45 (Karte) | um 1910 (Wohnanlage)                                                                 | Sachgesamtheit Wohnanlage Stauffenbergallee mit fünf Mehrfamilienhäusern (Stauffenbergallee 29–45, ID-Nr. 09214980) und Grüngestaltung (Sachgesamtheitsteil); bau- und stadtentwicklungsgeschichtlich bedeutend. | 09218886 |
| Weitere Bilder | Wohnanlage Bischofswerder Straße                                                                               | Neustadt, Bischofswerder Straße 3; 5; 6; 7; 8; 9; 10; 12; 14; 76; 78; 80; 83; 84; 85; 86; 87; 88; 89 (Karte)                                                                                               | 1927–1930 (Wohnanlage)                                                               | Sachgesamtheit Wohnanlage Bischofswerder Straße mit folgenden Einzeldenkmalen: Wohnhaus Bischofswerder Straße 3 (ID-Nr. 09215157), der Häuserzeile Bischofswerder Straße 5, 7, 9 (ID-Nr. 09215150), dem Doppelwohnhaus Bischofswerder Straße 6, 8 (ID-Nr. 09215150), der Häuserzeile Bischofswerder Straße 10, 12, 14 (ID-Nr. 09215151), dem Wohnhaus Bischofswerder Straße 76 (ID-Nr. 09215152), der Häuserzeile Bischofswerder Straße 78, 80, 84 (ID-Nr. 09215154), dem Wohnhaus Bischofswerder Straße 83 (ID-Nr. 09215153), der Häuserzeile Bischofswerder Straße 85, 87, 89 (ID-Nr. 09215155) und dem Doppelwohnhaus Bischofswerder Straße 86, 88 (ID-Nr. 09215156) sowie den Außenanlagen, darunter den Einfriedungen, als Sachgesamtheitsteilen; Anlage aus insgesamt neun Gebäuden, Häuser nach Fertigstellung im Besitz des Erbauers Hermann Arthur Kockisch, Architekt und Inhaber eines Büros für Bauausführung, die einzelnen Häuser, Doppelwohnhäuser und Zeilen in traditioneller Bauweise, durch Risalite mit akzentuierenden Art-Deco-Schmuck reizvoll belebt, auch Treppenhäuser hervorgehoben, gestalterische Anspruch der Bauten setzt sich bei den Klappläden und Sprossenfenstern fort, Ausnahme bildet das etwas anders und offenbar später ausgeführte Gebäude Bischofswerder Straße 3 (Wohnstätte und wohl auch Büro von Kockisch), hier Belebung durch Klinkerflächen, Sprossenfenster und Klappläden, sachlichere Gestaltung, Block Bischofswerder Straße 78–84 mit Kriegsschaden, gesamte Anlage markantes Beispiel des Siedlungs- und Kleinwohnungsbaus der 1920er und 1930er Jahre, selten die Schmuckelemente im Art-Déco, baugeschichtlich und stadtentwicklungsgeschichtlich bedeutend. | 09306123 |
|                | Baugruppe Bärwalder Straße                                                                                     | Neustadt, Bärwalder Straße 1; 2; 3; 4; 5; 6; 7; 8; 9; 10; 11; 12; 13; 14; 15; 16; 17; 18; 19; 21; 23; 25; 27; 29; 31 (Karte)                                                                               | 1926–1931 (Siedlung); 1926–1931 (Reihenhaus); 1926–1931 (Sachgesamtheit)             | Sachgesamtheit Baugruppe Bärwalder Straße, mit zahlreichen Einzeldenkmalen. Siedlungsanlage des Kleinwohnungsbauvereins und des Heimstättenvereins Dresden-Nordost, in etwa zwischen Hechtstraße, Oberauer Straße, Bärnsdorfer Straße und Seifersdorfer Straße aus 14 Häuserzeilen des Kleinwohnungsbauvereins über unterschiedlichen Grundrissen bestehend und aus 18 Reihenhausgruppen des Heimstättenvereins, Siedlung baugeschichtlich und stadtentwicklungsgeschichtlich sowie städtebaulich bedeutend. | 09301952 |
|                | Siedlung Gruppe Pieschen                                                                                       | Pieschen, Boxdorfer Straße 26; 28; 30; 32; 34; 36; 38; 40; 42; 42b (Karte) | 1929–1930 (Wohnanlage)                                                               | Sachgesamtheit Gruppe Pieschen: Anlage aus hintereinander gestaffelten Baublöcken, an der Hellerauer Straße in sechs Häuser aufgelöst, die zwei mittleren sehr lang gestreckten Trakte zudem nach der Größe (Höhe) von außen nach innen abgestuft, dazu vereinzelt stehende Gruppe direkt am Markusfriedhof: ID-Nr. 09213869 – Boxdorfer Straße 28 und Volkersdorfer Straße 24, ID-Nr. 09213870 – Boxdorfer Straße 30/32/34 und Volkersdorfer Straße 20/22, ID-Nr. 09216585 – Boxdorfer Straße 36/38/40/42/42b und Volkersdorfer Straße 12/14/16/18, ID-Nr. 09306414 – Hellerauer Straße 1/3/5/7, ID-Nr. 09306413 – Hellerauer Str. 9/11/13, ID-Nr. 09216589 – Hellerauer Str. 15/17/19/21, ID-Nr. 09216587 -Volkersdorfer Straße 1/3, ID-Nr. 09216588 – Volkersdorfer Straße 5/7/9/11 und Boxdorfer Straße 26, sowie Hellerauer Straße 2/4/6/8/10/12/14/16/18 (Sachgesamtheitsteile); Anlage ist Zeugnis des Siedlungsbaus der späten zwanziger Jahre, von baugeschichtlicher und sozialgeschichtlicher sowie ortsbildprägender Bedeutung. | 09213850 |
| Weitere Bilder | Palmié-Häuser                                                                                                  | Pieschen, Hans-Sachs-Straße 33; 35 (Karte) | 1912–1914 (Wohnanlage)                                                               | Sachgesamtheit Wohnanlage Palmié-Häuser des Dresdner Spar- und Bauvereins mit folgenden Einzeldenkmalen: Wohnhauszeile Hans-Sachs-Str. 33/35 und Waldstraße 1 (ID-Nr. 09216530), winkelförmige Häuserzeile Maxim-Gorki-Str. 58-58b und Waldstraße 7-7b (ID-Nr. 09216533), Wohnhaus Maxim-Gorki-Str. 60 mit Verbindungsgang (ID-Nr. 09216535), Häuserzeile mit 5 Wohnhäusern Rückertstraße 22-30 (ID-Nr. 09216527), Häuserzeile mit 3 Wohnhäusern Waldstraße 3-3b (ID-Nr. 09216528) und Wohnhaus Waldstraße 5 (ID-Nr. 09216531) sowie den Grünanlagen vor und zwischen den Gebäuden, Kinderplastik, Einfriedung und Toreinfahrt (alles Sachgesamtheitsteile); Anlage besteht aus vier Häuserzeilen, zwei weiteren Gebäuden und Toreinfahrt zur Maxim-Gorki-Straße, die Zeile zur Rückertstraße und der mittlere winkelförmige Bau gruppieren sich um einen ersten Innenhof mit Kinderplastik, durch einen Torbogen gelangt man in einen weiteren Hof, dort wurde an die Waldstraße 5 ein für damalige Verhältnisse moderner Waschhaustrakt angefügt (abgebrochen), neben diesem zweiten Hof liegen zwei parallel zueinander verlaufende Zeilen (Hans-Sachs-Straße und Waldstraße), an der Ecke zur Rückertstraße begrenzt eine massive Mauer das Terrain, dahinter liegt ein niedriger Verbindungsgang (verbindet die Maxim-Gorki-Straße mit der Rückertstraße), am mittleren Teil der Zeile zur Rückertstraße befindet sich eine Inschrift, stadtbaugeschichtliche und bauhistorische Bedeutung. | 09306409 |
| Weitere Bilder | Siedlung Zur guten Hoffnung                                                                                    | Pieschen, Duckwitzstraße 1; 1b; 2; 2b; 2c; 2d (Karte) | 1926–1929 (Siedlung)                                                                 | Sachgesamtheit Zur guten Hoffnung: Siedlung des Allgemeinen Sächsischen Siedlerverbandes mit zahlreichen Einzeldenkmalen. | 09304974 |
| Weitere Bilder | Wohnblock Dresden-Pieschen, Wohnanlage der Gemeinnützigen Wohnungsbau AG                                       | Pieschen, Arno-Lade-Straße 10; 12; 14; 16; 18; 20; 22 (Karte) | 1927-1928 (Wohnanlage)                                                               | Sachgesamtheit Wohnblock Dresden-Pieschen, Wohnanlage der Gemeinnützigen Wohnungsbau AG mit folgenden Einzeldenkmalen: Geviert aus U-förmiger Gebäudegruppe (Rehefelder Straße 35/35b/35c/37/37b/37c, Robert-Matzke-Straße 22/24 und Wurzener Straße 11/13/15, ID-Nr. 09216577), länglichem Block (Arno-Lade-Straße 10/12/14/16/18/20/22 und Wurzener Straße 17, ID-Nr. 09216576) und eingeschossigem Wirtschaftstrakt im Innenhof (Wurzener Straße 15a, ID-Nr. 09216574); streng funktionalistische Formgebung der Häuserfronten mit glatten Fassaden, Fensterbändern, Loggien und flachen Dächern, Anlage im Sinne des Bauhauses gestaltet, neben anderen Bauten Richters in Dresden (u. a. in der Großsiedlung Trachau) bedeutsames Beispiel des Neuen Bauens bzw. der klassischen Moderne in Sachsen, dabei von besonderem baugeschichtlichem und kunsthistorischem Wert, als Teil des Oeuvres von Hans Richter auch künstlerisch von Belang, bildet mit dem Sachsenbad und der unmittelbar gegenüber liegenden Bibliothek zudem ein stadtentwicklungsgeschichtlich unverwechselbares Ensemble von außerordentlicher städtebaulicher Bedeutung. | 09216575 |
| Weitere Bilder | Am Alten Weingut Wilder Mann: kleine Siedlung des Allgemeinen Sächsischen Siedlerverbandes, Ortsverein Dresden | Pieschen, Bolivarstraße 2; 4; 6; 8; 10; 12; 14; 16; 18; 20; 22; 24; 26; 28; 30; 32; 34; 36; 38; 40; 42; 44; 46; 48; 50; 52; 54; 56; 58; 60; 62; 64; 66; 68; 70; 72; 74; 76; 78; 80; 82; 84; 86; 88 (Karte) | 1930-1931 (Siedlung)                                                                 | Sachgesamtheit Am Alten Weingut Wilder Mann: kleine Siedlung des Allgemeinen Sächsischen Siedlerverbandes, Ortsverein Dresden mit folgenden Einzeldenkmalen entlang der Bolivarstraße 4 – 86, gerade (ID-Nr. 09216621, 09216620, 09216617, 09216616), Bolivarstraße 2 und Großenhainer Straße 166 – 170 (ID-Nr. 09213929), Bolivarstraße 88 und Döbelner Straße 77/79 (ID-Nr. 09216615) sowie Virchowstraße 27 und 28 (ID-Nr. 09216619 und 09216618), als Sachgesamtheitsteile Garage (bei Großenhainer Straße 166/168) und alle Einfriedungen; Bauten mit Stilelementen der Neuen Sachlichkeit und Reformarchitektur um 1930, einfache Putzfassaden, ortsentwicklungsgeschichtliche und bauhistorische Bedeutung. | 09304551 |
| Weitere Bilder | Großsiedlung Trachau                                                                                           | Trachau, Aachener Straße 1; 3; 5, 7; 7b; 9; 9b; 11; 11b; 13; 15; 15b; 17; 17b; 19; 19b; 19c; 21; 21b; 23; 23b; 25; 25b; 27; 27b; 29 (Karte)                                                                | 1934–1936, 2. Bauabschnitt (Siedlung); Ende 1950er Jahre, 3. Bauabschnitt (Siedlung) | Sachgesamtheit Großsiedlung Trachau, Bauabschnitt bis 1933 bekanntestes Beispiel des Neuen Bauens in Dresden und repräsentativ für den gemeinnützigen Wohnungsbau der Weimarer Republik, danach konsequent in traditioneller Bauweise fortgesetzt, damit exemplarisch für den Paradigmenwechsel in Architektur und Städtebau nach 1933, baugeschichtlich, städtebaulich und in Teilen künstlerisch bedeutend sowie singulär. | 09217340 |
|                | Kriegerfamilienheim                                                                                            | Trachau, Böttgerstraße 58; 58b; 58c; 60 (Karte) | 1926–1928 (Siedlung)                                                                 | Sachgesamtheit Kriegerfamilienheim mit den Gebäuden Böttgerstraße 58, 58b/58c, 60, Platanenstraße 20, Schützenhofstraße 13, 15, 17 und Stephanstraße 73/75/77/79/81, 81b/81c, 83/85/87/89/91 (Einzeldenkmale ID-Nr. 09303594, 09210096, 09210097, 09210185, 09217557, 09210193, 09210194, 09217593, 09210226, 09210228), sowie den Einfriedungen, den Flächen und Grünanlagen vor und zwischen den Gebäuden (Sachgesamtheitsteile); markante Siedlungsanlage der 1920er Jahre, baugeschichtlich, stadtentwicklungsgeschichtlich und in Teilen künstlerisch bedeutend. | 09217353 |
|                | Kriegersiedlung Dresden-Trachau                                                                                | Trachau, An der Böschung 4 (Karte) | 1921-1926 (Siedlung)                                                                 | Sachgesamtheit Kriegersiedlung Dresden-Trachau aus der halbkreisförmig angelegten Häuserzeile An der Böschung 5/7/9/11/13/15/17, sieben Doppelhäusern An der Böschung 4 / Rodung 2, An der Böschung 6 / Rodung 1, Rodung 3/5, 4/6, 7/9, 8/10 sowie 12/14, einem Gedenkstein und Grüngestaltung (alles Sachgesamtheitsteile); Anlage über markantem, annähernd tropfenförmigem Grundriss, vom Kriegerheimstätten-Verein Dresden-Trachau e. V. errichtet, stadtentwicklungsgeschichtlich sowie städtebaulich bedeutend. | 09210076 |
| Weitere Bilder | Gartenheimsiedlung Trachau                                                                                     | Trachau, Aachener Straße 34; 36; 38 (Karte) | 1926-1927 (Siedlung)                                                                 | Sachgesamtheit Gartenheimsiedlung Trachau mit den als Einzeldenkmalen erfassten Gebäuden Aachener Straße 34/36/38 und Burgsdorffstraße 33 (ID-Nr. 09210099), Aachener Straße 40/42, 44/46, 48/50 (ID-Nr. 09210065, 09210066, 09210068), Böttgerstraße 31/33/35, 37/39 und Burgsdorffstraße 31 (ID-Nr. 09217348, 09210095), Burgsdorffstraße 30/32/34 (ID-Nr. 09217389), Kronenstraße 40, 42, 44/46 (ID-Nr. 09217471, ID-Nr. 09210158, ID-Nr. 09210160) und Platanenstraße 35/37/39 (ID-Nr. 09210183), der Einfriedung (Sachgesamtheitsteil) und den Flächen sowie Grünanlagen vor und zwischen den Gebäuden (Gartendenkmal); eine der qualitätvollsten Anlagen traditionellen Siedlungsbaus aus den 1920er Jahren in Dresden, baugeschichtlich, stadtentwicklungsgeschichtlich und in Teilen künstlerisch bedeutend. | 09217338 |
| Weitere Bilder | Gartenheimsiedlung Trachau II                                                                                  | Trachau, Böttgerstraße 48; 50; 52 (Karte) | 1928 (Siedlung)                                                                      | Sachgesamtheit Gartenheimsiedlung Trachau II mit den als Einzeldenkmalen erfassten Gebäuden Böttgerstraße 48/50/52 (ID-Nr. 09303585), Burgsdorffstraße 22 (ID-Nr. 09217387), Platanenstraße 17/17b und Stephanstraße 60 (ID-Nr. 09217516), Platanenstraße 19, 21/23, 25/27, 29/31, 33 (ID-Nr. 09210243, 09210173, 09210174, 09210175, 09210182) und Stephanstraße 47/49, 51, 53/55/57/59, 54/56/58 (ID-Nr. 09217592, 09210220, 09210222, 09210223) sowie den Einfriedungen, den Flächen und Grünanlagen vor und zwischen den Gebäuden (Sachgesamtheitsteile); traditionelle Siedlungsanlage der 1920er Jahre, baugeschichtlich, stadtentwicklungsgeschichtlich und in Teilen künstlerisch bedeutend. | 09217350 |
|                | Wohnanlage; Dresdner Bauverein für Arbeiterwohnungen                                                           | Kaditz, Kolbestraße 1; 3; 5; 7; 9; 11; 13; 15; 17 (Karte) | 1887–1899 (Wohnanlage)                                                               | Sachgesamtheit Wohnanlage des Dresdner Bauvereins für Arbeiterwohnungen mit folgenden Einzeldenkmalen: Friedrich-August-Haus Kolbestraße 1 (Doppelhaus mit Roscherstraße 2, ID-Nr. 09217702), dem Doppelhaus Kolbestraße 3/5 (ID-Nr. 09217688), dem Doppelhaus Kolbestraße 7/9 (ID-Nr. 09217763), dem Doppelhaus Kolbestraße 11/13 (ID-Nr. 09217764), dem Doppelhaus Kolbestraße 15/17 (ID-Nr. 09217765), dem Doppelhaus Roscherstraße 4/6 (ID-Nr. 09217703), dem Doppelhaus Roscherstraße 8/10 (ID-Nr. 09217760), dem Doppelhaus Roscherstraße 12/14 (ID-Nr. 09217761) und dem Doppelhaus Roscherstraße 16/18 (ID-Nr. 09217762); Ende des 19. Jh. im Zuge der industriellen Entwicklung entstandene Wohnanlage abseits des alten Kaditzer Dorfkerns, bestehend aus acht zweigeschossigen Doppelhäusern mit schlichten Fachwerk- und Klinkerfassaden und Satteldächern nach norddeutschem Vorbild, eine der ersten genossenschaftlichen Bauvorhaben in Dresden, nach Liquidierung des Dresdner Bauvereins für Arbeiterwohnungen vom Dresdner Spar- und Bauverein übernommen und mit Friedrich-August-Haus zur Wohnanlage vereinigt, baugeschichtlich, ortsgeschichtlich und sozialgeschichtlich bedeutend, möglicherweise auch künstlerisch von Belang. | 09305974 |
|                | Wohnanlage Bauverein-Gartenheim Blasewitz mit mehreren Einzeldenkmalen                                         | Blasewitz, Tauscherstraße 15; 17; 19; 21; 23; 25; 27 (Karte) | 1924–1926 (Wohnanlage)                                                               | Sachgesamtheit Wohnanlage Bauverein-Gartenheim Blasewitz mit folgenden Einzeldenkmalen: Doppelhaus Tauscherstraße 15, 17 (ID-Nr. 09306009), Wohnhaus Tauscherstraße 19 (ID-Nr. 09306010), Wohnhaus Tauscherstraße 27 (ID-Nr. 09306011), Häuserzeile Tauscherstraße 21, 23, 25 (ID-Nr. 09213090) und Doppelhaus an der Tolkewitzer Straße 42, 44 (ID-Nr. 09213106) sowie der Einfriedungen und den anderweitigen Außenanlagen vor und hinter den Gebäuden als Sachgesamtheitsteilen; Anlage aus fünf etwa symmetrisch angeordneten, traditionell gestalteten Gebäuden mit gestaltetem Umfeld und Einfriedungen, Bauten durch farbig gefasste Profile, Klappläden, Giebelfelder usw. belebt, die Lochfassaden mittels Loggienöffnungen abwechslungsreich gestaltet, anspruchsvoll geplante Anlage, Bauten heben sich durch die stimmig gehaltenen Fassaden von zeitgleich entstandenen Gebäuden ab, Werk des für Dresden wichtigen Architekten Otto Schubert, Wohnanlage baugeschichtlich und stadtentwicklungsgeschichtlich sowie künstlerisch bedeutend. | 09305719 |
| Weitere Bilder | Gartenheimsiedlung Gruna                                                                                       | Gruna, Am Anfang 1; 3 (Karte) | 1920/1926 (Häuserzeilen, Doppelwohnhäuser)                                           | Sachgesamtheit Gartenheimsiedlung Gruna, Großsiedlung des Bauverein Gartenheim, Siedlung zwischen Junghansstraße, Hepkestraße, Landgraben und Am Grüngürtel. baugeschichtlich, ortsgeschichtlich, stadtentwicklungsgeschichtlich sowie städtebaulich und in Teilen künstlerisch bedeutend. | 09218419 |
| Weitere Bilder | Siedlung des Dresdner Spar- und Bauvereins in Dresden-Gruna                                                    | Gruna, Am Knie 1; 2; 3; 4; 5; 6; 7; 8; 9; 10 (Karte) | 1924-1927 (Siedlung)                                                                 | Sachgesamtheit Siedlung des Dresdner Spar- und Bauvereins in Dresden-Gruna, mit zahlreichen Einzeldenkmalen: Häuserzeilen und Wohnhäusern in der Großsiedlung zwischen Landgraben, Hepkestraße, Bärensteiner Straße und Frauensteiner Platz; baugeschichtlich, ortsgeschichtlich, stadtentwicklungsgeschichtlich sowie städtebaulich und in Teilen künstlerisch bedeutend. | 09306553 |
| Weitere Bilder | Siedlung Gruna der Gemeinnützigen Wohnungsbau-A.-G. (GEWOBAG)                                                  | Gruna, Falkensteinplatz 7; 8; 9 (Karte) | 1925–1928 (Siedlung)                                                                 | Sachgesamtheit Siedlung Gruna der Gemeinnützigen Wohnungsbau-A.-G. (GEWOBAG), mit folgenden Einzeldenkmalen: den Häuserzeilen Falkensteinplatz 7, 8, 9, zus. mit Schrammsteinstraße 1 (ID-Nr. 09218420), Haenel-Clauß-Straße 2-10, gerade Hnr. (ID-Nr. 09218472), Hepkestraße 34, 34a, 36 (ID-Nr. 09218475), Vollsackstraße 1-7, ungerade Hnr, (ID-Nr. 09218489), Vollsackstraße 2-8, gerade Hnr. (ID-Nr. 09218490), Schrammsteinstraße 3-7, ungerade Hnr. (ID-Nr. 09218486), Heynahtsstraße 9-17, ungerade Hnr. (ID-Nr. 09218483), Hepkeplatz 2, 4, zus. mit Hepkestraße 38, 40 (ID-Nr. 09218474), Heynahtsstraße 12-18, gerade Hnr., zus. mit Hepkestraße 42 (ID-Nr. 09218474), Hepkestraße 44-54, gerade Hnr. (ID-Nr. 09218474), Schrammsteinstraße 9-13, ungerade Hnr. (ID-Nr. 09218487), Schrammsteinstraße 13b, 13c, 13d (ID-Nr. 09218488), Hepkestraße 47-53, ungerade Hnr. (ID-Nr. 09218488), Hepkestraße 53b, 53c, 53d (ID-Nr. 09218482), Hepkeplatz 6, 8, 10, zus. mit Hepkestraße 45 und Eibenstocker Straße 2 (ID-Nr. 09218473) und Eibenstocker Straße 4-14, gerade Hnr. (ID-Nr. 09218417) sowie den Außenanlagen als Sachgesamtheitsteile. | 09306578 |
| Weitere Bilder | Wohnsiedlung Seidnitz                                                                                          | Seidnitz, Altenberger Platz 18; 20; 22 (Karte) | um 1925 (Siedlung); nach 1938 (Siedlung)                                             | Sachgesamtheit Wohnsiedlung Seidnitz mit folgenden Einzeldenkmalen: geschlossener Wohnblock Altenberger Platz 18-22 (gerade), Enderstraße 1-23 (ungerade) und Hepkestraße 145-165 (ungerade) (ID-Nr. 09218192), Häuserzeilen Altenberger Straße 54-66 (gerade) (ID-Nr. 09218187), Altenberger Straße 72-76 (gerade) (ID-Nr. 09218189), Altenberger Straße 82-94 (gerade) und den Doppelhäusern Altenberger Straße 68, 70 (ID-Nr. 09218188), Altenberger Straße 78, 80 (ID-Nr. 09218190), Hepkestraße 167, 169 (ID-Nr. 09218193), Hepkestraße 171, 173 (ID-Nr. 09218194), Hepkestraße 175, 177 (ID-Nr. 09218195), Hepkestraße 179, 181 (ID-Nr. 09213240) sowie der Platzanlage an der Altenberger Straße und den Vorgärten (letztere Sachgesamtheitsteile); Teil einer Siedlungsanlage der ehemaligen Landessiedlungsgesellschaft Sachsen GmbH zwischen Altenberger Straße, Enderstraße und Hepkestraße, der an der Enderstraße und am Altenberger Platz um 1925 entstandene geschlossene Wohnblock ist streng funktionalistisch mit Lochfassade und Satteldach ausgeführt, Belebung durch vorkragende, vertikale Treppenhäuser mit Eingangsüberdachungen und Farbglasfenstern, die nach 1938 hinzugefügten Bauten an Altenberger Straße und Hepkestraße stehen aufgelockert und in traditioneller Bauweise, städtebauliche Akzentuierung durch begrünte Platzanlage an der Altenberger Straße mit umschließenden Gebäude (Bau der Stirnseite betont durch Dachreiter), Anlage baugeschichtlich, sozialgeschichtlich und stadtentwicklungsgeschichtlich bedeutend. | 09213245 |
| Weitere Bilder | Wohnungsbaugenossenschaft für Handwerk, Handel und Gewerbe Dresden und Umgebung e.G.m.b.H.                     | Tolkewitz, Knappestraße 27; 29; 31; 33; 35; 37 (Karte) | 1927 (Siedlung); 1927 (Freiflächen) Datierung                                        | Sachgesamtheit Siedlung der Wohnungsbaugenossenschaft für Handwerk, Handel und Gewerbe Dresden und Umgebung e.G.m.b.H. mit den als Einzeldenkmalen erfassten Gebäuden – baugeschichtlich und stadtentwicklungsgeschichtlich bedeutsame Siedlungsanlage, erinnert zum einen an den Siedlungsbau der 1920er Jahre und zum anderen an den Wiederaufbau nach 1945, dabei die Fassaden mit gestalterischem Anspruch ausgeführt. | 09304652 |
| Weitere Bilder | Wohngruppe Bodenbacher Straße / Prof.-Ricker-Straße                                                            | Seidnitz, Bodenbacher Straße 139; 139b (Karte) | 1927–1928 (Wohnanlage)                                                               | Sachgesamtheit Wohngruppe Bodenbacher Straße/Prof.-Ricker-Straße bestehend aus folgenden Einzeldenkmalen: drei Mehrfamilienhausreihen einer Wohnanlage, Bodenbacher Straße 139 zus. mit Prof.-Ricker-Straße 1-5 (Einzeldokument ID-Nr. 09213247) sowie Bodenbacher Straße 139b zus. mit Prof.-Ricker-Straße 13-17 (Einzeldokument ID-Nr. 09217770) und Prof.-Ricker-Straße 6-12 (Einzeldokument ID-Nr. 09217768) mit gestaltetem Innenhof und Einfriedungsmauern als Sachgesamtheitsteilen; traditionelle Geschossbauten mit Walmdach und expressionistischer Backstein-bzw. Klinkerzier, erbaut vom Dobritzer Spar- und Bauverein, baugeschichtlich, ortsgeschichtlich und sozialgeschichtlich bedeutend. | 09306573 |
|                | Wohnblock Seidnitz                                                                                             | Seidnitz, Borthener Straße 2; 4; 6; 8; 10; 12; 14;16; 18 (Karte) | um 1927 (Siedlung)                                                                   | Sachgesamtheit Wohnblock Seidnitz bestehend aus folgenden Einzeldenkmalen: Häuserzeilen Borthener Straße 2-18, 6b-6d und 8b-8d (ID-Nr. 09218196, ID-Nr. 09218197 und ID-Nr. 09218198), Häuserzeile Gohrischstraße 1-19 (ID-Nr. 09218199) sowie Häuserzeilen Winterbergstraße 78-92, 84a, 86a, 84b-84e, 84f-84i, 86b-86e und 86f-86i (ID-Nr. 09218200, 09218203, 09218201, 09218202, 09218204 und 09218205) Teil einer Wohnsiedlung der Gemeinnützigen Wohnungsbau A.G. Dresden zwischen Borthener Straße, Gohrischstraße und Winterbergstraße; Anlage aus einem Achsenkreuz mit zentralem Rundplatz entwickelt, Ausfahrten durch drei Torhäuser, zwischen den Häuserzeilen drei begrünte Höfe, Gebäude: Walmdächer mit Fledermausgaupen, traditionell, die Fassaden mit farblich wechselnder Putzbänderung expressionistisch, Torhaus an Winterbergstraße gestalterisch hervorgehoben, baugeschichtlich, sozialgeschichtlich und stadtentwicklungsgeschichtlich sowie künstlerisch bedeutend. | 09306574 |
|                | Zeiss-Ikon-Siedlung                                                                                            | Seidnitz, Dobritzer Straße 41; 43; 45; 47; 49; 51; 53; 55; 57; 59; 61; 63; 65; 67; 69; 71 (Karte) | 1940–1942 (Siedlung)                                                                 | Sachgesamtheit Zeiss-Ikon-Siedlung: bestehend aus acht Mehrfamilienhäusern (ID-Nr. 09218207 – Dobritzer Straße 47, 49, ID-Nr. 09218208 -Dobritzer Straße 51, 53, 55, ID-Nr. 09218209 – Dobritzer Straße 57, 59, 61, ID-Nr. 09218210 – Dobritzer Straße 63, 65, ID-Nr. 09218211 – Dobritzer Straße 67, 69, 71, ID-Nr. 09218212 – Winterbergstraße 141, 143, 145 und ID-Nr. 09218213 – Winterbergstraße 147, 149, 151); Teil einer Siedlung an der Ecke Dobritzer Straße und Winterbergstraße, besonders charakteristische Beispiele des traditionellen Siedlungs- und Kleinwohnungsbaus um 1940, baugeschichtlich und ortsgeschichtlich bedeutend. | 09306628 |
| Weitere Bilder | Margaretenhof                                                                                                  | Reick, Lehmannstraße 19; 21; 23; 24; 25; 26; 28; 27; 29; 30; 31; 32; 33; 34; 36; 38; 40; 42; 44; 46 (Karte)                                                                                                | um 1935 (Wohnanlage)                                                                 | Sachgesamtheit Margaretenhof mit folgenden Einzeldenkmalen: Doppelwohnhaus (ID-Nr. 09215893, Lehmannstraße 19, 21), Mehrfamilienhaus (ID-Nr. 09215894, Lehmannstraße 23, 25, 27, 29), Häuserzeile (ID-Nr. 09213710, Lehmannstraße 24, 26, 28), Häuserzeile (ID-Nr. 09215889, Lehmannstraße 30, 32, 34), Doppelwohnhaus (ID-Nr. 09215895, Lehmannstraße 31, 33), Häuserzeile (ID-Nr. 09215890, Lehmannstraße 36, 38, 40), Häuserzeile mit frei stehendem Garagengebäude (ID-Nr. 09215891, Lehmannstraße 42, 44, 46), Doppelwohnhaus mit frei stehendem Garagengebäude (ID-Nr. 09213711, Lohrmannstraße 32, 34), Doppelwohnhaus (ID-Nr. 09215892, Lohrmannstraße 36, 38); Wohnanlage aus insgesamt 11 Gebäuden an Lehmann- und Lohrmannstraße, städtebauliche Akzentuierung durch U-förmige Baugruppe, lang gestreckte traditionelle Bauten mit Lochfassaden, offenen Loggien und Walm- sowie Satteldächern, Lehmannstraße 23-29 zudem durch Sgraffito an der Vorderfront gestalterisch hervorgehoben, neben den Wohnblöcken noch zwei Garagenbauten original erhalten, baugeschichtlich und stadtentwicklungsgeschichtlich bedeutend (Nr. 23-33, 24-46 und Lohrmannstraße 32-38). | 09305805 |
| Weitere Bilder | Häusergruppe Besselplatz                                                                                       | Reick, Besselplatz 1; 3; 5; 7; 9; 11; 13; 15; 17; 19; 21 (Karte) | 1959–1969, Wiederaufbau Besselplatz 2-16, Sachgesa (Mehrfamilienwohnhaus)            | Sachgesamtheit Besselplatz mit folgenden Einzeldenkmalen: 11-Häusergruppe Besselplatz 1 – 21 (ID-Nr. 09213712, ungerade Nummern), den Häusern Besselplatz 18, 20, 22 (ID-Nr. 09215896), der Häuserzeile Perronstraße 30–34 (ID-Nr. 09306388) sowie den Häusern Besselplatz 2–16 (gerade Nummern) und den Außenanlagen als Sachgesamtheitsteilen; errichtet durch Heimstättengenossenschaft Dresden-Reick, markante Bebauung eines längsrechteckigen Platzes, charakteristisches Beispiel der Siedlungsarchitektur um 1930 in traditionellen Formen, belebt durch expressionistische Motive, und des Wiederaufbaus nach 1945, baugeschichtliche und stadtentwicklungsgeschichtliche Bedeutung. | 09306387 |
|                | Wohngeviert Guerickestraße; „Franz-Glinicke-Siedlung“                                                          | Leuben, Guerickestraße 6; 8; 10; 12 (Karte) | um 1930 (Wohnanlage)                                                                 | Sachgesamtheit mit folgenden Einzeldenkmalen: Wohnhauszeilen, Guerickestraße 6, 8, 10, 12 (ID-Nr. 09306627), Guerickestraße 14, 16, 18, 20 (ID-Nr. 09218281), Lilienthalstraße 7, 9, 11 (ID-Nr. 09213676), Lilienthalstraße 13, 15, 17 (ID-Nr. 09218284), Robert-Berndt-Straße 4, 6, 8, 10 (ID-Nr. 09213675), Sachsenwerkstraße 33, 35, 37, 39 (ID-Nr. 09213677), Doppelhaus Sachsenwerkstraße 39b, 39c (ID-Nr. 09218290), Doppelhaus Sachsenwerkstraße 39d, 39e (ID-Nr. 09218340), Wohnhauszeile Sachsenwerkstraße 41, 43, 45, 47 (ID-Nr. 09218289), Einfriedungen und Funktionsgebäude neben der Robert-Berndt-Straße 10 sowie Siedlungsgrün als Sachgesamtheitsteile; traditionell gestaltete Bauten mit expressionistischen Elementen, Anlage bau- und stadtentwicklungsgeschichtlich bedeutend (Guerickestraße 14-20, Lilienthalstraße 7-17, Robert-Berndt-Straße 4-10 und Sachsenwerkstraße 33-47). | 09213674 |
|                | Wohnanlage Baugenossenschaft zu Leuben                                                                         | Leuben, Berthold-Haupt-Straße 46; 48; 50; 52; 54; 56 (Karte) | 1928–1929 (Wohnanlage)                                                               | Sachgesamtheit Wohnanlage Baugenossenschaft zu Leuben, Siedlung zwischen Berthold-Haupt-Straße, Heckenstraße, Kleinzschachwitzer Straße und Ulmenstraße mit den Einzeldenkmalen: Wohnhauszeilen Berthold-Haupt-Straße 46-56, gerade Hnr. (ID-Nr. 09306605), Berthold-Haupt-Straße 58-68, gerade Hnr. (ID-Nr. 09218273), Doppelwohnhaus Heckenweg 1, 3 (ID-Nr. 09218275), Wohnhauszeilen Heckenweg 14, 16, 18 (ID-Nr. 09218276), Kleinzschachwitzer Straße 11, 13, 15 (ID-Nr. 09218277), Kleinzschachwitzer Straße 17, 19, 21 (ID-Nr. 09218278), Kleinzschachwitzer Straße 23, 25, 27 (ID-Nr. 09218279), Kleinzschachwitzer Straße 29, 31, 33 (ID-Nr. 09218280) sowie kniehohen Begrenzungsmauern einschließlich Geländer und bewusst gestaltetem Freiraum mit Hecken, Bäumen usw. als Sachgesamtheitsteile; in traditioneller Weise errichtete Wohnanlage, baugeschichtlich und stadtentwicklungsgeschichtlich von Bedeutung. | 09218272 |
| Weitere Bilder | HGS-Siedlung Strehlen                                                                                          | Strehlen, Corinthstraße 1; 3; 5; Teplitzer Straße (Karte) | 1927–1928 (Siedlung)                                                                 | Sachgesamtheit HGS-Siedlung Strehlen mit zahlreichen Einzeldenkmalen. Die Anlage ist baugeschichtlich, sozialgeschichtlich und stadtentwicklungsgeschichtlich bedeutend [ohne Denkmalwert ist der Kiosk Lockwitzer Straße 48]. Die Denkmaleigenschaft der HGS-Siedlung in Dresden-Strehlen resultiert aus ihrer baugeschichtlichen, städtebaulichen und künstlerischen Bedeutung. | 09305009 |
| Weitere Bilder | Eisenbahner-Baugenossenschaft Dresden-Strehlen, Wohnanlage                                                     | Strehlen, Lenbachstraße 10; 11; 12; 13; 14; 15 (Karte) | 1923–1926 (Wohnanlage)                                                               | Sachgesamtheit Eisenbahner-Baugenossenschaft Dresden-Strehlen, Wohnanlage mit zahlreichen Einzeldenkmalen – als markantes und unverwechselbares Beispiel der Siedlungsarchitektur der zwanziger Jahre künstlerisch und baugeschichtlich bedeutsam. | 09216810 |
| Weitere Bilder | Vasatz-Siedlung                                                                                                | Strehlen, Dohnaer Straße 28; 28b; 28c; 28d; 30; 30b; 30c; 30d; 32; 32b; 32c; 32d; 32e; 34 (Karte) | 1930–1932 (Siedlung)                                                                 | Sachgesamtheit Vasatz-Siedlung mit folgenden Einzeldenkmalen: den Häuserzeilen Dohnaer Straße 28 und Rayskistraße 33-37 (ID-Nr. 09216835), Dohnaer Straße 28b-28d (ID-Nr. 09212309), Dohnaer Straße 30-30c (ID-Nr. 09216822), dem Wohnhaus Dohnaer Straße 30d (ID-Nr. 09216823), der Häuserzeile Dohnaer Straße 32-32c (ID-Nr. 09216825) dem Doppelhaus Dohnaer Straße 32d/32e (ID-Nr. 09216826), den Häuserzeilen Dohnaer Straße 34 und Hugo-Bürkner-Straße 2/2b (ID-Nr. 09212304), Rayskistraße 32-44 (ID-Nr. 09212303) sowie den Außenanlagen vor und hinter den Baulichkeiten als Sachgesamtheitsteilen; Siedlung zwischen Dohnaer Straße, Hugo-Bürkner-Straße und Rayskistraße aus zwei langgestreckten Flügeln an der Rayskistraße und zwei um Innenhöfe gruppierten Baugruppen, Gebäude mit eigenwilliger, streifenförmiger Fassadenfassung funktionalistisch oder im Bauhausstil gestaltet, Anlage baugeschichtlich, städtebaulich und stadtentwicklungsgeschichtlich bedeutend. | 09305013 |
|                | Wohnbebauung Nürnberger Straße                                                                                 | Altstadt II, Nürnberger Straße (Karte) | 1953–1956 (Siedlung)                                                                 | Sachgesamtheit Wohnbebauung Nürnberger Straße, mit folgenden Einzeldenkmalen: Altenzeller Straße 16, 18, 20/Kaitzer Straße 30 (ID-Nr. 09216729), Altenzeller Straße 22–28 gerade/Kaitzer Straße 29 (ID-Nr. 09216730), Bernhardstraße 20–26 gerade/Eisenstuckstraße 15, 17 (ID-Nr. 09216733), Bernhardstraße 28, 30/Eisenstuckstraße 26, 28 (ID-Nr. 09216735), Bernhardstraße 36, 36a, 38, 38a (ID-Nr. 09216744), Eisenstuckstraße 16, 18 (ID-Nr. 09216741), Eisenstuckstraße 20, 22/Kaitzer Straße 37 (ID-Nr. 09216742), Hohe Straße 41, 43, 43a, 43b, 45, 47 (ID-Nr. 09216745), Hohe Straße 49, 51 (ID-Nr. 09216746), Kaitzer Straße 32, 33, 35/Eisenstuckstraße 9, 11 (ID-Nr. 09216743) und Nürnberger Straße 10-16 gerade (ID-Nr. 09216747), Nürnberger Straße 13–19 ungerade (ID-Nr. 09216748), Nürnberger Straße 16a, 16b (ID-Nr. 09216707), Nürnberger Straße 18-28 gerade/Bernhardstraße 34 (ID-Nr. 09216738) und Nürnberger Straße 23–31 ungerade (ID-Nr. 09216749) sowie Eisenstuckstraße 13 und die Außenanlagen vor und hinter den Gebäuden (als Sachgesamtheitsteile). | 09304100 |
| Weitere Bilder | Dr.-Höhne-Häuser                                                                                               | Löbtau, Ebertplatz 1; 1b; 2; 2b; 3; 3b (Karte) | 1920–1921 (Wohnanlage)                                                               | Sachgesamtheit Wohnanlage Dr.-Höhne-Häuser mit folgenden Einzeldenkmalen: Häuserzeile (Ebertplatz 1/1b/2/2b/3/3b mit Freiberger Straße 113/115/117/119/121 und Saxoniastraße 2/4/6/8/10, ID-Nr. 09210738), Häuserzeile (Oederaner Straße 24/26/28 mit Saxoniastraße 18/20/22/24/28, ID-Nr. 09210735), drei Wohnhäuser Saxoniastraße 12-16 (ID-Nr. 09216630) sowie der Wirtschaftstrakt im Hof als Sachgesamtheitsteil; Wohnanlage vom Dresdner Spar- und Bauverein im Geviert zwischen Ebertplatz, Freiberger Straße, Oederaner Straße und Saxoniastraße, Anlage bestehend aus zwei Flügeln, die sich um einen Wohnhof legen, Teil zum Ebertplatz mit straßenbildprägender Rundung ausbildet, im Hofbereich eine weitere Häuserzeile, auf der Seite zur Saxoniastraße gleiten die L-förmigen Flügelenden in den Hofbereich, städtebaulich markante Wohnanlage der 1920er Jahre, baugeschichtliche und ortsbildprägende Bedeutung. | 09306548 |
| Weitere Bilder | Wohnanlage Deubener Straße                                                                                     | Löbtau, Deubener Straße 16; 18; 20; 22; 24; 26; 28; 30; 32 (Karte) | 1927 (Wohnanlage)                                                                    | Sachgesamtheit Wohnanlage Deubener Straße mit folgenden Einzeldenkmalen: Häuserzeile und zwei Doppelwohnhäuser (Deubener Straße 20-28, 16/18, 30/32 ID-Nr. 09216641), ein Doppelwohnhaus (Essener Straße 2/4 ID-Nr. 09210794), ein Doppelwohnhaus (Grillenburger Straße 1/3 ID-Nr. 09210791), sowie Häuserzeile und zwei Doppelwohnhäuser (Malterstraße 45-53, 41/43, 55/57 ID-Nr. 09210791) außerdem die Einfriedungen als Sachgesamtheitsteil einer Anlage um das Straßengeviert Deubener, Essener, Grillenburger und Malterstraße von der Eisenbahner-Baugenossenschaft errichtet; Anlage bestehend aus zwei Häuserzeilen (je fünf Eingänge) und sechs Doppelhäusern, in offener Bebauung und gruppiert um einen rechteckigen Wohnhof, die Mittelbauten an Deubener und Malterstraße gestalterisch hervorgehoben, in den Innenbereich gelangt man über einfache Toreinfahrten oder Durchgänge (verbinden einzelne Häuser miteinander), die straßenseitigen Einfriedungen aus kniehohen Mauern und Geländern als wichtiges Gestaltungselement, der Architekt Curt Herfurth verwendete expressionistisches Formengut, markantes und architektonisch qualitätvolles Beispiel der Siedlungsarchitektur der 1920er Jahre, baugeschichtlich von Bedeutung. | 09210792 |
| Weitere Bilder | Straßenbahnerheim Löbtau                                                                                       | Löbtau, Bünaustraße 4b; 6; 6b; 8; 8b (Karte) | bez. 1912 (Wohnanlage)                                                               | Sachgesamtheit Straßenbahnerheim Löbtau, mit einer Wohnhausgruppe und zwei Mehrfamilienhäusern als Einzeldenkmale (ID-Nr. 09210652) außerdem die massive Einfriedung, begleitende Grüngestaltung mit Hecken und eingefasste Rasenflächen sowie rückwärtige Schrebergartenanlage als Sachgesamtheitsteile; für Angestellte der Dresdner Straßenbahn von Stadtbaurat Hans Erlwein errichtet, Bauten mit für Erlwein typischem Formenrepertoire (Mansarddächer, Akzentuierung mit wenig Fassadenornamentik, hervorgehobene Eingangsbereiche, Fenster mit gesprosstem Oberlicht usw.), siedlungsgeschichtlich und sozialgeschichtlich bedeutende Anlage, auch architekturgeschichtlich von Belang | 09210690 |
| Weitere Bilder | Wohnanlage Dölzschener Straße                                                                                  | Löbtau, Dölzschener Straße 14; 16; 18; 20; 22; 24 (Karte) | 1920–1921                                                                            | Sachgesamtheit Wohnanlage Dölzschener Straße mit folgenden Einzeldenkmalen: eine Häuserzeile (Dölzschener Straße 16/18/20/22) und zwei Doppelwohnhäuser (Dölzschener Straße 14 und Frankenbergstraße 37, Dölzschener Straße 24 und Mohorner Straße 24, ID-Nr. 09216635), zwei Doppelwohnhäuser (Frankenberger Straße 39/41, Frankenberger Straße 43 und Zauckeroder Straße 13, ID-Nr. 09210625), zwei Doppelwohnhäuser (Mohorner Straße 26/28, Mohorner Straße 30 und Zauckeroder Straße 23, ID-Nr. 09210627), eine Häuserzeile (Zauckeroder Straße 15/17/19/21, ID-Nr. 09216685) sowie die verbindenden Toreinfahrten als Sachgesamtheitsteile; Anlage im Straßengeviert Dölzschener, Frankenberg-, Mohorner und Zauckeroder Straße, von der Baugenossenschaft für das Personal der Sächsischen Staatseisenbahnen zu Dresden bzw. der Eisenbahner-Baugenossenschaft errichtet, besteht aus zwei Häuserzeilen (je vier Eingänge) und sechs Doppelwohnhäusern, gruppiert um einen rechteckigen Wohnhof, Häuserzeilen an der Dölzschener Straße und an der Zauckeroder Straße sind durch überdachte Toreinfahrten mit den angrenzenden Doppelwohnhäusern verbunden, die Bauten zeigen traditionelles Formengut wie Mansarddächer, Klappläden, Dreiecksgiebel, Segment- und Korbbögen usw. (vgl. Wohnanlage an Teplitzer Straße in Dresden-Strehlen), städtebaulich bedeutende Wohnanlage der 1920er Jahre, baugeschichtlich von Bedeutung. | 09210628 |
|                | Baugruppe Pennricher Straße                                                                                    | Friedrichstadt, Gohliser Straße 35; 37; 39; 41; 45 (Karte) | 1919–1925 (Siedlung)                                                                 | Sachgesamtheit Baugruppe Pennricher Straße mit folgenden Einzeldenkmalen: Häuserzeile bestehend aus fünf Mehrfamilienhäusern (ID-Nr. 09210597, Gohliser Straße 35; 37; 39; 41; 45), Doppelwohnhaus (ID-Nr. 09306506, Hühndorfer Straße 1, 3), Häuserzeile bestehend aus neun Mehrfamilienhäusern (ID-Nr. 09210586, Pennricher Straße 8; 10; 12; 14; 16; 16b; 18; 18b; 20), Doppelwohnhaus (ID-Nr. 09210596, Unkersdorfer Straße 1, 3), Häuserzeile bestehend aus vier Mehrfamilienhäusern (ID-Nr. 09218736, Unkersdorfer Straße 2, 4, 6, 6b), Doppelwohnhaus (ID-Nr. 09218735, Unkersdorfer Straße 5, 5b) sowie sämtliche Einfriedungen als Sachgesamtheitsteile; im Quartier zwischen Pennricher-, Gohliser- und Unkersdorfer Straße gelegene Siedlung des Kleinwohnungsbauvereins Dresden, gesamte Anlage aus U-förmiger Baugruppe sowie Einzelgebäuden, traditionell gestaltet mit Lochfassade, Walm- bzw. Mansarddächern mit Schopf, Fledermausgaupen, stehenden Dachhäuschen, Risaliten usw., Akzentsetzung durch klassizistische Motive, wie Stürze mit Hängeplatten und Dreiecksgiebel mit Rundbogenfenstern, baugeschichtlich, sozialgeschichtlich und stadtentwicklungsgeschichtlich bedeutend. | 09306507 |
| Weitere Bilder | Gartenheimsiedlung Plauen                                                                                      | Plauen, Albert-Schweitzer-Straße 7; 9; 11 (Karte) | 1927–1928 (Siedlung)                                                                 | Sachgesamtheit Gartenheimsiedlung Plauen bestehend aus vier Doppelwohnhäusern und drei Wohnhäusern, erbaut vom Bauverein Gartenheim e. G. m. b. H., heute AWG »Glückauf Süd« (Albert-Schweitzer-Straße 7; 9 – ID-Nr. 09212146, Albert-Schweitzer-Straße 11 – ID-Nr. 09216127, Bernhardstraße 134; 136 – ID-Nr. 09212145, Bernhardstraße 138; 140 – ID-Nr. 09212165, Leibnizstraße 8; 10 – ID-Nr. 09216130, Leibnizstraße 12 – ID-Nr. 09216128 und Leibnizstraße 14 – ID-Nr. 09216129); traditionell gestaltete Geschossbauten mit Lochfassade, Anbauten und Walm- oder Mansarddächern, Akzente durch Klappläden und gestalterisch hervorgehobene Eingangsachsen, markante Beispiele des Kleinwohnungs- und Siedlungsbaus um 1930 insbesondere in Dresden, baugeschichtlich und stadtentwicklungsgeschichtlich bedeutend. | 09306702 |
|                | Wohnanlage Kirchplatz                                                                                          | Laubegast, Hermann-Seidel-Straße (Karte) | 1925–1930 (Wohnanlage)                                                               | Sachgesamtheit Wohnanlage Kirchplatz, mit folgenden Einzeldenkmalen: Kirchplatz 1/3/5/7/9/11/13/15 (ID-Nr. 09213109) und Hermann-Seidel-Straße 17 (ID-Nr. 09213109), Kirchplatz 2/4/6 (ID-Nr. 09218306) und Hermann-Seidel-Straße 16 (ID-Nr. 09218306), Kirchplatz 8/10/12 (ID-Nr. 09218307) und Hermann-Seidel-Straße 18 (ID-Nr. 09218307); Wohnanlage der ehem. GAGFAH (Gemeinnützige AG für Angestellten-Heimstätten), Ringanlage mit insgesamt drei bogenförmigen Wohnblöcken / konkaven Häuserzeilen, Platzgestaltung und zentralem Kriegerdenkmal am Kirchplatz, Bauten traditionell bis expressionistisch, mit Zierklinkern im Erdgeschoss und als Umrahmungen der durchgehenden Treppenhausfenster, Ecken durch höhere Baukörper betont, ein Torhaus, gestalterisch und städtebaulich unverwechselbar, Anlage von baugeschichtlicher, städtebaulicher und wohl auch künstlerischer Bedeutung. | 09213110 |
|                | Kleinwohnungskolonie Laubegast                                                                                 | Laubegast, Kärntner Weg (Karte) | 1924–1927 (Siedlung)                                                                 | Sachgesamtheit Kleinwohnungskolonie Laubegast mit folgenden Einzeldenkmalen: den Reihenhäusern Kärntner Weg 1/3/5/7/9/11(ID-Nr. 09213199), Kärntner Weg 2/4/6/8/10/12 (ID-Nr. 09218305), den Häuserzeilen Kärntner Weg 13/15/17/19/21/23 (ID-Nr. 09218303), Kärntner Weg 14/16/18/20/22/24 (ID-Nr. 09218304), Steirische Straße 35/37/39/41/43/45/47/49/51/53/57/59 (ID-Nr. 09213201), Tauernstraße 1/3/5/7 (ID-Nr. 09213202), Tauernstraße 9/11/13/15 (ID-Nr. 09218326), Tauernstraße 17/19/21/23/25/27/29/31/33/35 (Einzeldenkmal ID-Nr. 09218327), Troppauer Straße 30/32/34/38/40 (ID-Nr. 09218333), Troppauer Straße 29/31/35/33 (ID-Nr. 09213203), Troppauer Straße 37/39/41/43/45/47/49/51 (ID-Nr. 09218331) und Troppauer Straße 53/55/57/59 (ID-Nr. 09218332), dazu die Außenanlagen als Sachgesamtheitsteile. | 09305855 |
|                | Villacher Siedlung                                                                                             | Laubegast, Gmünder Straße (Karte) | 1926–1928 (Siedlung)                                                                 | Sachgesamtheit Villacher Siedlung mit folgenden Einzeldenkmalen: den Häuserzeilen Gmünder Straße 1 – 7 (ID-Nr. 09213160), Gmünder Straße 2 – 8 (ID-Nr. 09218298), Großglocknerstraße 1 – 5 (ID-Nr. 09218299), Großglocknerstraße 7 – 13 (ID-Nr. 09218300), dem Wohnhaus Großglocknerstraße 15 (ID-Nr. 09218301), den Doppelhäusern Krainer Straße 1/3 (ID-Nr. 09213159), Krainer Straße 2/4 (ID-Nr. 09218310), der Häuserzeile Krainer Straße 5 – 17 (ID-Nr. 09218308), den Doppelhäusern Krainer Straße 6/8 (ID-Nr. 09218311), Krainer Straße 19/21 (ID-Nr. 09218309), dem Wohnhaus Tauernstraße 51 (ID-Nr. 09213161), der Häuserzeile Tauernstraße 53 – 59 (ID-Nr. 09218329), dem Wohnhaus Tauernstraße 61 (ID-Nr. 09218330), den Häuserzeilen Villacher Straße 61 – 65 (ID-Nr. 09213158), Villacher Straße 67 – 71 (ID-Nr. 09218334), Villacher Straße 70 – 76 (ID-Nr. 09218337), den Doppelhäusern Villacher Straße 73/75 (ID-Nr. 09218335) und Villacher Straße 78/80 (ID-Nr. 09218338) sowie den Außenanlagen vor und hinter den Baulichkeiten als Sachgesamtheitsteilen. | 09305740 |
| Weitere Bilder | Eigenheimsiedlung Dresden-Stetzsch                                                                             | Stetzsch, Alsenstraße 1; 2; 3; 4; 5; 6; 7; 8; 9; 10; 11; 12; 13; 14;15; 16; 17; 18; 19; 24 (Karte) | 1926–1927 (Siedlung)                                                                 | Sachgesamtheit Eigenheimsiedlung Dresden-Stetzsch mit zahlreichen Einzeldenkmalen – baugeschichtlich, stadtentwicklungsgeschichtlich und sozialgeschichtlich von Belang. Die „Eigenheimsiedlung Dresden-Stetzsch“, als Sachgesamtheit unter Schutz stehend, ist eine vom Allgemeinen Sächsischen Siedlerverband in den Jahren 1926–27 an Alsen-, Brabschützer- und Flensburger Straße errichtete Holzhaussiedlung. | 09305992 |
|                | Siedlung Dresden-Stetzsch                                                                                      | Stetzsch, Am Hang 40; 42 (Karte) | 1924–1925 (Siedlung)                                                                 | Sachgesamtheit Siedlung Dresden-Stetzsch, mit folgenden Einzeldenkmalen: der Reihenhausgruppe Am Hang 40/42 und Seegärten 89/91/93/95 (ID-Nr. 09210847), der Reihenhausgruppe Seegärten 45/47/49/51/53/55/57/59/61/63/65/67/69/71/73/75/77/79/81/83/85/87 (ID-Nr. 09210846), der Reihenhausgruppe Seegärten 46/48/50/52/54/56/58/60/62/64/66/68/70/72/74/76/78/80/82/84/86/88 (ID-Nr. 09218907), der Reihenhausgruppe Seegärten 90/92/94/96 (ID-Nr. 09218908) und als Sachgesamtheitsteil die Einfriedungen (Am Hang 40/42, Seegärten 89/91/93/95 und 90/92/94/96) und die Außenanlagen; vom Kleinwohnungsbauverein errichtete, charakteristische Siedlungsanlage der 1920er Jahre zwischen Am Hang und Seegärten, Anlage aus vier Hauszeilen mit quergestellten Trakten als Torhäuser und Kopfbauten, die eingeschossigen, formal dem Heimatstil verpflichteten Häuser mit ausgebauten Satteldächern, authentisches Beispiel des damaligen Kleinwohnungs- und Siedlungsbaus und von exemplarischem Wert für die sozial ausgewogene Siedlungs- und Heimstättenbewegung zur Zeit der Weimarer Republik, baugeschichtlich, stadtentwicklungsgeschichtlich und sozialgeschichtlich von Belang. | 09305998 |
| Weitere Bilder | Wohnanlage Talstraße                                                                                           | Cossebaude, Talstraße 101, 105–107 und 109–119 (Karte) | 1919–1920 (Wohnanlage)                                                               | Sachgesamtheit Wohnanlage Talstraße mit einem Doppelwohnhaus (ID-Nr. 09275097, Talstraße 105/107) und zwei Mehrfamilienhäusern (ID-Nr. 09275119, Talstraße 101 und ID-Nr. 09275098, Talstraße 109-119) als Einzeldenkmale; Teil einer Wohnanlage der Baugenossenschaft Dresden-Land mit drei Gebäuden, traditionelle Gestaltungsweise, baugeschichtlich und stadtentwicklungsgeschichtlich bedeutend. | 09305329 |
|                | Siedlung Volksheim Kaditz                                                                                      | Kaditz, An den Hufen 12; 13; 14; 15; 16; 17; Grimmstraße (Karte) | 1927–1930 (Siedlung)                                                                 | Sachgesamtheit Siedlung Volksheim Kaditz mit zahlreichen Einzeldenkmalen. Die Siedlung gilt als baugeschichtlich, sozialgeschichtlich und stadtentwicklungsgeschichtlich bedeutend. Zum einen sind die Häuser exemplarische Zeugnisse des Kleinwohnungs- und Siedlungsbaus der 1920er Jahre, zum anderen dokumentieren sie auf anschauliche Weise die städtebauliche Entwicklung Dresdens (LfD/2013). | 09305942 |
|                | Gemeinschaftssiedlung Kaditz                                                                                   | Kaditz, Fürstenhainer Straße 26; 28 (Karte) | 1936–1939 (Siedlung)                                                                 | Sachgesamtheit Gemeinschaftssiedlung Kaditz, Bereich an der Kötzschenbroder Straße, mit zahlreichen Einzeldenkmalen. Die Denkmaleigenschaft der Anlage ergibt sich aus seiner baugeschichtlichen und stadtentwicklungsgeschichtlichen Bedeutung. Zum einen ist die Siedlungsanlage exemplarisches Zeugnis des Kleinwohnungs- und Siedlungsbaus der 1930er Jahre, zum anderen dokumentiert die „Gemeinschaftssiedlung Kaditz“ mit den benachbarten Siedlungsgebieten auf anschauliche Weise die städtebauliche Entwicklung Dresdens (LfD/2013). | 09305940 |
|                | Mönchsholz | Bühlau, Mönchsholz 1; 3 (Karte) | 1926 (Wohnanlage)                                                                    | Sachgesamtheit Mönchsholz mit folgenden Einzeldenkmalen: Doppelwohnhäuser mit Einfriedungen (Mönchsholz 1, 3 – ID-Nr. 09211050, Mönchsholz 2, 4 – ID-Nr. 09217776, Mönchsholz 5, 7 – ID-Nr. 09217771, Mönchsholz 6, 8 – ID-Nr. 09217777, Mönchsholz 9, 11 – ID-Nr. 09217772, Mönchsholz 10, 12 – ID-Nr. 09217778, Mönchsholz 13, 15 – ID-Nr. 09217773, Mönchsholz 14, 21 – ID-Nr. 09217775, Mönchsholz 17, 19 – ID-Nr. 09217774); kleine Wohnanlage mit traditionell gestalteten Bauten, belebt durch Klappläden, sparsam eingesetzte Gliederungen und wenige expressionistische Details, errichtet durch Spar- und Bauverein Bühlau und Umgebung, baugeschichtlich, ortsgeschichtlich und sozialgeschichtlich bedeutend. | 09306638 |
| Weitere Bilder | Wohnanlage Bühlau                                                                                              | Bühlau, Bautzner Landstraße 172 bis 184 (Karte) | 1928–1930 (Wohnanlage)                                                               | Sachgesamtheit mit zahlreichen Einzeldenkmalen – baugeschichtlich, ortsgeschichtlich und sozialgeschichtlich bedeutend. | 09306634 |

## Kirchen und Friedhöfe
| Bild           | Bezeichnung                                                                                | Lage                                                | Datierung                                                        | Beschreibung | ID       |
| -------------- | ------------------------------------------------------------------------------------------ | --------------------------------------------------- | ---------------------------------------------------------------- | --- | -------- |
| Weitere Bilder | Trinitatisfriedhof                                                                         | Altstadt II, Fiedlerstraße 1; 1a (Karte)            | 1815–1816 (Friedhof); 1872 (Friedhof)                            | Sachgesamtheit Trinitatisfriedhof in seiner gewachsenen funktionellen und gestalterischen Einheit mit folgenden Einzeldenkmalen: zwei spiegelgleich gestalteten Verwaltungsgebäuden, wohl einstigen Totengräberhäusern, am Haupteingang, Aufbewahrungshalle (Aufbahrungshalle?) und Feierhalle, zur Entstehungszeit Leichenhaus und Unterkunftshaus, am westlichen Eingang, denkmalwerten Grabstätten, Denkmal der Opfer des Maiaufstandes 1849 (Obelisk im Grabfeld III P), Mauern zwischen den Grabfeldern und Einfriedungsmauern einschließlich (drei?) Toranlagen mit Toren (ID-Nr. 09217236) sowie Friedhofsgestaltung (Gartendenkmal); Gestaltung mit gliederndem Wegesystem, rondellförmigem Andachtsplatz, struktur- und raumbildender Alleenbepflanzung, eine der ältesten und bedeutendsten Grabstätten von Dresden mit architektonisch wertvollen Bauten sowie einer Vielzahl bemerkenswerter Grabstätten, architektonisch, künstlerisch, personengeschichtlich, landesgeschichtlich und ortsgeschichtlich von Bedeutung. | 09304148 |
| Weitere Bilder | Johannisfriedhof                                                                           | Tolkewitz, Wehlener Straße 13 (Karte)               | 1879–1881 (Friedhof); 1940 (Andachtsplatz)                       | Sachgesamtheit des Friedhofs in seiner gewachsenen funktionellen und gestalterischen Einheit mit Zentralfeierhalle, denkmalwerten Grabstätten, Brunnen im Grabfeld 5L, Gedenkstätten für die Opfer des Kapp-Putsches im Grabfeld 5L, für die im Keglerheim ermordeten Antifaschisten im Grabfeld 3A, für die Opfer des 13. Februars 1945 mit Gedenkstein und Brunnen, für die tschechoslowakischen und polnischen Widerstandskämpfer im Grabfeld 3I und für sowjetische Kriegsgefangene im Grabfeld 5K, Ruhestätte der Albertinerinnen vom Mutterhaus Dresden im Grabfeld 5K, Gesamtheit der 1., 4. und 5. Bögen und der Grabfelder 2F, 2G, 2H, 3G, 3H und 3I sowie Friedhofseinfriedung einschließlich Toranlagen und Toren (Einzeldenkmale ID-Nr. 09213564), gliederndem Wegesystem, struktur- und raumbildender Bepflanzung sowie dem außerhalb der Einfriedung liegenden Grundstücksstreifen (als Sachgesamtheitsteile); Anlage baugeschichtlich, künstlerisch, landschaftsgestalterisch sowie ortsgeschichtlich und personengeschichtlich bedeutend. | 09218864 |
| Weitere Bilder | Urnenhain Tolkewitz; Städtische Feuerbestattungsanstalt; Friedhof                          | Tolkewitz, Wehlener Straße 15; 17 (Karte)           | um 1911 angelegt (Friedhof)                                      | Sachgesamtheit: Friedhof in seiner gewachsenen funktionellen und gestalterischen Einheit mit folgenden Einzeldenkmalen: Krematorium einschließlich Wandelgang bzw. Urnenhof direkt hinter Feierhalle, Torhäusern, Wasserbecken, Brunnen, Bankstandorten, denkmalwerten Grabstätten, Gedenkstätte der KZ-Opfer im Urnenhof in Verlängerung der Birkenallee (Mauerstellen), nicht nur Gedenkstätte auch normale Gräber, Reihenmauerstellen, Kolumbarium sowie Einfriedungsmauern einschließlich Toranlage (ID-Nr. 09213565) und Friedhofsgestaltung (Gartendenkmal) sowie Holzzaun im Bereich des Rosariums (Sachgesamtheitsteil); Friedhofsgestaltung mit halbrunder Vorfahrtsfläche vor dem (Haupt-)eingang, denkmalpflegerisch besonders bedeutsamen Grabfeldern: 50-, 80- und 100-Mark-Stellen, Großem Rosarium, Östlichem Teil mit Kleinem Rosarium, Mittelteil, Neuem Teil und weitere 50-Mark-Stellen, Neuem Park mit Terrassengarten, gliederndem Wegesystem mit Treppen und Terrassen, struktur- und raumbildender Bepflanzung, Blickbeziehungen in die Elblandschaft (Gartendenkmal), baugeschichtlich, künstlerisch, landschaftsgestalterisch sowie ortsgeschichtlich und personengeschichtlich bedeutend. | 09303120 |
| Weitere Bilder | Innerer Neustädter Friedhof                                                                | Neustadt, Friedensstraße 2 (Karte)                  | 1731–1732 (Friedhof)                                             | Sachgesamtheit Innerer Neustädter Friedhof in seiner gewachsenen funktionellen und gestalterischen Einheit mit folgenden Einzeldenkmalen: Parentationshalle, Kanzleigebäude, Torhaus und neun zumeist barocken Grufthäusern, denkmalwerten Grabstätten, Einfriedungsmauer einschließlich drei Eingängen und Toren sowie außerhalb an der Conradstraße stehender Stiel-Eichen-Reihe (ID-Nr. 09214810), außerdem Friedhofsgestaltung, Wasserentnahmestellen in Form von Handschwengelpumpen, allen weitgehend erhaltenen Einfriedungsgittern und allen Feldbezeichnungssteinen (alle Sachgesamtheitsteile); baugeschichtlich, künstlerisch, personengeschichtlich und ortsgeschichtlich bedeutend. | 09301866 |
| Weitere Bilder | Neuer Neustädter Friedhof; St.-Pauli-Friedhof                                              | Neustadt, Hechtstraße 78; 78a (Karte)               | 1862, Einweihung (Friedhof)                                      | Sachgesamtheit Neuer Neustädter Friedhof: in seiner gewachsenen funktionellen und gestalterischen Einheit mit Verwaltungsgebäude(n) inklusive Einfriedung, Einsegnungshalle (Feierhalle) und Leichenhalle, denkmalwerten Grabstätten, Ruhestätten der Diakonissen in den Grabfeldern A, E, AII und EII, Anlage mit Kriegerdenkmalen von 1866 und 1870–1871 im Grabfeld VS, Gedenkstätte für 1933–1945 verstorbene Kinder polnischer und sowjetischer Bürger im Grabfeld P, Grabstätte für 428 Kriegsopfer von 1945 im Grabfeld H, der zu Ehren von Oberförster Marschall gepflanzten »Marschall-Eiche« im Grabfeld BII und Holzkreuz zwischen Grabfeld NII und QII, gliederndem Wegesystem, strukturbildender und raumbildender Bepflanzung sowie Friedhofsmauer einschließlich Toranlagen und Toren (ID-Nr. 09214809); baugeschichtlich, künstlerisch, landschaftsgestalterisch sowie ortsgeschichtlich und personengeschichtlich von Bedeutung. | 09306008 |
| Weitere Bilder | Garnisonfriedhof; Nordfriedhof                                                             | Neustadt, Kannenhenkelweg 1 (Karte)                 | 1901 (Friedhof); 1901–1940 (Sachgesamtheit)                      | Sachgesamtheit Garnisonfriedhof, Nordfriedhof in seiner gewachsenen funktionellen und gestalterischen Einheit mit folgenden Einzeldenkmalen: Feierhalle (bez. 1902), Verwaltungsgebäude, ehemaligem Wohnhaus des Friedhofsverwalters, monumentaler Denkmalanlage der am Ersten Weltkrieg beteiligten Regimenter der Dresdner Garnison, Gemeinschaftsanlagen für sowjetische Bürger (1941–1945, 1942–1948 und 1945–1948), für ungarische Bürger (1939–1945), für Bürger Rumäniens, Polens und der Tschechoslowakischen Republik (1939–1945) – hier liegen vor allem Zwangsarbeiter – für Soldaten, für Menschen die im Kampf gegen Krieg und Faschismus den Opfertod starben und für Dresdner Bombenopfer vom März und April 1945 (oder 13. Februar 1945) sowie den denkmalwerten Grabstätten (ID-Nr. 09306380), dazu Friedhofsgestaltung (Gartendenkmal) außerdem frühere und heutige Einfriedungsmauern und Zäune einschließlich Eingangstor (Sachgesamtheitsteile); Anlage mit gliederndem Wegesystem, struktur- und raumbildender Bepflanzung sowie Mauern zwischen den Feldbereichen einschließlich dazugehörigen Wandstellen, einer der bemerkenswertesten Friedhöfe der Stadt, baugeschichtlich, militärgeschichtlich, ortsgeschichtlich und sepulkralgeschichtlich bedeutend sowie künstlerisch wertvoll. Die Denkmalanlage mit 24 Reliefplatten, auf denen die Namen der einzelnen Einheiten stehen, sind dabei von besonderem künstlerischem Wert. | 09215101 |
| Weitere Bilder | Garnisonfriedhof gefallener Kämpfer der Sowjetarmee; Sowjetischer Garnisonfriedhof Dresden | Neustadt, Marienallee (Karte)                       | ab 1945 (Friedhof)                                               | Sachgesamtheit Sowjetischer Ehrenfriedhof: Friedhof in seiner gewachsenen funktionellen und gestalterischen Einheit mit folgenden Einzeldenkmalen: großem Obelisk (1949), Fahnenträger-Denkmal (1957), Grabobelisken, Grabsteinen und zwei Stelen (ID-Nr. 09218547), gliederndem Wegesystem und struktur- sowie raumbildender Bepflanzung (Gartendenkmal) und Einfriedung einschließlich Eingangstor (Sachgesamtheitsteil), zur Denkmalsachgesamtheit auch der so genannte Nordteil hinter den Stelen gehörig; als Ehrenanlage gestaltet, Hauptachse mit Fahnenträger-Denkmal gestalterischer Mittelpunkt, Anlage gliedert sich in mehrere Teile: links von Hauptachse Gräberfeld mit markantem Obelisk, gegenüber großes, annähernd quadratisches Gräberfeld mit zwei nach Nordosten verlaufenden Wegachsen und zwei als Blickpunkten fungierenden Stelen, kleineres Grabfeld südwestlich vom Denkmal sowie östlich gelegenes schmales Grabfeld, Trennung der einzelnen Grabfelder zumeist durch Hecken, Nordflügel weicht mit eingelassenen Grabplatten und intimerer Gestaltung vom Hauptteil ab, hier wurden Militärangehörige der Gruppe der Sowjetischen Streitkräfte in Deutschland bis weit nach dem Zweiten Weltkrieg begraben, gesamter Bestattungsplatz eine der bemerkenswertesten derartigen Anlagen in Sachsen, geschichtlich und künstlerisch bedeutend.                                                                                     | 09306535 |
| Weitere Bilder | Alter Jüdischer Friedhof                                                                   | Neustadt, Pulsnitzer Straße 12 (Karte)              | 1751 (Friedhof)                                                  | Sachgesamtheit Alter Jüdischer Friedhof in sehr gewachsener und gestalterischer Einheit mit folgenden Einzeldenkmalen: allen Grabmalen und Einfriedungsmauer einschließlich Eingangstoren und Ziergittern (ID-Nr. 09214675) sowie den bewachsenen Grabfeldern, gliederndem Wegesystem und prägender Bepflanzung als Sachgesamtheitsteilen; nach besonderen religiösen Vorschriften angelegte Begräbnisstätte, baugeschichtlich, ortsgeschichtlich, sepulkralgeschichtlich und personengeschichtlich bedeutend. | 09305795 |
| Weitere Bilder | Neuer Jüdischer Friedhof                                                                   | Altstadt II, Fiedlerstraße 3 (Karte)                | 1867 (Friedhof)                                                  | Sachgesamtheit Neuer Jüdischer Friedhof, Friedhof in seiner gewachsenen funktionellen und gestalterischen Einheit mit folgenden Einzeldenkmalen: Trauerhalle bzw. Feierhalle, denkmalwerten Grabstätten, Kriegerdenkmal für die Gefallenen des Ersten Weltkrieges, Urnengrab für ermordete Dresdner Juden und Thoragrab (im Alten Teil), Gedenkstätte für die Opfer der Shoa (im Neuen Teil), Einfriedungsmauern einschließlich Toranlage und Toren (ID-Nr. 09217238) und Kastanienallee entlang des Hauptweges (Gartendenkmal) sowie Friedhofsgestaltung als Sachgesamtheitsteil; Anlage künstlerisch, personengeschichtlich, landesgeschichtlich, ortsgeschichtlich und sepulkralgeschichtlich von Bedeutung. | 09304698 |
| Weitere Bilder | Kirche und Kirchhof Loschwitz                                                              | Loschwitz, Pillnitzer Landstraße 7a (Karte)         | 1708 (Gründungsjahr)                                             | Sachgesamtheit Kirchhof Loschwitz in seiner gewachsenen funktionellen und gestalterischen Einheit mit folgenden Einzeldenkmalen: Saalkirche, dazu im Innern Nosseni-Altar (Altarfiguren, gesamte figürliche Ausstattung der Altarstaffel und ca. 300 originale plastische Bruchteile) und den denkmalwerten Grabstätten sowie Kirchhofsgestaltung einschließlich Bepflanzung, Wegen, Einfriedungsmauer mit gusseisernem Geländer und Straßenlaternen sowie doppelläufiger Rampe (Einzeldenkmale ID-Nr. 09211295); künstlerisch, ortsgeschichtlich und personengeschichtlich bedeutend. | 09301802 |
| Weitere Bilder | Friedhof Loschwitz                                                                         | Loschwitz, Pillnitzer Landstraße 80 (Karte)         | 1806 (Friedhof); 1926, Urnenanlage (Friedhof)                    | Sachgesamtheit Friedhof Loschwitz: Friedhof in seiner gewachsenen funktionellen und gestalterischen Einheit mit folgenden Einzeldenkmalen: Friedhofskapelle einschließlich vorgelagerter Terrasse, denkmalwerten Grabstätten, Kriegerdenkmal 1. Weltkrieg einschl. Gedenksteinen sowie früheren und heutigen Einfriedungsmauern mit 3 Eingängen und Ziergittertoren (ID-Nr. 09215764) sowie Friedhofsgestaltung mit gliederndem Wegesystem, struktur- sowie raumbildender Bepflanzungen, des Weiteren künstlerisch gestaltete Wasserentnahmestellen, Wasserbecken und zwei achteckige Steinrundbänke (Gartendenkmal), dazu Blickbeziehungen in die Elblandschaft; personengeschichtlich, ortsgeschichtlich und sepulkralgeschichtlich bedeutendes Zeugnis, Kapelle als Beispiel historisierender Friedhofsarchitektur der 2. Hälfte des 19. Jahrhunderts baugeschichtlich bedeutend, von besonderem gartenkünstlerische Wert die Gestaltung des Neuen Teils von 1928–1934, gesamte Anlage gartenkünstlerisch von Belang. | 09305868 |
| Weitere Bilder | Striesener Friedhof                                                                        | Striesen; Gruna, Gottleubaer Straße 2 (Karte)       | 1883 (Friedhof)                                                  | Sachgesamtheit Striesener Friedhof: Friedhof in seiner gewachsenen funktionellen und gestalterischen Einheit mit folgenden Einzeldenkmalen: Kapelle bzw. Feierhalle einschließlich Portalfiguren der einstigen Erlöserkirche (vier Evangelisten), Leichenhalle (mit Abschiednahme und Verwaltung), denkmalwerten Grabstätten, Kriegergedenkstätte für Opfer des 2. Weltkrieges im Grabfeld XII und Einfriedungsmauer einschließlich prächtiger Toranlage und Ziergittertoren (ID-Nr. 09213347), des Weiteren Friedhofsgestaltung (Gartendenkmal); Friedhof mit gliederndem Wegesystem, strukturbildender und raumbildender Alleenbepflanzung und Rhododendronbepflanzung, Heckenquartier (Grabfeld X – XII) und Resten einer den Friedhof ursprünglich südlich abschließenden Weißdornhecke, baugeschichtlich und sepulkralgeschichtlich, gartenkünstlerisch und ortsgeschichtlich bedeutend. | 09304433 |
| Weitere Bilder | Waldfriedhof Weißer Hirsch                                                                 | Weißer Hirsch, Am Heiderand 10 (Karte)              | 1898 (Waldfriedhof)                                              | Sachgesamtheit Waldfriedhof Weißer Hirsch mit folgenden Einzeldenkmalen: Kapelle, Kriegerdenkmal am Haupteingang, denkmalwerten Grabstätten, Gedenkstätte für die Opfer des 13. Februars 1945 im Grabfeld WH L, Grufthaus Johann Carl Müller, »Gottesbrünnlein«, Urnenhang/Terrassenanlage mit Stützmauer inklusive Urnennischen, Geländer und Treppenanlagen, Einfriedungsmauer einschließlich Toranlagen, Torpfeiler, Ziergitter- und Holztoren (ID-Nr. 09211646), Friedhof in seiner gewachsenen funktionellen und gestalterischen Einheit mit gliederndem Wegesystem, Struktur- und raumbildender Bepflanzung, sowie außerhalb der Friedhofsmauer befindlicher Grünstreifen an der Straße (Achtungsstreifen) (Gartendenkmal); Anlage ortsgeschichtlich und personengeschichtlich sowie gartenkünstlerisch bedeutend, mit Erinnerungswert, zudem in Teilen künstlerisch wertvoll. | 09306022 |
| Weitere Bilder | Eliasfriedhof                                                                              | Altstadt I, Ziegelstraße 22 (Karte)                 | 1680–1724 (Sachgesamtheit); 1680 (Friedhof)                      | Sachgesamtheit Eliasfriedhof: Friedhof in seiner gewachsenen funktionellen und gestalterischen Einheit mit Grufthäusern (darunter die Güntzsche Gruft), efeubewachsenen Grabfeldern mit Grabsteinen und Grüften, Resten des ehemaligen Totenwächterhauses (ID-Nr. 09213893), gliederndem Wegesystem, Erscheinungsbild prägender Bepflanzung sowie Umfassungsmauern einschließlich Eingangstoren und Ziergittern (Gartendenkmal); ältester Bestattungsort Dresdens, besonders malerische und in sich geschlossene Anlage, zu dem bemerkenswert durch die gestalterisch anspruchsvollen Steine und die zumeist barocken Grufthäuser mit ihren aufwändigen Gittern, insgesamt baugeschichtlich, ortsgeschichtlich, personengeschichtlich, und sepulkralgeschichtlich sowie künstlerisch bedeutend, zudem singulär. | 09306482 |
| Weitere Bilder | Friedhof Leubnitz-Neuostra                                                                 | Leubnitz-Neuostra, Menzelgasse (Karte)              | 1288 (Friedhof)                                                  | Sachgesamtheit des Friedhofs in seiner gewachsenen funktionellen und gestalterischen Einheit mit Kirche, spätklassizistischer Feierhalle, denkmalwerten Grabstätten, den Blickbeziehungen auf Leubnitz-Neuostra, von Strehlen bis nach Zschertnitz und zum Borsberg, Mauerstück an Altleubnitz (Flst. 889/8) und Einfriedungsmauer einschließlich sechs Eingängen und Toren (Einzeldenkmale ID-Nr. 09211972 und 09216849) sowie gliederndem Wegesystem mit Terrassenmauern, Treppen und gepflastertem Stufenweg, zwei Linden am Haupteingang, geschnittenen Hecken und Strauchpflanzungen in den Grabfeldern W1–WU2, U1–U4 (als Sachgesamtheitsteile); Kirchhof als älterer Teil unmittelbar an der Dorfkirche und spätere Erweiterungen nach Norden, künstlerisch und personengeschichtlich sowie ortsgeschichtlich bedeutend. | 09301385 |
| Weitere Bilder | Friedhof Lockwitz                                                                          | Lockwitz, Maxener Straße (Karte)                    | 1757 (Friedhofskapelle)                                          | Sachgesamtheit mit folgenden Einzeldenkmalen: Friedhof in seiner gewachsenen funktionellen und gestalterischen Einheit mit Friedhofskapelle, Grufthaus im Grabfeld E, denkmalwerten Grabstätten, Gedenkfeierhalle für Kriegsopfer des 1. und 2. Weltkrieges im Grabfeld E mit Rondell (ID-Nr. 09215829), Treppen und gartenkünstlerischer Gestaltung, gliederndem Wegesystem, struktur- und raumbildenden Alleen- und Heckenbepflanzungen, Blickbeziehungen nach Lockwitz sowie frühere und heutige und Einfriedungsmauern mit vier Eingängen und Toren; personen- und ortsgeschichtlich sowie gartenkünstlerisch bedeutend. | 09306777 |
| Weitere Bilder | Alter Annenfriedhof                                                                        | Altstadt II, Chemnitzer Straße 32 (Karte)           | 1847–1848 (angelegt)                                             | Sachgesamtheit des Friedhofs in seiner gewachsenen funktionellen und gestalterischen Einheit mit Kruzifix an der Feierhalle, denkmalwerten Grabstätten sowie früheren und heutigen Einfriedungsmauern einschließlich Toranlage und Ziergittertoren (ID-Nr. 09216703), gliederndem Wegesystem sowie struktur- und raumbildender Alleenbepflanzung (als Sachgesamtheitsteile), Anlage künstlerisch, ortsgeschichtlich und personengeschichtlich bedeutend, von dokumentarischem Wert für die Friedhofsgestaltung des 19. Jahrhunderts, mit Erinnerungswert, zudem bedeutend für die Ortsgeschichte. | 09301293 |
| Weitere Bilder | Neuer Annenfriedhof; Löbtau-Naußlitzer Friedhof Friede und Hoffnung                        | Löbtau, Kesselsdorfer Straße 29; 31 (Karte)         | 1875 (Neuer Annenfriedhof); 1898 (Friede- und Hoffnungsfriedhof) | Sachgesamtheit Neuer Annenfriedhof und Friedhof Friede und Hoffnung in seiner gewachsenen funktionellen und gestalterischen Einheit mit folgenden Einzeldenkmalen: zwei Friedhofsgebäuden (Leichenhallen) einschließlich Arkaden und Erbbegräbnisstätten (einstige Feierhalle mit Kuppel zerstört), denkmalwerten Grabstätten, Gedenkstätten für Kriegsopfer des 1. und 2. Weltkrieges am Grabfeld 6, im Grabfeld 14 und südlich der Grabfelder 27 sowie Einfriedung mit Ziergitterzaun einschließlich Toranlagen und Toren (ID-Nr. 09210705) sowie Friedhofsgestaltung (Gartendenkmal), außerdem als Sachgesamtheitsteile erhaltenswerte gründerzeitliche Grabgruppe an der Ostseite der Friedhofsgebäude, Reihe/Gruppe Erbbegräbnis-Ost von Wst. 91 bis Krüger, Georg (etwa Wst. 170); mit gliederndem Wegesystem, struktur- und raumbildender Alleenbepflanzung, zwei Pyramiden-Eichen am Eingangsweg, der nördlich dem Friedhof befindlichen, gartenkünstlerisch gestalteten Freifläche und den Resten der die Anlage ursprünglich umfassenden Weißdornhecke, ortsgeschichtlich bedeutendes Zeugnis, die Bauten als Beispiele historisierender Friedhofsarchitektur der 2. Hälfte des 19. Jahrhunderts architektonisch und künstlerisch wertvoll, erste Dresdner Friedhofsgestaltung nach gartenkünstlerisch-ästhetischen Interessen. | 09301960 |
| Weitere Bilder | Auferstehungskirche, Kirchhof und Innerer Plauenscher Friedhof                             | Plauen, Altplauen 5 (Karte)                         | 1674 (Kirchhof); 1871 (Friedhof)                                 | Sachgesamtheit Kirchhof Auferstehungskirche und Innerer Plauenscher Friedhof mit den Einzeldenkmalen: Kirche (ID-Nr. 09212057), Gemeindehaus (ID-Nr. 09212085), Kirchhof einschl. Erweiterungen zum Friedhof in seiner gewachsenen funktionellen und gestalterischen Einheit mit Friedhofsgestaltung, Leichenhaus, denkmalwerten Grabstätten, Kriegerdenkmal I. Weltkrieg in Form eines Findlings, Ehrenanlage für Opfer von Weltkriegen und Gewaltherrschaft, Wandbrunnen, Einfriedungsmauer und Ziergitterzaun einschl. Toranlagen und Eckturm (ID-Nr. 09300416) sowie historischem Pflaster und alten Laternen als Sachgesamtheitsteilen; gesamte Anlage gartenkünstlerisch, baugeschichtlich, personengeschichtlich und ortsgeschichtlich bedeutend. | 09306681 |
| Weitere Bilder | Friedhof Gittersee; Paul-Gerhardt-Kirche                                                   | Gittersee, Friedhofstraße (Karte)                   | 1896 (Friedhof)                                                  | Sachgesamtheit Friedhof Gittersee in seiner gewachsenen funktionellen und gestalterischen Einheit mit folgenden Einzeldenkmalen: Paul-Gerhardt-Kirche (ursprünglich Friedhofskapelle) und Kriegerdenkmal für die Gefallenen des Ersten Weltkrieges (ID-Nr. 09211931); Anlage vor allem baugeschichtlich und ortsgeschichtlich bedeutend. | 09306811 |
| Weitere Bilder | Friedhof Dölzschen                                                                         | Dölzschen, Friedhofsweg 20 (Karte)                  | 1922 (Friedhof)                                                  | Sachgesamtheit Friedhof Dölzschen in seiner gewachsenen funktionellen und gestalterischen Einheit mit folgenden Einzeldenkmalen: Kapelle, denkmalwerte Grabmäler, Friedhofsgestaltung mit gliederndem Wegesystem, struktur- und raumbildender Bepflanzung, Blickbeziehungen in die Elblandschaft sowie der aus geschnittenen Hainbuchen-Hecken und geschnittenen Silber-Linden gebildeten Einfriedung mit Toranlage aus Bruchsteinmauerwerk einschließlich hölzernen Eingangstoren und integrierten Bänken (ID-Nr. 09306721); reizvolle Lage inmitten von Feldern, baugeschichtlich, gartenkünstlerisch und ortsgeschichtlich bedeutend. | 09218387 |
| Weitere Bilder | Himmelfahrtskirche und Kirche Leuben mit Kirchhof                                          | Leuben, Altleuben 9 (Karte)                         | seit 1362 (Kirchhof)                                             | Sachgesamtheit Himmelfahrtskirche und Kirche Leuben mit Kirchhof in seiner gewachsenen funktionellen und gestalterischen Einheit mit folgenden Einzeldenkmalen: Kirche mit Kirchenausstattung (ID-Nr. 09213664, Altleuben 15), Kirchturm der alten Kirche, denkmalwerten Grabstätten auf dem Kirchhof und Einfriedungsmauer mit Holzpforte (ID-Nr. 09213665, Altleuben 9), dazu Reformationsbaum (Stiel-Eiche – Gartendenkmal) sowie Kirchhof um den Turm der alten Leubener Kirche und umgebende Vorplatzgestaltung (Sachgesamtheitsteile); Kirchhof einer der ältesten Dresdens, geschichtsträchtigste Anlage Leubens, baugeschichtlich, künstlerisch, ortsgeschichtlich und personengeschichtlich bedeutend. | 09301591 |
| Weitere Bilder | Kirche Maria am Wasser und Kirchhof Hosterwitz                                             | Hosterwitz, Kirchgasse 7 (Karte)                    | um 1500 (Kirchhof)                                               | Sachgesamtheit Kirche und Kirchhof Hosterwitz, mit folgenden Einzeldenkmalen: Kirche Maria am Wasser (ID-Nr. 09211118), denkmalwerte Grabstätten und Einfriedungsmauer einschließlich zwei Eingängen und Holztoren (ID-Nr. 09213753) sowie Fläche der Anlage als Sachgesamtheitsteil; Kirche und Kirchhof in ihrer gewachsenen funktionellen und gestalterischen Einheit, ovalförmig angelegt, Blickbeziehungen zum Borsberg und zur Elbe, einer der ältesten und charakteristischsten Friedhöfe auf dem Stadtgebiet von Dresden, künstlerisch, landschaftsgestaltend, ortsgeschichtlich und personengeschichtlich bedeutend. | 09305720 |
| Weitere Bilder | Innerer Briesnitzer Friedhof                                                               | Briesnitz, Merbitzer Straße 2 (Karte)               | um 1273 (Friedhof)                                               | Sachgesamtheit Innerer Briesnitzer Friedhof, Friedhof in seiner gewachsenen funktionellen und gestalterischen Einheit mit folgenden Einzeldenkmalen: der Feierhalle, den denkmalwerten Grabstätten, zwei Kriegerdenkmalen sowie Einfriedungsmauern und Einfriedungszäunen einschließlich Toren, Pforten und Ziergittern (ID-Nr. 09218508), den besonders ausgestalteten Grabfeldern A -K2 (Sachgesamtheitsteile), des Weiteren Friedhofsgestaltung (Gartendenkmal); anschauliches Zeugnis der Sepulkralarchitektur insbesondere des 19. und 20. Jahrhunderts, mit gliederndem Wegesystem, struktur- und raumbildender Bepflanzung und Blickbeziehungen in die Elblandschaft, leicht erhöhte Anlage mit Briesnitzer Kirche weithin sichtbar, manche Gräber erinnern an bedeutsame Persönlichkeiten des Ortes, baugeschichtlich, gartenkünstlerisch, landschaftsgestalterisch und ortsgeschichtlich bedeutend. | 09305080 |
| Weitere Bilder | Neuer Leubener Friedhof                                                                    | Leuben, Pirnaer Landstraße 113 (Karte)              | 1675 (Friedhof); 1978, Umgestaltung 4. Erweiterung (Friedhof)    | Sachgesamtheit Neuer Leubener Friedhof in seiner gewachsenen und gestalterischen Einheit mit Kapelle und Leichenhalle, Kriegergedenkstätte im Grabfeld B, denkmalwerten Grabstätten, Mauern zwischen den Grabfeldern oder Friedhofsbereichen, den Brunnen im Grabfeld B3 und EU, früheren und heutigen Einfriedungsmauern einschließlich drei Eingängen und Toren (ID-Nr. 09213666) sowie Friedhofsgestaltung (Gartendenkmal); einschließlich gliederndem Wegesystem mit Treppen und Trockenmauern, struktur- und raumbildender Bepflanzung sowie den Blickbeziehungen aus den Grabfeldern EU und D4 in die Elblandschaft, Anlage baugeschichtliche, künstlerisch, ortsgeschichtlich und personengeschichtlich bedeutend. | 09303027 |
| Weitere Bilder | Alter (Innerer) Katholischer Friedhof                                                      | Friedrichstadt, Friedrichstraße 54 (Karte)          | seit 1721 (Friedhof)                                             | Sachgesamtheit des Friedhofs in seiner gewachsenen funktionellen und gestalterischen Einheit mit Kapelle St. Michael, Torhaus, 156 denkmalwerten Grabstätten, Einfriedungsmauer mit Eingangstor (ID-Nr. 09218669), Leichenhaus und gliederndem Wegesystem (Sachgesamtheitsteile); zweitältester der erhaltenen Dresdner Stadtfriedhöfe, außerordentlicher kulturhistorischer Rang, da hier zahlreiche Persönlichkeiten beigesetzt wurden, die dem Hofe angehörten oder mit ihm in Verbindung standen und wegen der herausragenden künstlerischen Qualität zahlreicher Grabmale. | 09210017 |
| Weitere Bilder | Innerer Matthäusfriedhof                                                                   | Friedrichstadt, Friedrichstraße 43 (Karte)          | 1724–1732 (Friedhof)                                             | Sachgesamtheit Innerer Matthäusfriedhof: Friedhof in seiner gewachsenen funktionellen und gestalterischen Einheit mit Saalkirche mit eingezogenem, quadratischem Westturm (ID-Nr. 09218666), Friedhofsverwaltung, Aufbahrungshalle, 17 Grabmälern, zwei integrierten Rundbänken zwischen den Grabfeldern A und B, gliederndem Wegesystem und Einfriedungsmauer einschließlich dreier an der Friedrichstraße gelegener Eingänge mit Ziergittern (ID-Nr. 09218964); baugeschichtlich, ortsgeschichtlich und sepulkralgeschichtlich von Bedeutung | 09305648 |
| Weitere Bilder | Äußerer Matthäusfriedhof                                                                   | Friedrichstadt, Bremer Straße 18 (Karte)            | 1851 (Friedhof)                                                  | Sachgesamtheit Äußerer Matthäusfriedhof in seiner gewachsenen funktionellen und gestalterischen Einheit mit folgenden Einzeldenkmalen: Parentationshalle über L-förmigem Grundriss, neues Wohn- und Verwaltungsgebäude, Gedenkstätten für sowjetische Kriegsopfer im Grabfeld 17, 37 und J sowie für deutsche Kriegsopfer des Ersten und Zweiten Weltkrieges im Grabfeld 20 mit gartenkünstlerischer Gestaltung, fünf Grabstätten und Reste der Einfriedungsmauer einschließlich Toranlage und Tore (ID-Nr. 09217236), mit gliederndem Wegesystem, Resten der struktur- und raumbildenden Bepflanzung (Gartendenkmal) sowie zwei Brunnen in der hippodromförmigen Fläche nordwestlich des Wohn- und Verwaltungsgebäudes (Sachgesamtheitsteile); baugeschichtlich, ortsgeschichtlich, personengeschichtlich und sepulkralgeschichtlich bedeutend. | 09305639 |
| Weitere Bilder | Neuer Katholischer Friedhof                                                                | Friedrichstadt, Bremer Straße 20 (Karte)            | 1875 (Friedhof)                                                  | Sachgesamtheit Neuer Katholischer Friedhof in seiner gewachsenen funktionellen und gestalterischen Einheit mit folgenden Einzeldenkmalen: Torhaus einschließlich Kapelle, Verwaltung und Wohnung des Friedhofsmeisters, Leichenhalle, denkmalwerten Grabstätten, Gedenkstätten mit ihrer gartenkünstlerischen Gestaltung für gefallene Soldaten des 1. und 2. Weltkrieges im Grabfeld H, für Opfer des Nationalsozialismus und der Bombenangriffe auf Dresden im Grabfeld K, für tschechoslowakische Opfer des Nationalsozialismus im Grabfeld I und für Opfer des Faschismus aus 13 Nationen und den USA im Grabfeld N, Brunnenbecken mit Figur, gliederndem Wegesystem, struktur- und raumbildender Bepflanzung (Gartendenkmal) sowie Einfriedungsmauer einschließlich Toranlage und Tore (ID-Nr. 09218632); baugeschichtlich und ortsgeschichtlich sowie gartenkünstlerisch bedeutend. | 09305641 |
| Weitere Bilder | Bergfriedhof Cossebaude                                                                    | Cossebaude, Friedhofsweg (Karte)                    | 1919 (Friedhof)                                                  | Sachgesamtheit Bergfriedhof: Friedhof in seiner gewachsenen funktionellen und gestalterischen Einheit mit folgenden Einzeldenkmalen: Feierhalle mit später angebauter Leichenhalle, einigen denkmalwerten Grabstätten insbesondere im Bereich des Waldfriedhofes, Anlage aus Kriegerdenkmal 1866 und 1870/71 in Form eines Obelisk sowie Holzkreuzen für Kriegsopfer des 2. Weltkriegs im Grabfeld III D und so genanntem Hochkreuz mit Gedenkstein »Den namenlosen Toten von 1945« in der Kurve der Linden-Allee (ID-Nr. 09301742), des Weiteren mit Einfriedungszäunen einschließlich Toranlage und Holztor (Sachgesamtheitsteile) sowie Friedhofsgestaltung (Gartendenkmal); mit markanter, den Friedhof erschließender Lindenallee (Sommerlinden), gliederndem Wegesystem einschl. Treppenanlage aus Betonstufen, unterschiedlichen Grabfeldschemata, struktur- und raumbildender Bepflanzung (vor allem geschnittene Linden und Hecken) und Blickbeziehungen zu den Radebeuler Elbhängen, baugeschichtlich und sepulkralgeschichtlich, gartenkünstlerisch und ortsgeschichtlich bedeutend, besonders bedeutsam die speziell für diesen Friedhof entworfene Grabfeldschemata mit Heckeneinfassung. | 09304054 |
| Weitere Bilder | Emmauskirche und Kirchhof Kaditz                                                           | Kaditz, Altkaditz 27 (Karte)                        | um 1500 (Kirchhof)                                               | Sachgesamtheit Emmauskirche und Kirchhof Kaditz in seiner gewachsenen funktionellen und gestalterischen Einheit mit folgenden Einzeldenkmalen: Kirche, denkmalwerte Grabstätten, Kriegerdenkmal für Gefallene des 1. und 2. Weltkrieges und Kirchhofsmauer einschließlich drei Eingängen und Toren (ID-Nr. 09216974), dazu Kirchhof (Gartendenkmal), insbesondere die zu den ältesten Bäumen zählende Kaditzer Linde, eine ehemalige Gerichtslinde südlich des Gotteshauses; künstlerisch, ortsgeschichtlich und personengeschichtlich sowie landschaftsgestalterisch bedeutend. | 09217661 |
| Weitere Bilder | Alte Kirche Klotzsche; Kirchhof Altklotzsche                                               | Klotzsche, Altklotzsche 63a (Karte)                 | 1810/1811 (Kirchhof)                                             | Sachgesamtheit Kirchhof Altklotzsche mit folgenden Einzeldenkmalen: Kirche, Grabmäler, Syeniteinfriedung, zwei Zugänge und Treppe vor dem Haupteingang (Einzeldenkmal ID-Nr. 09218166) sowie der Fläche des Kirchhofes als Sachgesamtheitsteil, Anlage baugeschichtlich, künstlerisch, ortsgeschichtlich und städtebaulich bedeutend. | 09304286 |
| Weitere Bilder | Alter Friedhof Klotzsche                                                                   | Klotzsche, Am Hellerrand 2a (Karte)                 | 1886 (Friedhof)                                                  | Sachgesamtheit Alter Friedhof Klotzsche mit folgenden Einzeldenkmalen: Kapelle im Jugendstil, Leichenhalle, denkmalwerte Grabstätten sowie Einfriedungsmauer einschließlich Toranlage und Holztor, mit gliederndem Wegesystem, struktur- und raumbildender Alleenbepflanzung, Blickbeziehungen auf Hellerau und zum Wasserturm Klotzsche (Einzeldenkmalliste ID-Nr. 09218165); Friedhof in seiner gewachsenen funktionellen und gestalterischen Einheit baugeschichtlich, ortsgeschichtlich und personengeschichtlich sowie künstlerisch bedeutend. | 09306685 |
| Weitere Bilder | Neuer Friedhof Klotzsche                                                                   | Klotzsche, Am Friedhof 6 (Karte)                    | 1931–1932 (Friedhof)                                             | Sachgesamtheit Neuer Friedhof Klotzsche mit folgenden Einzeldenkmalen: Feierhalle, Nebengebäude, denkmalwerte Grabstätten und Einfriedungsmauer mit Eingangstoren (ID-Nr. 09218155) einschließlich Zaunsanlage (Sachgesamtheitsteil) und Friedhofsgestaltung (Gartendenkmal); Friedhof in seiner gewachsenen funktionellen und gestalterischen Einheit mit Feierhalle, Nebengebäude einschließlich Wirtschaftshof und Vorgarten, denkmalwerten Grabstätten, Brunnen, gliederndem Wegesystem mit zentralem Halbrund, Freitreppen und Trockenmauern, Granitsteinfreiflächen, struktur- und raumbildender Hecken- und Gehölzbepflanzung mit vier rotblühenden Kastanien im Eingangsbereich sowie Einfriedungsmauer einschließlich Zaunsanlage mit Eingangstoren, eine der gestalterisch eigenwilligsten Anlagen von Dresden, baugeschichtlich, gartenkünstlerisch, ortsgeschichtlich und personengeschichtlich bedeutend. | 09305882 |
| Weitere Bilder | Friedhof Langebrück                                                                        | Langebrück, Kirchstraße 44 (Karte)                  | 1278–1298 (Gründungsjahr)                                        | Sachgesamtheit Friedhof Langebrück mit folgenden Einzeldenkmalen: Friedhofskapelle, denkmalwerte Grabstätten, Einfriedungsmauer und Zaunsanlagen einschließlich Friedhofstor (ID-Nr. 09301763), Kirche mit Ausstattung (ID-Nr. 09284853), dazu die Friedhofsgestaltung (Gartendenkmal) mit Lindenallee; Friedhof in seiner gewachsenen funktionellen und gestalterischen Einheit mit gliederndem Wegesystem, struktur- und raumbildender Alleenbepflanzung und Blickbeziehungen aus der Lindenallee in die umliegende Landschaft, baugeschichtlich, gartenkünstlerisch und ortsgeschichtlich bedeutend. | 09303956 |
| Weitere Bilder | Kirche und Kirchhof Lausa                                                                  | Lausa, Königsbrücker Landstraße 375 (neben) (Karte) | um 1610 (Kirchhof)                                               | Sachgesamtheit Kirche und Kirchhof Lausa mit folgenden Einzeldenkmalen: Kirche, Einfriedungsmauer, Denkmale für die Gefallenen des 1. und 2. Weltkrieges und historischen Grabmalen sowie Lutherlinde als Gartendenkmal (ID-Nr. 09283933) und der Kirchhof als Sachgesamtheitsteil; von ortshistorischer, baugeschichtlicher und künstlerischer Bedeutung. | 09305950 |
| Weitere Bilder | Friedhof Bühlau                                                                            | Bühlau, Quohrener Straße 18 (Karte)                 | 1897 (Friedhof)                                                  | Sachgesamtheit Friedhof Bühlau in seiner gewachsenen funktionellen und gestalterischen Einheit mit folgenden Einzeldenkmalen: Friedhofskapelle, Einfriedungsmauer mit Zugangstoren und denkmalwerte Grabanlagen (ID-Nr. 09218379) sowie Friedhofsgestaltung (Gartendenkmal); mit gliederndem Wegesystem, Stützmauern und Treppen, struktur- und raumbildender Hecken- und Alleenbepflanzung, ortsgeschichtlich und sepulkralgeschichtlich sowie landschaftsgestaltend von Bedeutung. | 09305115 |
| Weitere Bilder | Kirchhof und Friedhof Weißig                                                               | Weißig, Hauptstraße 18; 19 (Karte)                  | um 1235 (Gründungsjahr); um 1925 (Leichenhalle)                  | Sachgesamtheit Kirchhof und Friedhof Weißig, mit folgenden Einzeldenkmalen: denkmalwerten Grabstätten, Gedenkstätte für Gefallene des 1. Weltkrieges einschließlich gartenkünstlerischer Gestaltung und Einfriedungsmauern einschließlich Toranlagen und Ziergittertoren sowie Zaunsanlagen (ID-Nr. 09303048) sowie Gestaltung des Kirchhofs (Gartendenkmal), außerdem Leichenhalle (Sachgesamtheitsteil); Kirchhof um die Dorfkirche einschließlich Erweiterungen zum Friedhof in seiner gewachsenen funktionellen und gestalterischen Einheit, mit gliederndem Wegesystem, struktur- und raumbildender Bepflanzung, Blickbeziehungen zum Hutberg, seltener, aus Kornelkirschen gebildeter Laube mit Sitzbänken, künstlerisch, ortsgeschichtlich und personengeschichtlich bedeutend. | 09301804 |

## Straßenbeleuchtung
| Bild | Bezeichnung                                   | Lage | Datierung                                            | Beschreibung | ID       |
| ---- | --------------------------------------------- | ---- | ---------------------------------------------------- | --- | -------- |
|      | Sachgesamtheit historische Straßenbeleuchtung |      | Ende 19. / Anfang 20. Jahrhundert (Stadtbeleuchtung) | System aus historischen Gasleuchten (auch elektrifizierte Leuchten), Verbindungsleitungen und Verteilerstationen auf dem Stadtgebiet von Dresden; technikhistorische, sozial- und stadtgeschichtliche Bedeutung | 09299952 |

## Ausführliche Denkmaltexte
1. ↑  
Schlosspark Pillnitz: Park ausgedehnt und mit gartenkünstlerischer Gestaltung, im Zentrum relativ regelmäßige Anlage des Lustgartens, dieser ursprünglich barock, später umgestaltet, regelmäßig auch das Kaiserstück hinter dem Bergpalais, offene Erweiterungen entlang des Elbufers mit Fährstück, Spieleinrichtungen des in der Grundstruktur erhaltenen Heckengartens und der Maille-Bahn, unregelmäßig, landschaftlich angelegter Bereich des Englischen Gartens (einer der ersten Englischen Gärten Sachsens) und in ähnlicher Ausführung, aber zeitlich später, der Holländische und Chinesische Garten, beachtenswerte Nadelgehölzsammlung (Koniferenhain) vor der Orangerie, Belebung des Neuen Palais durch Fliederhof, gesamte Schloss- und Parkanlage einzigartiges Ensemble der Gartenkunst und der Architektur vom Barock bis in die Neuzeit, baugeschichtlich, gartengestalterisch, künstlerisch, ortsgeschichtlich und landschaftsgestaltend bedeutend, als einstige Residenz der Wettiner zudem von besonderer Bedeutung für die Landesgeschichte (siehe Friedrichsgrund als vorromantisch-sentimentale Fortsetzung des Englischen Gartens).
2. ↑  
Der ursprüngliche Festungswall im 18. Jahrhundert zu einem Lustgarten und nach 1814 zu einer Promenade umgestaltet, die einzigartige Aussichtspromenade von Alexander von Humboldt treffend als »Balkon Europas« bezeichnet, entwickelte sich im Laufe des 19. Jahrhunderts zu einem Hauptanziehungspunkt für die Dresdner und die Gäste der Stadt, von der Elbe aus ortsbildprägend mit den als Platzwand dienenden rückwärtigen Gebäuden, dazu die Ansichten vom Georg-Treu-Platz, Hasenberg, Schloßplatz und Tzschirnerplatz, bauhistorisch, kunstgeschichtlich und ortsgeschichtlich, künstlerisch sowie städtebaulich bedeutend, dazu Teile des Fernwärmekanals (Brühlsche Gasse, ID-Nr. 09304122).
3. ↑  
Die ursprünglich barocke, mehrfach umgestaltete Gartenanlage einschließlich Lennéstraße, Stübelallee, Karcherallee, Tiergartenstraße und Lennéplatz in Teilen, mit Palais, Kavaliershäusern, den Fundamenten des Kavaliershauses E unter einem Sandplatz, der Sockelzone des Kavaliershauses H von Promenade mit Pergola überbaut, Theatern, Freilichtbühne, Nabeshima-Haus, Brücken, Brunnen, Skulpturen, Vasen, weiteren Gartenarchitekturen, See, Bassin und Teichen (Carolasee, Neuer Teich, Palaisteich usw.), Kanal, Parterres, Wiesen, Gärten (u. a. Botanischer), Baumbestand, Bepflanzung (Hauptallee 4b, 5, 6, 7, 8, 10, 12; Herkulesallee 1, Karcherallee 8, 10; Stübelallee 2 usw.), außerdem westliche Verlängerung der Herkulesallee, Bodenintarsie »Engel der Kulturen« ist nicht Teil des Kulturdenkmales.
4. ↑  
Sachgesamtheit Neustädter Markt und Hauptstraße mit folgenden Einzeldenkmalen: Reiterdenkmal August des Starken (siehe Einzeldenkmalliste – Neustädter Markt, ID-Nr. 09216862), acht Wohnhäusern (siehe Einzeldenkmalliste – Hauptstraße 9 – ID-Nr. 09214194, Hauptstraße 11 – ID-Nr. 09214195, Hauptstraße 13 – ID-Nr. 09214196, Hauptstraße 15 – ID-Nr. 09214197, Hauptstraße 17 – ID-Nr. 09214198, Hauptstraße 19 – ID-Nr. 09214199, Hauptstraße 21 – ID-Nr. 09214200), Wohnhaus (siehe Einzeldenkmalliste -Obergraben 2, ID-Nr. 09214251), zwei Brunnenanlagen (siehe Einzeldenkmalliste – Neustädter Markt, ID-Nr. 09306851), zwei Eckbrunnen, sog. Nymphenbrunnen (siehe Einzeldenkmalliste – Neustädter Markt, ID-Nr. 09214235), zwei Fahnenmasten mit Balustraden (siehe Einzeldenkmalliste – Neustädter Markt, ID-Nr. 09216863), acht barocken Figuren (derzeit im städtischen Lapidarium ehemalige Zionskirche untergestellt, 02.03.2017) sowie zwei Vasen ( beide, siehe Einzeldenkmalliste – Hauptstraße, ID-Nr. 09214192), Fragment aus der Trümmerbergung, Portal (siehe Einzeldenkmalliste – Hauptstraße 1, ID-Nr. 09214291), Kellergewölbe des Neustädter Rathauses (siehe Einzeldenkmalliste – Hauptstraße 1, ID-Nr. 09216935), Fragmenten aus der Trümmerbergung, Friese, Schlusssteine und Wappen (siehe Einzeldenkmalliste – Neustädter Markt, ID-Nr. 09216859), vier Reliefs zur Stadtgeschichte von Dresden (siehe Einzeldenkmalliste – Neustädter Markt, ID-Nr. 09307092), Platanenallee, Boulevard und Schmuckplatz einschließlich der Bereiche südlich von Großer Meißner Straße und Köpckestraße (siehe Einzeldenkmalliste – Hauptstraße und Neustädter Markt, ID-Nr. 09303117) und der kleinen Anlage westlich des Jägerhofes mit Brunnen »Blütenbaum« und Strukturwand / Betonformsteinwand (siehe Einzeldenkmalliste – Köpckestraße, ID-Nr. 09306272) sowie folgenden Sachgesamtheitsteilen: Hauptstraße 1, 1a, 3, 3a, 2, 4, 6, 8, 10, 12, 14, 16, 18, 20, 22, 24, 26, 28, 30, 32, 34 und Neustädter Markt 1, 2, 3, 4, 5, 6, 7, 8, 9, 10, 11, 12, 13, 14 (DDR-Plattenbauten), zwei Straßenbahnmasten, den Straßenfläche von Köpckestraße und Großer Meißner Straße sowie den Flächen an den Rückseiten der Häuserzeilen an Hauptstraße und Neustädter Markt; bemerkenswerte städtebauliche Figur und Planung sowie Freiflächengestaltung, geschichtlich, genauer ortsgeschichtlich und gartengeschichtlich, städtebaulich sowie künstlerisch, vor allem gartenkünstlerisch von Bedeutung.

Nach einer längeren Vorgeschichte mit der großflächigen Beseitigung von Kriegstrümmern, aber auch dem Abbruch erhaltenswerter und wiederaufbaufähiger Ruinen und unterschiedlichen Überlegungen zum Wiederaufbau der 1945 stark zerstörten Dresdner Innenstadt entstand 1974 bis 1979 am Neustädter Markt und der Hauptstraße ein neues Quartier mit Bauten des industriellen Wohnungsbaus (WBS 70) für Wohnungen und – in den Erdgeschossen – Geschäfte und Gastronomie. Auf der Westseite der Hauptstraße wurden einige erhalten gebliebene Gebäude saniert und sind wesentlicher Bestandteil dieses städtebaulichen Ensembles. Zwar blieb für die Hauptstraße (während der DDR: Straße der Befreiung) die ursprüngliche Idee einer das Stadtzentrum von Alt- und Neustadt in Süd-Nord-Richtung durchziehenden Fußgängermagistrale zwischen Hauptbahnhof und Albertplatz (DDR: Platz der Einheit) gültig. Allerdings ist hier 1979 (Vollendung auch als Prestigeobjekt anlässlich des 30. Jahrestages der DDR-Gründung) und damit zehn Jahre nach der weitgehenden Fertigstellung des südlichen Abschnitts (der Prager Straße) ein deutlicher Wandel der städtebaulichen Auffassungen festzustellen. Es wurden nicht mehr ausschließlich Neubauten, losgelöst von überkommenen Strukturen, errichtet, sondern einige historische Gebäude erhalten und einbezogen. Auch an die historische Bauflucht der Hauptstraße knüpfte man annähernd an. Allerdings wurde die bis 1945 erlebbare barocke städtebauliche Situation aufgegeben: Von den ursprünglich als Dreistrahl vom Markt in nördlicher Richtung ausgehenden Straßen behielt man nur die mittlere Achse der Hauptstraße bei, während die beiden seitlichen Achsen mit Plattenbauten überbaut wurden. Diese bilden symmetrische, im stumpfen Winkel abknickende Flügel.

Zu betonen ist die bemerkenswerte Freiflächengestaltung, die historische und neue Gestaltungselemente miteinander verbindet und wirkungsvoll in Beziehung zueinander setzt. Mittels Ornamentpflaster und umlaufender Stufenarchitektur hervorgehoben, ist der „Goldene Reiter“ Zentrum und Bezugspunkt der gesamten Anlage geblieben. Neben dem Reiterstandbild und den ehemaligen Eckbrunnen von Johann Benjamin Thomae (Kopien 1938 wohl von Paul Polte) gehört auch das Paar Fahnenmasten mit Balustraden zum älteren Bestand. Vor allem letztere leiten optisch in die Hauptstraße über. Die beiden modernen Wasserspiele von Friedrich Kracht in den Winkeln der seitlichen Flügel sind als Ausdruck ihres Anspruchs von großzügigen Freiflächen umgeben. Von Anfang an geplante »Baumblöcke« von Platanen zu beiden Seiten des Reiterstandbildes verbinden die seitlichen Bereiche mit der Platzmitte und knüpfen an die Platanen der Hauptstraße an.

Mit der Geste sich weit nach außen öffnender Flügel wird in zeitgenössischer Form und mit den damals vorhandenen technischen Möglichkeiten der barocke Duktus der Hauptstraße neu interpretiert. Es überlagern sich zwei städtebauliche Freiraumfiguren: die Hauptstraße als Boulevard und der Neustädter Markt als Schmuckplatz. Dazu gehört die Einbeziehung der Silhouette der Altstadt als vierte Platzseite. Im Zentrum stehen als große Geste der Goldene Reiter und repräsentative Wasserkünste, während die Flanken des Platzes beruhigt sind. Dies beschert ihm sowohl eine durchdachte Funktionalität als auch mittels individuell gestalteter Ausstattungselemente eine hohe Verweilqualität. Das ist in dieser Konsequenz für das Gebiet der DDR ein frühes und gleichermaßen bemerkenswertes Beispiel.

Der Neustädter Markt ist ein Kulturdenkmal im Sinne von § 2 Abs. 1 SächsDSchG, an dessen Erhaltung wegen seiner ortsgeschichtlichen, städtebaulichen, gartengeschichtlichen und gartenkünstlerischen Bedeutung ein öffentliches Interesse besteht. Hierbei kommt auch den Bauten des industriellen Wohnungsbaus insofern ein Denkmalwert als Beitrag zu einer Denkmalsachgesamtheit zu, als sie die Raumkanten der Hauptstraße und des Neustädter Marktes bilden und deshalb mit zu betrachten sind. Für das öffentliche Erhaltungsinteresse ist eine grundlegende Voraussetzung, dass die Notwendigkeit der Erhaltung einer Sache entweder ins Bewusstsein der Bevölkerung eingegangen ist oder von einem breiten Kreis von Sachverständigen getragen wird. Das LfD hat die Überzeugung gewonnen, dass zumindest letzteres zutrifft.
5. ↑  
Denkmaltext: Die Achse der Königstraße vom Palaisplatz bis zum Albertplatz wurde ab 1731 als zweite Hauptstraße der „Neuen Königstadt“ angelegt. Sie entstand unter maßgeblicher Mitwirkung des berühmtesten sächsischen Barockbaumeisters, Matthäus Daniel Pöppelmann, der die vorgeschriebene einheitliche Fassadenarchitektur entwarf. Die Königstraße ist als einzige städtebauliche Achse Dresdens aus der ersten Hälfte des 18. Jahrhunderts, die sich weitgehend mit ihrer ursprünglichen Bebauung erhalten hat, von singulärer Bedeutung. Als Werk Pöppelmanns besitzt sie außerdem einen besonderen architekturhistorischen Wert (LfD/2014).
6. ↑  
Villenbebauung: Goetheallee 6: Villa und Villengarten (ID-Nr. 09212754) sowie Einfriedung als Sachgesamtheitsteil, Goetheallee 8: Villa, Nebengebäude, Villengarten und Einfriedung (ID-Nr. 09212756), Goetheallee 10: Villa, Villengarten und Einfriedung (ID-Nr. 09212759), Goetheallee 12: Villa, Villengarten und Einfriedung (ID-Nr. 09212753), Goetheallee 14: Villa und Villengarten (ID-Nr. 09212751) sowie Einfriedung als Sachgesamtheitsteil, Goetheallee 18: Villa, Villengarten und Einfriedung (ID-Nr. 09212745), Goetheallee 20: Villa und Villengarten (ID-Nr. 09212746) sowie Einfriedung als Sachgesamtheitsteil, Goetheallee 22: Villa, Villengarten und Einfriedung (ID-Nr. 09212744), Goetheallee 24: Villa, Villengarten und Einfriedung (einschließlich rückwärtiger Pforte), Nebengebäude, Pavillon und seitlicher Terrasse (ID-Nr. 09212741), Goetheallee 26a: rückwärtige Pforte im neogotischen Stil (ID-Nr. 09212602), Goetheallee 28: Villa, Villengarten und Einfriedung (ID-Nr. 09212737), Händelallee 3: Villa (ID-Nr. 09212803) sowie Garten und Einfriedung als Sachgesamtheitsteile, Händelallee 11: Mietvilla (ID-Nr. 09212805) sowie Garten und Einfriedung als Sachgesamtheitsteile, Loschwitzer Straße 1: Villa, Villengarten und Einfriedung (ID-Nr. 09212806), Loschwitzer Straße 5, 5a: Villa und Hintergebäude (ID-Nr. 09212811) sowie Garten und Einfriedung als Sachgesamtheitsteile, Loschwitzer Straße 7: Villa, Villengarten und Einfriedung (ID-Nr. 09212813), Loschwitzer Straße 13: Villa und Villengarten (ID-Nr. 09212839) sowie Einfriedung als Sachgesamtheitsteil, Loschwitzer Straße 15: Villa und Villengarten (ID-Nr. 09212837) sowie Einfriedung als Sachgesamtheitsteil, Loschwitzer Straße 17: Villa, Villengarten und Einfriedung (ID-Nr. 09212864), Loschwitzer Straße 19: Villa, Villengarten und Einfriedung (ID-Nr. 09212863), Loschwitzer Straße 21: Villa mit zwei Seitengebäuden, Villengarten, Gartenplastik und Einfriedung (ID-Nr. 09212862), Loschwitzer Straße 23: Villa und Villengarten (ID-Nr. 09212867) sowie Einfriedung als Sachgesamtheitsteil, Loschwitzer Straße 27: Villa und Villengarten (ID-Nr. 09212868) sowie Einfriedung als Sachgesamtheitsteil, Loschwitzer Straße 31, 31a:Villa mit Hintergebäude, Villengarten und Einfriedung (ID-Nr. 09212869), Loschwitzer Straße 33: Villa (ID-Nr. 09212870) sowie Garten und Einfriedung als Sachgesamtheitsteile, Loschwitzer Straße 35: Villa (ID-Nr. 09212872) sowie Garten und Einfriedung als Sachgesamtheitsteile, Lothringer Weg 1: Villa mit Nebengebäude (einst Remise und Kutscherwohnung), überdachter Pforte und Pergola, Villengarten, Gartenterrasse, Brunnen mit Plastik und Einfriedung (ID-Nr. 09212748); Lothringer Weg 3: Mietvilla, Villengarten und Einfriedung (ID-Nr. 09212865); Prellerstraße 6: Villa (ID-Nr. 09212779) sowie Garten und Einfriedung als Sachgesamtheitsteile, Prellerstraße 10: Mietvilla (ID-Nr. 09212784) sowie Garten und Einfriedung als Sachgesamtheitsteile, Prellerstraße 14: Villa (ID-Nr. 09212786) sowie Garten und Einfriedung als Sachgesamtheitsteile, Prellerstraße 18: Hotel (ehem.) mit Hintergebäude (ID-Nr. 09212788) sowie Garten als Sachgesamtheitsteil, Vogesenweg: Königsheim-Denkmal (ID-Nr. 09306649), Vogesenweg 4: Villa mit kleinem Gartenhaus, Villengarten und Einfriedung (ID-Nr. 09212736), Vogesenweg 6: Villa und Villengarten (ID-Nr. 09216934), Waldparkstraße 1: Villa (ID-Nr. 09212735) sowie Garten und Einfriedung als Sachgesamtheitsteile, Waldparkstraße 3: Villa (ID-Nr. 09212778) sowie Garten und Einfriedung als Sachgesamtheitsteile, sowie den Gärten: Goetheallee 14a, 14 b, 26a, 26b, 28a, Händelallee 5, 7, 9, 9a, 13, 15, 17, 19, 21, 23, Loschwitzer Straße 3, 3a, 3b, 9, 11, 11a, 15a, 15, 25, 29, 29a, Prellerstraße 8, 12, 12a, Vogesenweg 5, 8, 9, 12 Waldparkstraße 2, 2a, als Sachgesamtheitsteile.
7. ↑  
Denkmaltext: Das Sachsenbad und das Bibliotheks- sowie Wohngebäude an der Ecke Wurzener Straße im Dresdner Stadtteil Pieschen wurden 1929 nach einem Entwurf des Stadtbaurates Paul Wolf als Dominante eines ausgedehnten Sportparks errichtet, umgeben von mehreren Kleinwohnungs-Siedlungen. Beide verband ein gedeckter Gang, der auch als Zugang zur anliegenden Sportplatzanlage gedacht war. Auf einem Bebauungsplan Dresden-Pieschens vom April 1941 kann man seine Intensionen sehr schön nachvollziehen, da manches davon unvollendet blieb. Hier erahnt man auch ein nördlich geplantes Außenbecken. Die begrünte Platzanlage im Winkel zwischen Wurzener Straße und Rehefelder Straße vollendete das Ensemble. Das große Hallenbad und die städtische Volksbücherei waren als gesellschaftlicher und städtebaulicher Mittelpunkt des Quartiers geplant, das unterschiedliche Funktionen wie Bildung, Sport und Wohnen miteinander verband. Der Zusammenhang mit dem südlich davon gelegene Wohnblock des Architekten Hans Richter, einer ganz konsequent im Bauhausstil errichteten Anlage, ist unverkennbar, geht er doch in dieselbe architektonische Richtung. Von Belang für die Außenanlagen ist auch der Umstand, dass sie von Wolf als Teil eines Grünzugs von der Leipziger Straße im Süden bis zur Eisenbahntrasse im Norden geplant war.

Die Sachgesamtheit des Sachsenbades ist eines der beeindruckendsten Dresdner Ensembles des Neuen Bauens, was seine baugeschichtliche und künstlerische Bedeutung begründet. Dabei besitzt die gesamte Anlage ohne Zweifel Seltenheitswert. Als herausragendes städtisches Projekt der Weimarer Republik das Funktionen wie Bildung, Sport und Wohnen miteinander verband hat sie auch einen ortsgeschichtlichen und sozialgeschichtlichen Wert (LfD/2015).
8. ↑  
Denkmaltext

Abgesehen davon das Teile des Leipziger Bahnhofs, Dresden, Eisenbahnstraße 1, 2 als Einzeldenkmale gelten, erfüllt er insgesamt, vor allem mit den dominant in Erscheinung tretenden, großen Pflasterflächen, den zahlreichen, an den Böden entlang laufenden Laderampen, vereinzelten Gehwegen, diversen Gleisführungen und einem mit Bäumen bestandenen Ruheplatz für das Bahnpersonal, auch die Voraussetzungen eines Kulturdenkmals im Sinne einer Sachgesamtheit gemäß § 2 Abs. 1 SächsDSchG, da wegen seiner baugeschichtlichen und ortsgeschichtlichen Bedeutung sowie seines singulären verkehrsgeschichtlichen Wertes ein öffentliches Erhaltungsinteresse besteht.

Der erste (alte) Leipziger Bahnhof von Dresden war am 7./8. April 1839 als Endpunkt der ersten deutschen Fernreisebahnlinie Dresden – Leipzig feierlich eingeweiht worden. Er bestand aus drei Hauptgebäuden (Personen-Halle, Expedition und Restauration), die durch zwei konvexe Arkaden miteinander verbunden waren, verschiedene Zweckbauten und einer Drehscheibe. Mit Vollendung des 1847 in direkter Nachbarschaft entstandenen Schlesischen Bahnhofs (Neustädter Bahnhof) sowie dem Bau der Eisenbahn-Marienbrücke 1852 zum Anschluss an den Böhmischen Bahnhof (Hauptbahnhof), führten erste entscheidende Um- und Neubauten an den bestehenden Anlagen (Gebäuden und Gleisführungen) an Stelle des vorherigen zu einem neuen zweiten Bahnhof mit Durchgangsverkehr. Er zeigte einen langgestreckten, pavillonartigen Komplex mit Ankunftshalle von Leipzig, Abgangshalle nach Leipzig sowie Ankunfts- und Abgangshalle von und nach Prag, dazu ein separates Maschinenhaus und Schuppen. Durch das sich stetig entwickelnde Bahnnetz kam es bis 1857, die Einweihung fand am 19. Mai des Jahres statt, zur Entstehung eines dritten Leipziger Bahnhofs, näher zur Großenhainer Chaussee (Großenhainer Straße) hin verlagert. Dessen Personenbahnhof, nunmehr mit Ankunftshalle, Abgangshalle und »Prager Halle« (auch für den Verkehr von und nach Wien) griff die Grundform der Vorgängeranlage, von der es leider keine Ansichten gibt, auf. Zwei Bauten von 1839, die einstige Expedition und Restauration, hatte man noch einmal integriert. Wohl von 1874-1875 entstanden auf dem an der Leipziger Straße gelegenen Gelände gesonderte Gleisanlagen mit Güterböden.

In den Jahren 1890 bis 1901 folgte das große Vorhaben der völligen Neugestaltung der Dresdner Bahnanlagen. Die Bahnkörper wurden als kreuzungsfreie Verkehrsführung, dem Beispiel anderer Großstädte folgend, hochgelegt, was auch den Wegfall der »Prager Halle« zur Folge hatte. Damit bildete der südliche Eckbau der vordem mittigen Abgangshalle mit zentralem Zugang des Bahnhofs den neuen Abschluss. Zwischenzeitlich errichtete man 1898-1899 ein Dienstgebäude für die Güterverwaltung und einen Güterboden mit Klinkerfassaden. Mit der Inbetriebnahme des Neustädter Bahnhofs, an Stelle des Schlesischen Bahnhofs, am 1. März 1901 war für die Leipziger Strecke eine neue Linienführung realisiert. Die Anlagen des Leipziger Bahnhofs wurden frei und zum Güterbahnhof Dresden-Neustadt umgewandelt. Die verbliebenen Teile des dritten Personenbahnhofs dienten bis zu seiner Kriegszerstörung 1945 und nach teilweiser Instandsetzung weitere Jahre danach dem Express- bzw. Eilgutverkehr der Bahn.

Von den erwähnten Baulichkeiten haben sich bis heute wesentliche Teile der Abgangshalle mit Uhrturm und der Ankunftshalle des 1857-1859 entstanden dritten Personenbahnhofs erhalten. Hinzu kommen drei der Güterböden aus der Zeit von 1874 bis 1875. Sie beeindrucken durch verputztes Sandsteinquadermauerwerk, Rundbögen und schmale Verladerampen, von weit auskragenden Dächern auf hölzernen Zierkonsolen geschützt. Etwa in der Mitte des Areals dominieren die beiden Klinkerbauten aus dem Ende des 19. Jahrhunderts, wobei das Dienstgebäude nicht gänzlich überkommen ist. Bis 1925 ergänzte man den Güterbahnhof um ein äußerlich schlichtes Dienstgebäude an der Ostseite. Es steht bis heute für die versachlichte Architektursprache seiner Zeit. Einige der Gebäude werden bis jetzt genutzt. Neben den Bauten finden sich auf dem Gelände Einfriedungen, ausgedehnte Pflasterflächen für den straßenseitigen Fahrzeugtransport und, wie bereits erwähnt, zahlreiche Laderampen, darunter eine mit Überdachung, sowie mindestens ein erhaltenes Gleis. Leider wurden alle anderen Gleise für den Bahntransport abgebaut. Aber ihre einstigen Gleisführungen, markiert durch Schotter und Schwellen, künden noch heute von der einst großzügigen Anlage. An der südwestlich Ecke des Bahnhofs fällt durch seine Bauweise ein zu DDR-Zeiten entstandener neuer und seinerzeit moderner Güterboden auf.

Die baugeschichtliche Bedeutung des gesamten Bahnhofs über dem Grundriss einer Gleisharfe ergibt sich aus der Zeitzeugenschaft der Baulichkeiten für die Bahnhofsarchitektur über mehrere Jahrzehnte von der Mitte des 19. Jahrhunderts bis in die DDR-Zeit. Dabei besonders erwähnenswert sind die erhaltenen Teile der Abgangshalle mit Uhrturm, die einen Großteil der Fassadengestaltung aus der Entstehungszeit noch anschaulich machen. Trotz deren fragmentarischen Charakters, zeigen die vorhandenen Elemente die damalige qualitativ hochwertige Architekturauffassung und lassen die Dimension des ursprünglichen Gebäudekomplexes deutlich werden. Die Güterbögen wirken schon durch ihre schiere Größe und belebende Elemente, wie die erwähnten Holzkonsolen oder die unterschiedlich farbig gestalteten Fronten des Bodens von 1898–1899.

Der Leipziger Bahnhof ist als frühester Standort der Dresdner Eisenbahngeschichte zudem von besonderer ortsgeschichtlicher Bedeutung und besitzt als Endpunkt der ersten deutschen Fernreisebahnlinie einen singulären verkehrsgeschichtlichen Wert. Abgesehen von den bisher als Kulturdenkmal erfassten Teilen des Bahnhofs, handelt es sich bei ihm wegen des Funktionszusammenhangs im Zusammenspiel mit den mehrfach genannten Gründen um ein Kulturdenkmal im Sinne einer Sachgesamtheit. Die einzelnen Elemente des Bahnhofs wirken zusammen und fügen sich zu einem einheitlichen Ganzen. Sie sind somit als eine zusammenhängende Gesamtanlage aufzufassen und gemeinsam zu betrachten (LfD/2022).
9. ↑  
Die Gartenstadt besitzt folgende Einzeldenkmale: Am Dorffrieden 3/5/7/9/11/13/15/17/19/21 (ID-Nr. 09210016), Am Dorffrieden 4/6/8/10 (ID-Nr. 09210027), Am Dorffrieden 12 (ID-Nr. 09210031), Am Grünen Zipfel 1 (ID-Nr. 09210032), Am Grünen Zipfel 2 (ID-Nr. 09210088), Am Grünen Zipfel 3/5/7/9/11/13/15/17/19 (ID-Nr. 09210033), Am Grünen Zipfel 4/6 (ID-Nr. 09210089), Am Grünen Zipfel 8 (ID-Nr. 09210090), Am Grünen Zipfel 10/12/14/16/18/20/22/24/26 (ID-Nr. 09210091), Am Grünen Zipfel 21 (ID-Nr. 09210042), Am Grünen Zipfel 23/25/27/29/31/33/35/37/39/41/43/45 (ID-Nr. 09210045), Am Grünen Zipfel 28/30/32/34/36/38 (ID-Nr. 09210100), Am Grünen Zipfel 40 (ID-Nr. 09210106), Am Grünen Zipfel 42/44 (ID-Nr. 09210107), Am Grünen Zipfel 46/48/50/52/54/56/58/60/62/64/66 (ID-Nr. 09210109), Am Grünen Zipfel 47 (ID-Nr. 09210056), Am Grünen Zipfel 49 (ID-Nr. 09210057), Am Grünen Zipfel 51/53/55/57/59/61/63/65/67 (ID-Nr. 09210058), Am Grünen Zipfel 68 (ID-Nr. 09210120), Am Grünen Zipfel 69/71/73/75 (ID-Nr. 09210067), Am Grünen Zipfel 70/72/74/76/78 (ID-Nr. 09210121), Am Grünen Zipfel 77/79/81/83/85/87/89/91/93/95/97/99/101 (ID-Nr. 09210071), Am Grünen Zipfel 80/82/84/86/88/90/92/94/96/98 (ID-Nr. 09210126), Am Grünen Zipfel 103 (ID-Nr. 09210084), Am Grünen Zipfel 105 (ID-Nr. 09210085), Am Grünen Zipfel 107 (ID-Nr. 09210086), Am Grünen Zipfel 109 (ID-Nr. 09210087), Am Hellerrand 1/3/5/7/9/11/13/15 (ID-Nr. 09210136), Am Hellerrand 17/19/21/23/25/27 (ID-Nr. 09210143), Am Pfarrlehn 2/4/6/8/10/12 (ID-Nr. 09210271), Am Pfarrlehn 14 (ID-Nr. 09210276), Am Pfarrlehn 16 (ID-Nr. 09210277), Am Pfarrlehn 36 (vor) Brunnen (ID-Nr. 09210270), Am Pilz 2 (ID-Nr. 09210419), Am Schänkenberg 1/3/5/7/9/11/13/15 (ID-Nr. 09210073), Am Schänkenberg 2 (ID-Nr. 09210349), Am Schänkenberg 4/6/8/10/12/14/16/18/20/22/24/26 (ID-Nr. 09210164), Am Schänkenberg 17/19 (ID-Nr. 09210195), Am Schänkenberg 21 (ID-Nr. 09210196), Am Schänkenberg 23 (ID-Nr. 09210197), Am Schänkenberg 28/30 (ID-Nr. 09210176), Am Schänkenberg 32 (ID-Nr. 09210177), Am Schänkenberg 34 (ID-Nr. 09210178), Am Schänkenberg 36 (ID-Nr. 09210179), Am Schänkenberg 38/40/42/44 (ID-Nr. 09210180), Am Schänkenberg 46/48/50 und Ruscheweg 20 (ID-Nr. 09210184), Am Schützenfelde 1/3 (ID-Nr. 09210198), Am Schützenfelde 2/4/6/8 (ID-Nr. 09210227), Am Schützenfelde 5/7/9/11/13/15/17/19/21/23 (ID-Nr. 09210200), Am Schützenfelde 10/12/14/16/18/20/22/24/26 (ID-Nr. 09210231), Am Schützenfelde 25/27 (ID-Nr. 09210210), Am Schützenfelde 28/30/32/34 (ID-Nr. 09210240), Am Schützenfelde 29/31/33/35/37 (ID-Nr. 09210212), Am Schützenfelde 39/41/43/45 (ID-Nr. 09210217), Am Schützenfelde 47/49/51/53 (ID-Nr. 09210221), Am Schützenfelde 55/57 (ID-Nr. 09210225), Am Sonnenhang 1 (ID-Nr. 09210244), Am Sonnenhang 2 (ID-Nr. 09210254), Am Sonnenhang 3 (ID-Nr. 09210245), Am Sonnenhang 4 (ID-Nr. 09210255), Am Sonnenhang 5 (ID-Nr. 09210246), Am Sonnenhang 6 (ID-Nr. 09210256), Am Sonnenhang 7 (ID-Nr. 09210247), Am Sonnenhang 8 (ID-Nr. 09210257), Am Sonnenhang 9 (ID-Nr. 09210248), Am Sonnenhang 11 (ID-Nr. 09210249), Am Sonnenhang 13 (ID-Nr. 09210250), Am Sonnenhang 15 (ID-Nr. 09210251), Am Sonnenhang 17 (ID-Nr. 09210252), Am Sonnenhang 19 (ID-Nr. 09210253), Am Talkenberg 1 (ID-Nr. 09210258), Am Talkenberg 2/4/6/8/10/12/14/16/18 und Ruscheweg 27 (ID-Nr. 09210259), Am Talkenberg 3 (ID-Nr. 09210268), Am Talkenberg 5 (ID-Nr. 09210269), Am Talkenberg 7 (ID-Nr. 09210260), Am Talkenberg 9 (ID-Nr. 09214341), Am Talkenberg 11 (ID-Nr. 09214342), Am Talkenberg 13 (ID-Nr. 09214343), Am Talkenberg 15 (ID-Nr. 09214344), Am Talkenberg 20 (ID-Nr. 09210278), An der Winkelwiese 1/3 und Am Hellerrand 29 (ID-Nr. 09210279), An der Winkelwiese 2/4 (ID-Nr. 09210288), An der Winkelwiese 5/7 (ID-Nr. 09210281), An der Winkelwiese 6/8/10/12 und Am Dorffrieden 2 (ID-Nr. 09210289), An der Winkelwiese 9/11/13/15 (ID-Nr. 09210283), An der Winkelwiese 14/16/18/20/22 und Am Dorffrieden 1 (ID-Nr. 09210293), An der Winkelwiese 17/19 (ID-Nr. 09210287), An der Winkelwiese 24 und Karl-Liebknecht-Straße 16 (ID-Nr. 09210298), Auf dem Sand 1 (ID-Nr. 09210299), Auf dem Sand 3 (ID-Nr. 09210313), Auf dem Sand 4 (ID-Nr. 09210300), Auf dem Sand 5 (ID-Nr. 09210304), Auf dem Sand 6 (ID-Nr. 09210301), Auf dem Sand 7 (ID-Nr. 09210040), Auf dem Sand 8 (ID-Nr. 09210302), Auf dem Sand 9 (ID-Nr. 09210305), Auf dem Sand 10 (ID-Nr. 09210303), Auf dem Sand 11 (ID-Nr. 09210306), Auf dem Sand 12 (ID-Nr. 09210312), Auf dem Sand 13/15 (ID-Nr. 09210307), Auf dem Sand 16 (ID-Nr. 09210314), Auf dem Sand 17 (ID-Nr. 09210309), Auf dem Sand 19 (ID-Nr. 09210310), Auf dem Sand 21 (ID-Nr. 09210311), Auf dem Sand 26 (ID-Nr. 09210318), Auf dem Sand 27a (ID-Nr. 09210315), Auf dem Sand 29 (ID-Nr. 09210316), Beim Gräbchen 1/3/5/7 (ID-Nr. 09210317), Beim Gräbchen 2 (ID-Nr. 09210323), Beim Gräbchen 4 (ID-Nr. 09210324), Beim Gräbchen 6/8/10/12/14/16 (ID-Nr. 09210325), Beim Gräbchen 9/11 (ID-Nr. 09210321), Beim Gräbchen 13/15 (ID-Nr. 09210322), Brunnenweg 18 (ID-Nr. 09210441), Brunnenweg 20 (ID-Nr. 09210442), Friedersdorfer Weg 27 (ID-Nr. 09210430), Grüne Telle 4 (ID-Nr. 09210444), Grüne Telle 5 (ID-Nr. 09210446), Grüne Telle 6 (ID-Nr. 09210445), Heideweg 9/11 (ID-Nr. 09210335), Heideweg 10/12 (ID-Nr. 09210331), Heideweg 13 (ID-Nr. 09210332), Heideweg 15 (ID-Nr. 09210350), Heideweg 20 (ID-Nr. 09210413), Heideweg 22 (ID-Nr. 09210333), Heideweg 24/26 (ID-Nr. 09210334), Heideweg 28 (ID-Nr. 09210337), Heinrich-Tessenow-Weg 2/4/6 (ID-Nr. 09210434), Heinrich-Tessenow-Weg 8/10 (ID-Nr. 09210435), Heinrich-Tessenow-Weg 20 (ID-Nr. 09210436), Heinrich-Tessenow-Weg 26 (ID-Nr. 09210437), Heinrich-Tessenow-Weg 28 (ID-Nr. 09210438), Hendrichstraße 3/5/7 (ID-Nr. 09210336), Hendrichstraße 9/11/13/15/17/19/21/23/25/27 (ID-Nr. 09210339), Hirtenweg 1/3 (ID-Nr. 09210351), Hirtenweg 2/4/6/8/10/12/14 (ID-Nr. 09210352), Hirtenweg 11 (ID-Nr. 09210443), Karl-Liebknecht-Straße 1/3/5/7/9/11/13 (ID-Nr. 09210359), Karl-Liebknecht-Straße 2/4/6/8/10/12/14 (ID-Nr. 09210368), Karl-Liebknecht-Straße 15 (ID-Nr. 09210366), Karl-Liebknecht-Straße 56 (ID-Nr. 09210375), Karl-Liebknecht-Straße 58/58a (ID-Nr. 09210041), Karl-Liebknecht-Straße 73 (ID-Nr. 09305871), Karl-Liebknecht-Straße 79 (ID-Nr. 09210432), Karl-Liebknecht-Straße 81 (ID-Nr. 09210433), Kurzer Weg 1/3/5/7 (ID-Nr. 09210376), Kurzer Weg 2 (ID-Nr. 09210377), Kurzer Weg 4 (ID-Nr. 09210381), Kurzer Weg 9/11 (ID-Nr. 09210382), Markt 1/2/3/4/5/6 (ID-Nr. 09210150), Markt 8/9/10 (ID-Nr. 09210156), Markt 11/12/13 (ID-Nr. 09210159), Markt 14/15 (ID-Nr. 09210162), Moritzburger Weg Flst. 505a (ID-Nr. 09210431), Moritzburger Weg 19/21/23/25/27/29/31/33/35/37/39 (ID-Nr. 09210420), Moritzburger Weg 46 (ID-Nr. 09210447), Moritzburger Weg 67/67a (ID-Nr. 09210387), Moritzburger Weg 69/71/73 (ID-Nr. 09210383), Moritzburger Weg 75 (ID-Nr. 09210386), Ruscheweg 1 (ID-Nr. 09210388), Ruscheweg 2 (ID-Nr. 09210402), Ruscheweg 3 (ID-Nr. 09210389), Ruscheweg 5/11 (ID-Nr. 09210390), Ruscheweg 7/9 (ID-Nr. 09210391), Ruscheweg 10/12/14/16/18 und Am Schänkenberg 25 (ID-Nr. 09210403), Ruscheweg 13 (ID-Nr. 09210394), Ruscheweg 15/17/19/21/23/25 (ID-Nr. 09210395), Tännichtweg 1 (ID-Nr. 09210409), Tännichtweg 2 (ID-Nr. 09210415), Tännichtweg 3 (ID-Nr. 09210410), Tännichtweg 5 (ID-Nr. 09210411), Tännichtweg 6/8 (ID-Nr. 09210416), Tännichtweg 7 (ID-Nr. 09210439), Tännichtweg 9 (ID-Nr. 09210412), Tännichtweg 11 (ID-Nr. 09210418), Tännichtweg 12 (ID-Nr. 09210044), Tännichtweg 14 (ID-Nr. 09210417) sowie Großgrün und Einfriedungen als Sachgesamtheitsteile.
10. ↑  
Baugruppe Bärwalder Straße mit folgenden Einzeldenkmalen: Bärwalder Straße 1, 2, 3, 4, 5, 6, 7, 8, 9, 10, 11, 12, 13, 14, 15, 16, 17, 18, 19, 21, 23, 25, 27, 29, 31 (ID-Nr. 09215399, ID-Nr. 09215397, ID-Nr. 09215402, ID-Nr. 09215400, ID-Nr. 09215403, ID-Nr. 09215401), Hechtstraße 85, 87, 89, 91, 93, 95, 97, 99, 101, 103, 105, 107, 109, 111, 113, 115, 117, 119, 121, 123, 125, 127, 129, 131, 133, 135 (ID-Nr. 09304395, ID-Nr. 09215399, ID-Nr. 09215397, ID-Nr. 09215402, ID-Nr. 09215394), Niederauer Platz 1, 2, 3, 4, 5, 6, 7, 8, 9 (ID-Nr. 09215402, ID-Nr. 09215403), Niederauer Straße 2, 4, 6, 8, 10, 12, 14, 16, 18, 20 (ID-Nr. 09215406, ID-Nr. 09215407), Ottendorfer Straße 14, 16, 17,  18, 19, 20, 21, 22, 23, 25 (ID-Nr. 09215402, ID-Nr. 09215408), Seifersdorfer Straße 9, 11, 13, 15, 17, 19, 21, 23 (ID-Nr. 09215410) Niederauer Straße 23 (ID-Nr. 09304394) außerdem mit folgenden 18 Reihenhausgruppen (98 Einfamilienhäuser) als Sachgesamtheitsteilen: Bärnsdorfer Straße 116, 118, 120, 122, 124, 126, 128, 130, 132, 134, 136, 138, 140, 142, 144, 146, 148, 150, 152, 154, 156, 158, 160, 162, 164, 166, 168, 170, 172, 174, 176, 178, 180, 182, 184, 186, 188, 190, 192, 194, Berbisdorfer Straße 1, 3, 5, 7, 9, Ebersbacher Weg 1, 2, 3, 4, 5, 6, Medinger Weg 1, 2, 3, 4, 5, Naunhofer Weg 1, 2, 3, 4, 5, 6, 7, Niederauer Straße 1, 3, 5, 7, 9, 11, 13, 15, 17, 19, 21, 25, 27, 29, 31, 33, 35, 37, 39, 41, 43, 45, Oberauer Straße 2, Seifersdorfer Straße 2, 4, 6, 8, 10, Wilschdorfer Straße 13, 14, 15, 16, Würschnitzer Weg 1, 2, 3, sowie dem Doppelwohnhaus Oberauer Straße 4/6 und den Grünanlagen als Sachgesamtheitsteile.
11. ↑  
Denkmaltext: Die im Auftrag des Dresdner Spar- und Bauverein geplante Wohnsiedlung wurde 1929/30 auf Planungsgrundlage der Architekten Paul Beck und Leo Hoese im Bereich der Gabelung von Boxdorfer und Volkersdorfer Straße gebaut. Die Siedlungsanlage wurde in zwei Phasen ausgeführt : den ersten Bauabschnitt,  der Boxdorfer/Volkersdorfer Straße, errichtete man in Zeilenbauweise, der zweite, etwas jüngere Bauabschnitt umfasst die Gebäude der Hellerauerstraße. Sie ist,  nach Plänen Willimartin Rombergers, in geschlossener Blockrandbebauung gebaut. Der viergeschossige Kopfbau der Anlage liegt im Gabelungsbereich der beiden Straßen. Er besitzt große Loggien und  trägt den Schriftzug des Bauvereins. Die hinter ihm platzierten, zugunsten der bestmöglichen Lichtversorgung in Nord-Süd-Ausrichtung angeordneten Gebäude sind dreigeschossig. An den zurückgesetzten Eckbauten (viergeschossig) befinden sich über Eck gestellte Standerker. Alle Häuser sind einfach geputzt und besitzen Walmdächer. Als weiteres Schmuckelement sind die Fenstersprossen zu nennen. Die Anlage ist ein Zeugnis des Siedlungsbaus der späten zwanziger Jahre in Dresden und geprägt durch traditionelles Gedankengut und Ideen der Neuen Sachlichkeit. Ihr Denkmalwert ergibt sich aus der bau- und sozialgeschichtlichen sowie ortsbildprägenden Bedeutung (LfD/2013).
12. ↑  
Denkmaltext: Die 203 Wohneinheiten umfassenden Anlage der so genannten Palmie-Häuser entstand von 1912 bis 1914 und 1926, der Entwurf stammt vom Architekten Heinrich Koch. Die Bauten sind dreigeschossig mit ausgebauten Mansarddächern, die Dachzone ist durch verschiedene Gaupen und Dachhäuser aufgelockert, die Fassaden durch Gesimse und Verdachungen sowie farblich hervorgehobene Putzflächen gegliedert. Die Eingänge sind mit kleinen Portiken gestaltet. Interessant ist der Versuch, die Innenhöfe sehr aufgelockert und different zu gestalten. Balkone sind sekundär. Die Gebäude besitzen stadtbaugeschichtliche und bauhistorische Bedeutung (LfD/2001).
13. ↑  
Siedlung Zur guten Hoffnung Pieschen mit folgenden Einzeldenkmalen: Duckwitzstraße 1–2d und Großenhainer Straße 162/164 (ID-Nr. 09216595), Duckwitzstraße 3–5d (ID-Nr. 09216613), Duckwitzstraße 4–6d (ID-Nr. 09216597), Duckwitzstraße 7–7d (ID-Nr. 09216612), Duckwitzstraße 8–8d (ID-Nr. 09216598), Duckwitzstraße 9–9d (ID-Nr. 09216611), Duckwitzstraße 10–10d (ID-Nr. 09216599), Duckwitzstraße 11–11c (ID-Nr. 09216610), Duckwitzstraße 12–12c (ID-Nr. 09216600), Duckwitzstraße 13–13d (ID-Nr. 09216609), Duckwitzstraße 14–14d (ID-Nr. 09216601), Duckwitzstraße 15–15c (ID-Nr. 09216608), Duckwitzstraße 16–16c (ID-Nr. 09216602), Duckwitzstraße 17–17d (ID-Nr. 09216607), Duckwitzstraße 18–18d (ID-Nr. 09216603), Duckwitzstraße 19–21b (ID-Nr. 09216605), Duckwitzstraße 20–22b (ID-Nr. 09216604), Duckwitzstraße 23–26 (ID-Nr. 09216606) sowie die Vorgärten und Einfriedungen als Sachgesamtheitsteile; langgestreckte Anlage zwischen zwei Torhäusern, bestehend aus Reihenhausgruppen und kleinen Mehrfamilienhäusern mit großzügigen Vorgärten und Lattenzauneinfriedung, im Wechsel Hofbildung durch zurückgesetzte Bauten, charakteristisches Beispiel des Kleinwohnungs- und Siedlungsbaus um 1930 in Dresden, baugeschichtlich und stadtentwicklungsgeschichtlich bedeutend.
14. ↑  
Nach Entwürfen des Dresdner Architekten Hans Richter (1882–1971) entstand 1926–28 zwischen Moltkestraße (seit 1946 Robert-Matzke-Straße), Rehefelder und Wurzener Straße eine moderne Wohnanlage der GEWOBAG-Dresden mit Geschäften, Fernheizwerk und Zentralwäscherei. Die GEWOBAG-Wohnanlage war Ende 1928 bezugsfertig, heutiger Eigentümer und Verwalter ist die GAGFAH GROUP Dresden. Der längliche Block der Gebäude der Arno-Lade-Straße 10, 12, 14, 16, 18, 20, 22 zeigt mit dem flachen Dachabschluss, den querrechteckigen, dreigeteilten Fenstern, den durchgängig verglasten Treppenhäusern sowie den kubisch eingefügten Höhendominanten an den Blockseiten ein modernes Bild. Dazu gehören auch die mit glatten Fassaden und die Loggien. Die Anlage ist neben Richters Großsiedlung Trachau ein bedeutsames Beispiel des Neuen Bauens bzw. der klassischen Moderne in Sachsen, dabei von besonderem bau- und kunsthistorischem Wert, als Teil des Oeuvres von Hans Richter auch künstlerisch von Belang. Es bildet mit dem Sachsenbad und der unmittelbar gegenüber liegenden Bibliothek zudem ein stadtentwicklungsgeschichtlich unverwechselbares Ensemble von außerordentlicher städtebaulicher Bedeutung (LfD/2014).
15. ↑  
Auf dem ehemaligen Weinbergsgelände „zum wilden Mann“ errichtete man Anfang der 30er Jahre Siedlungen. Die Bolivarstraße wurde 1931 im Zusammenhang mit dem Bau neuer Wohnhäuser an der früheren Gemarkungsgrenze zwischen Trachau und Pieschen angelegt. Im Gesamtkonzept nehmen die Häuser der Bolivarstraße (2–88), der Döbelnerstraße(77/79) und der Virchowstraße (27/78) als Siedlung „Am Alten Weingut Wilder Mann“ Bezug auf die Siedlung der Duckwitzstraße „Zur guten Hoffnung“. Die Wohnhäuser an der Bolivarstraße entstanden ab 1930 für den Allgemeinen Sächsischen Siedlerverband (ASSV), wobei die Entwurfsplanung dem Architekten Paul Müller oblag. Alle Wohnungen erhielten separate Eingänge und Kleingärten, welche der Selbstversorgung der Vereinsmitglieder mit Obst und Gemüse dienen sollten. Die 1931 bezogene Siedlung befindet sich heute im Besitz der Gemeinnützigen Wohnungsgenossenschaft „Am alten Weingut Wilder Mann“ und steht seit 1994 unter Denkmalschutz. Diese Genossenschaft hatte sich im September 1933 unter dem Druck der Nationalsozialisten aus dem gewerkschaftlich orientierten ASSV gebildet und ist kleinste Wohnungsgenossenschaft Dresdens. Die Reihenhäuser der Bolivarstraße sind schlicht und zweigeschossig angelegt, die einfach geputzten Bauten besitzen großzügige Vorgärten. Vor der Einfriedung, meist ein Lattenzaun, befindet sich wiederum ein mit Bäumen bewachsener Grünstreifen, der das Straßenbild bestimmt und die Häuser verdeckt. Je zwei Wohnungen teilen sich ein überdachtes Vorhaus, was getrennt zu begehen ist. Traditionelle Stilelemente, wie Walmdächer, Lochfassaden, Dachgaupen und Lattenzäune bestimmen den Charakter der Anlage. Zur Siedlungsanlage gehören auch einzelnstehende dreigeschossige Häuser (Hausnummer 2, 56, 58, 88), sie liegen in den Kreuzungsbereichen zur Virchowstraße, Döbelnerstraße und Großenhainerstraße. Die Einzelhäuser liegen näher an der Straße und rahmen die zurückliegende lange Häuserzeile. Die ebenfalls schlicht geputzten Gebäude werden durch einen kubischen Eingangsbereich und ein kastenartig zurückgesetztes Treppenhaus dominiert. Die Loggien waren ehemals offen. Diese Elemente verweisen auf die Sachlichkeit der Reformbaukunst dieser Zeit. Die weitgehend authentisch erhaltenen Gebäude verweisen auf die bauliche Entwicklung Pieschens um 1930, hierdurch erlangen sie ihren stadtentwicklungsgeschichtlichen Aussagewert, außerdem sind sie von bauhistorischer Bedeutung. Das öffentliche Erhaltungsinteresse der hier zu beurteilenden Siedlung ergibt sich aus dem exemplarischen Charakter für die Architekturentwicklung um 1930. Hinzu kommt der Umstand, dass vergleichbare Anlagen in anderen Bundesländern als Denkmale behandelt und publiziert werden (LfD/2013).
16. ↑  
Sachgesamtheit Großsiedlung Trachau mit folgenden Einzeldenkmalen: Güntzheim (ID-Nr. 09217449, Industriestraße 40), Apostelkirche (ID-Nr. 09217462, Kopernikusstraße 40), Heizhaus (ID-Nr. 09217431, Halleystraße 2), Brunnen mit Faunfigur (ID-Nr. 09303595, Aachener Straße), die Wohngebäude Aachener Straße 1/3 und Industriestraße 28 (ID-Nr. 09217566), Aachener Straße 5 (ID-Nr. 09210053), Aachener Straße 7/7b (ID-Nr. 09210054), Aachener Straße 9/9b/11/11b, Halleystraße 1/3/5/7 und Kopernikusstraße 38/38b (ID-Nr. 09210055), Aachener Straße  13/15/15b/17/17b/19/19b/19c/21/21b/23/23b/25 (ID-Nr. 09210059), Aachener Straße 25b/27/27b/29/29b (ID-Nr. 09210060), Abbestraße 1/3/5/7/9/11/13/15/17/21/23 (ID-Nr. 09217339), Abbestraße 2/4/6/8 (ID-Nr. 09210072), Abbestraße 10 (ID-Nr. 09210074), Abbestraße 14/16/18/20/22/24 (ID-Nr. 09210075) Abbestraße 25/27/29 und Benzstraße 2 (ID-Nr. 09210069), Abbestraße 31/33/35 (ID-Nr. 09210070), Benzstraße 4 (ID-Nr. 09210078), Benzstraße 6 und Fraunhoferstraße 28/30 (ID-Nr. 09210079), Brehmweg 1/3/5/7/9/11/13/15/17/19/21/23 (ID-Nr. 09217359), Carl-Zeiss-Straße 1/3 (ID-Nr. 09217363), Carl-Zeiss-Straße 5 (ID-Nr. 09210101), Carl-Zeiss-Straße 7 (ID-Nr. 09210102), Carl-Zeiss-Straße 9/11 (ID-Nr. 09210103), Carl-Zeiss-Straße 14/16 (ID-Nr. 09210104), Carl-Zeiss-Straße 18/20 (ID-Nr. 09210105), Carl-Zeiss-Straße 22/24 (ID-Nr. 09210108), Carl-Zeiss-Straße 26/28/30/32/34/36/38/40/42/44/46/48, Dopplerstraße 3/5, Fraunhoferstraße 1/3/5/7/9/11/13/15/17/19/21/23/25/27/29/31/33, Industriestraße 54/56/58/60/62/64/66, Kopernikusstraße 66/68/70/72/74 und Richard-Rösch-Straße 2/4/6/8/10/12/14/16/18/20/22/24/26/28/30/32/34/36/38/40 (ID-Nr. 09210110), Dopplerstraße 1, Fraunhoferstraße 2 und Kopernikusstraße 54/56/58/60/62/64 (ID-Nr. 09217376), Dopplerstraße 2 und Kopernikusstraße 42/44/46/48/50/52 (ID-Nr. 09210114), Fraunhoferstraße 4/6/8/10/12/14/16/18/20/22/24/26 (ID-Nr. 09210116), Frauenhoferstraße 32/34/36/38 (ID-Nr. 09210119), Gustav-Richter-Straße 1/3/5/7 (ID-Nr. 09217428), Gustav-Richter-Straße 2/4/6/8/10/12/14/16/18/20/22/24 (ID-Nr. 09210134), Gustav-Richter-Straße 9 (ID-Nr. 09210131), Gustav-Richter-Straße 11/13/15/17/19/21 (ID-Nr. 09210132), Gustav-Richter-Straße 26/28/30 und Steinheilstraße 6 (ID-Nr. 09210137), Gustav-Richter-Straße 32/34/36 (ID-Nr. 09210138), Halleystraße 4/6/8/10 und Trobischstraße 2/4/6 (ID-Nr. 09210144), Halleystraße 9/11/13 (ID-Nr. 09210141), Halleystraße 15/17/19 (ID-Nr. 09210142), Industriestraße 30 (ID-Nr. 09210145), Industriestraße 32/34/36/38 (ID-Nr. 0210146), Industriestraße 42/44/46/48/50/52 und Kopernikusstraße 41/43/45/47/49/51/53/55/57 (ID-Nr. 09210379), Industriestraße 68 und Richard-Rösch-Straße 1 (ID-Nr. 09210384), Kleestraße 2/4/6 und Richard-Rösch-Straße 19/21/23/25/27/29/31/33 (ID-Nr. 09217455), Kopernikusstraße 27/27b/27c/29/31/33/35/37/39 und Lichtenbergweg 11 (ID-Nr. 09217460), Lichtenbergweg 1 (ID-Nr. 09217499), Lichtenbergweg 3 (ID-Nr. 09210165), Lichtenbergweg 5/7 (ID-Nr. 09210166), Lichtenbergweg 9/9b/9c (ID-Nr. 09210167), Richard-Rösch-Str. 17 (ID-Nr. 09306526), Steinheilstraße 2 und Trobischstraße 25/27 (ID-Nr. 09210215), Steinheilstraße 4 (ID-Nr. 09210216), Trentzschweg 2/4/6/8/10/12/14/16/18/20/22/24 (ID-Nr. 09217597), Trobischstraße 1/3/5/7/9/11/13/15/17/19/21/23 (ID-Nr. 09217599), Trobischstraße 8/10/12/14 (ID-Nr. 09210234), Trobischstraße 16/18/20/22 (ID-Nr. 09210235) Trobischstraße 29/31/33/35 (ID-Nr. 09210232), als Sachgesamtheitsteile die Wohngebäude Schützenhofstraße 39/41/43/45, 47/49/51/53, 55/57/59/61, 63/65/67/69, 71/73/75/77, 79/81/83/85, 87/89/91/93, 95/97/99/101, 105/107/109/111, 113/115/117/119, 121/123/125/127, 129/131/133/135, 137/139/141/143, 145/147/149/151 und die Flächen sowie Grünanlagen vor und zwischen den Gebäuden, die Einfriedungen und den Funktionsbau (Wäscherei) an der Richard-Rösch-Straße als Sachgesamtheitsteile. 
Denkmaltext: Großsiedlung Trachau: Gebäude einer weiträumigen Siedlung von ASSV, GEWOG, GEWOBAG und Siedlergemeinschaft Sonnenlehne e. V. mit Apostelkirche, ehemaligem Güntzheim, Heizhaus, weiteren Zweckgebäuden, Freiplastiken, Grüngestaltung usw. zwischen Aachener Straße, Schützenhofstraße, Richard-Rösch-Straße und Industriestraße; gesamte Anlage axial auf das ehemalige Güntzheim ausgerichtet, von 1929 bis Ende der 1950er Jahre  entstanden, bedeutendstes Beispiel des Neuen Bauens in  Dresden, dabei auch exemplarisch für den Paradigmenwechsel in Architektur und Städtebau nach 1933, Beteiligung mehrerer Architekten, Bauten der Weimarer Republik modern, funktionalistisch, mit klaren Baukuben, Flachdächern, Fensterbändern, Loggien usw., dem Bauhaus nahestehend, bemerkenswert die Laubenganghäuser in der Halleystraße, kleinteiliger die Reihenhäuser an der Schützenhofstraße, Gebäude im oberen Teil der Aachener Straße mit modernen Fassaden und Walmdächern schaffen Übergang zur gegenüberliegenden Gartenheimsiedlung, Häuser der NS-Zeit traditionalistisch, mit Lochfassaden und Walmdächern, Fortsetzung dieser formalen Auffassung bis Ende der 1950er Jahre, neben Hellerau bedeutsamste Siedlungsanlage aus der ersten Hälfte des 20. Jahrhunderts in Dresden, mit Rundling und Meyerschen Häusern in Leipzig eine der städtebaulich ambitioniertesten sächsischen Siedlungen dieser Zeit, darüber hinaus größte Anlage des Kleinwohnungs- und Siedlungsbaus um 1930 in Sachsen, baugeschichtlich, stadtentwicklungsgeschichtlich und in Teilen künstlerisch bedeutend sowie singulär (LfD/2010).
17. ↑  
Denkmaltext: Kleine Siedlung des Bauverein Kriegerfamilienheim in etwa zwischen Böttgerstraße, Schützenhofstraße, Stephanstraße und Platanenstraße, aus insgesamt zehn Bauten mit Grünanlage und Einfriedungen; Gebäude traditionelle Geschossbauten mit Walmdächern, Lochfassade und Dachaufbauten, Betonung der Eingangsachsen, zumeist horizontale  Gliederungen, Akzentuierung durch Blendbögen und -felder, runde Öffnungen usw., Eingangssituation zur Stephanstraße 81b/81c durch Mauergestaltung und Giebelwand hervorgehoben, markante Anlage des Kleinwohnungs- und Siedlungsbaues der 1920er Jahre, baugeschichtlich, künstlerisch und stadtentwicklungsgeschichtlich bedeutend (LfD/2010).
18. ↑  
Denkmaltext: Kleine Siedlung des Bauverein Gartenheim e.G.m.b.H. in etwa zwischen Böttgerstraße, Platanenstraße, Stephanstraße und Burgsdorffstraße, aus insgesamt zwölf Gebäuden mit Einfriedungen und kleinen Portalen, traditionell gestaltete Häuser mit Walm- oder  Satteldächern, die Lochfassaden belebt durch Klappläden, Sprossenfenster, offene Loggien, der zurückhaltende Schmuck zumeist an Vorbauten und Eingangsachsen, Dachaufbauten, trotz unterschiedlicher Gestaltung in den Details Gesamtzusammenhang erkennbar, etwas eigenwilliger die Platanenstraße 17/17b mit gotisierenden Treppengiebeln, Anlage in etwa vergleichbar mit der westlich benachbarten kleinen Siedlung des Bauverein Gartenheim (Aachener Straße 34-38), baugeschichtlich, künstlerisch und stadtgeschichtlich bedeutend (LfD/2010).
19. ↑  
Gartenheimsiedlung Gruna mit den Einzeldenkmalen: Am Anfang 1, 3 (ID-Nr. 09218403), Am Anfang 2–10, gerade (ID-Nr. 09218404), Am Ende 2, 4, 6 (ID-Nr. 09218405), Am Ende 10–18, gerade (ID-Nr. 09218406), Am Grüngürtel 1, 3, 5 (ID-Nr. 09218407), Am Grüngürtel 2, 4, 6 (ID-Nr. 09218408), Am Grüngürtel 8, 10, 12 (ID-Nr. 09218412), Am Grüngürtel 14/Junghansstraße 65 (ID-Nr. 09218409), An den Gärten 2–20, gerade (ID-Nr. 09218413), Baumzeile 1–19, ungerade (ID-Nr. 09218416), Gartenheimallee 1, 3, 5 (ID-Nr. 09218426), Gartenheimallee 2, 4, 6 (ID-Nr. 09218430), Gartenheimallee 7, 9 (ID-Nr. 09218427), Gartenheimallee 8, 10 (ID-Nr. 09218431), Gartenheimallee 11, 13 (ID-Nr. 09218428), Gartenheimallee 12, 14 (ID-Nr. 09218432), Gartenheimallee 15, 17, 19 (ID-Nr. 09218429), Gartenheimallee 16, 18, 20 (ID-Nr. 09218433), Gartenheimsteg 1–11, ungerade (ID-Nr. 09218434), Gartenheimsteg 2, 4 (ID-Nr. 09218435), Grabenwinkel 10, 12, 14 (ID-Nr. 09218441), Grabenwinkel 13–19, ungerade (ID-Nr. 09218440), Grabenwinkel 20, 22 (ID-Nr. 09218442), Hepkestraße 60, 62 (ID-Nr. 09218443), Hepkestraße 64–78, gerade (ID-Nr. 09218444), Hepkestraße 80–98, gerade (ID-Nr. 09218445), Hepkestraße 100–110, gerade (ID-Nr. 09218446), Junghansstraße 19–31, ungerade (ID-Nr. 09218450), Junghansstraße 33, 35 (ID-Nr. 09218451), Junghansstraße 37–49, ungerade (ID-Nr. 09218452), Junghansstraße 51, 53 (ID-Nr. 09218453), Junghansstraße 55, 57 (ID-Nr. 09218454), Junghansstraße 59, 61, 63 (ID-Nr. 09218455), Junghansstraße 65/Am Grüngürtel 14 (ID-Nr. 09218409), Kleinhausweg 1–15, ungerade (ID-Nr. 09218457), Kleinhausweg 2, 4, 6, 8 (ID-Nr. 09218461), Kleinhausweg 10–20, gerade (ID-Nr. 09218462), Kleinhausweg 17–23, ungerade (ID-Nr. 09218458), Kleinhausweg 22–28, gerade (ID-Nr. 09218463), Kleinhausweg 25–39, ungerade (ID-Nr. 09218459), Kleinhausweg 30–40, gerade (ID-Nr. 09218464), Kleinhausweg 41, 43, 45, 47 (ID-Nr. 09218460), Kurzer Schritt 1–27, ungerade (ID-Nr. 09218465), Lange Zeile 1, 3 (ID-Nr. 09218466), Lange Zeile 2, 4, 6 (ID-Nr. 09218469), Lange Zeile 5–13, ungerade (ID-Nr. 09218467), Lange Zeile 12, 14, 16 (ID-Nr. 09218470), Lange Zeile 15, 17 (ID-Nr. 09218468), Postgang 2, 4, 6 (ID-Nr. 09218471) sowie Grabenwinkel 1–9, ungerade, Lange Zeile 8, 10, Baumzeile 5a, 13a und Am Ende 8, 8a, 8b sowie alle Einfriedungen, Gaslaternen und Wohngrün als Sachgesamtheitsteile.
20. ↑  
Sachgesamtheit Siedlung des Dresdner Spar- und Bauvereins in Dresden-Gruna, mit folgenden Einzeldenkmalen: den Häuserzeilen Am Knie 1-9, ungerade Hnr. (ID-Nr. 09218410), Am Knie 2-10, gerade Hnr. (ID-Nr. 09218411), Bärensteiner Straße 38-46, gerade Hnr. (ID-Nr. 09218414), Bärensteiner Straße 48-56, gerade Hnr. (ID-Nr. 09218415), Frauensteiner Platz 1-7, ungerade Hnr. (ID-Nr. 09218421) und Frauensteiner Platz 9, 11/Zirkelsteinstraße 11 (ID-Nr. 09218422), den Wohnhäusern Frauensteiner Platz 13 (ID-Nr. 09218423) und Frauensteiner Platz 15 (ID-Nr. 09218424), den Häuserzeilen Frauensteiner Platz 17, 19/Zschirnsteinstraße 14 (ID-Nr. 09218425), Gerader Steg 1-9, ungerade Hrn. (ID-Nr. 09218436) und Gerader Steg 2-10, gerade Hnr. (ID-Nr. 09218437), dem Wohnhaus Gerader Steg 12 (ID-Nr. 09218438), dem Doppelwohnhaus Hepkestraße 112, 114 (ID-Nr. 09218447), den Häuserzeilen Hepkestraße 116-126, gerade Hnr. (ID-Nr. 09218448), Hepkestraße 128-134, gerade Hnr. (ID-Nr. 09218449), Hocksteinstraße 1-9, ungerade Hnr. (ID-Nr. 09218491) und Hocksteinstraße 2-10, gerade Hnr. (ID-Nr. 09218492), den Wohnhäusern Liebethaler Weg 1 (ID-Nr. 09218493) und Uttewalder Straße 6 (ID-Nr. 09218496), den Häuserzeilen Uttewalder Straße 15-19, ungerade Hnr. (ID-Nr. 09210565) und Zirkelsteinstraße 1-9, ungerade Hnr. (ID-Nr. 09210568), dem Doppelwohnhaus Zirkelsteinstraße 2, 4 (ID-Nr. 09218498), den Häuserzeilen Zirkelsteinstraße 6-12, ungerade Hnr. (ID-Nr. 09218499), Zschirnsteinstraße 1-7, ungerade Hnr. (ID-Nr. 09218500) und Zschirnsteinstraße 2-12, gerade Hnr. (ID-Nr. 09218501) sowie dem Wohnhaus Zschirnsteinstraße 9 (ID-Nr. 09218502), dazu die Außenanlagen als Sachgesamtheitsteile; Großsiedlung zwischen Landgraben, Hepkestraße, Bärensteiner Straße und Frauensteiner Platz, baugeschichtlich, ortsgeschichtlich, stadtentwicklungsgeschichtlich sowie städtebaulich und in Teilen künstlerisch bedeutend.
21. ↑  
Anlage bestehend aus 16 Häuserzeilen und einem Funktionsgebäude (Hepkestraße 34a), mehrgeschossige Bauten mit Flachdächern nach einheitlichem Konzept von Erich Hempel von 1925 bis 1928 im Auftrag der gemeinnützigen Wohnungsbaugenossenschaft GEWOBAG errichtet, sachlich funktional strukturierte Gestaltung in Anlehnung an die Ideen des Bauhauses, baugeschichtlich, städtebaulich und stadtentwicklungsgeschichtlich von Bedeutung.
22. ↑  
Baugenossenschaft Tolkewitz mit folgenden Häuserzeilen: Knappestraße 27, 29,31, zus. Lewickistraße 54 u. Nagelstraße 37 – ID-Nr. 09218797, Knappestraße 33, 35, 37, zus. Lewickistraße 65 u. Toeplerstraße 68 – ID-Nr. 09213589, Lewickistraße 20, 22, 24, 26, 28 – ID-Nr. 09213591, Lewickistraße 31, 33, 35, 37, 39 – ID-Nr. 09218790, Lewickistraße 32, 34, 36, 38, 40, 42, 44, 46, 48, 50, 52 -ID-Nr. 09218791, Lewickistraße 45, 47, 49, 51, 53, 55, 55a, 55b, 57, 59, 61, 63 – ID-Nr. 09213592, Nagelstraße 7, 9, 11 – ID-Nr. 09213590, Nagelstraße 12, 14, 16, 18 – ID-Nr. 09218794, Nagelstraße 15, 17, 19, 21, 23, 25, 27, 29, 31, 33, 35 – ID-Nr. 09218795, Schulze-Delitzsch-Straße 10, 12, 14, 16, 18 – ID-Nr. 09218800, Schulze-Delitzsch-Straße 13, 15, 17, zus. Lewickistraße 30 u. Nagelstraße 13 – ID-Nr. 09213594, Schulze-Delitzsch-Straße 19, 21, zus. Lewickistraße 43 – ID-Nr. 09218799, Schulze-Delitzsch-Straße 20, 22, 24, 26, 28 – ID-Nr. 09213593, Schulze-Delitzsch-Straße 30, 32, 34, 36, 38 – ID-Nr. 09218801, Theodorstraße 12/14, zus. Lewickistraße 29 u. Toeplerstraße 28 – ID-Nr. 09218808, Toeplerstraße 30, 32, 34, 36, 38, 40, 42, 44, 46 -ID-Nr. 09218810, Toeplerstraße 48, 50, 52, 54, 56 – ID-Nr. 09213595, Toeplerstraße 58, 60, 62, 64, 66 – ID-Nr. 09218811 sowie Freiflächen vor und zwischen den Baulichkeiten (Sachgesamtheitsteil); Siedlung in etwa zwischen Knappestraße,  Nagelstraße, Theodorstraße und Toeplerstraße, bestehend  aus 18 Wohnblöcken, relativ symmetrische Anlage aus drei Quartieren, die sich um längsrechteckige Innenhöfe gruppieren und vereinzelten, sich daran anschließenden Gebäuden, Straßenkreuz Lewickistraße und Schulze-Delitzsch-Straße bildet städtebauliche Mitte, die zumeist sehr langen Häuserzeilen traditionelle Geschossbauten mit Lochfassade und Walmdach, durch expressionistisches Formengut belebt, dabei zumeist die Eingangsachsen bzw. Treppenhäuser akzentuiert, an einigen Stellen Sgraffiti mit Inschriften und figürlichen sowie ornamentalen Darstellungen.
23. ↑  
HGS-Siedlung Strehlen mit folgenden Einzeldenkmalen: den Häuserzeilen Corinthstraße 1-5 und Teplitzer Straße 90 (ID-Nr. 09212309), Corinthstraße 2 und Teplitzer Straße 88 (ID-Nr. 09213811), Dohnaer Straße 36-40 (ID-Nr. 09212305), Dohnaer Straße 42-48 (ID-Nr. 09216828), dem Doppelwohnhaus Dohnaer Straße 50/52 (ID-Nr. 09216829), der Häuserzeile Dohnaer Straße 54-58 (ID-Nr. 09216830), den Doppelwohnhäuser Dohnaer Straße 59/61 (ID-Nr. 09216832), Hugo-Bürkner-Straße 1/3 (ID-Nr. 09212306), Hugo-Bürkner-Straße 4 und Lockwitzer Straße 69 (ID-Nr. 09216833), den Häuserzeilen Lockwitzer Straße 71-75 (ID-Nr. 09212307), Lockwitzer Straße 77-81 (ID-Nr. 09216834), Teplitzer Straße 92-96 (ID-Nr. 09212308), Teplitzer Straße 93-103 und Dohnaer Straße 60, Teplitzer Straße 98-112 und Wilhelm-Franke-Straße 2 (ID-Nr. 09216846) sowie den Außenanlagen vor und hinter den Baulichkeiten als Sachgesamtheitsteilen; Siedlung der Heimstättengesellschaft Sachsen (HGS), baugestalterisch und städtebaulich bemerkenswerten Anlage um 1930 an der Gabelung Lockwitzer Straße und Teplitzer  Straße aus insgesamt 14 annähernd gleichartigen expressionistischen Doppel- und Mehrfamilienhäusern, Ausbildung eines Wohnhofs mit Gartenland zwischen Dohnaer  Straße, Lockwitzer Straße und Hugo-Bürkner-Straße sowie einer größeren parkartigen Anlage über dreieckigem Grundriss.

Denkmaltext: Die baugeschichtliche Bedeutung der HGS-Siedlung in Strehlen ergibt sich aus dem dokumentarischen Wert für die Architekturentwicklung in der Zeit der Weimarer Republik. Die 1926 bis 1928 entstandene Anlage ist ein charakteristisches Beispiel für den Kleinwohnungs- und Siedlungsbau der Zeit und darüber hinaus für die damals in der Baukunst neben anderem vorherrschende Stilrichtung des Expressionismus. Kleinwohnungs- und Siedlungsbauten waren eine zeittypische Bauaufgabe nach 1918, mit der man dem Ausmaß der damaligen Wohnungsnot zu begegnen versuchte. Die HGS-Siedlung in Strehlen bildet ein stadtentwicklungsgeschichtlich unverwechselbares Ensemble und begründet somit auch einen städtebaulichen Wert. Ihre Doppelhäuser und Häuserzeilen sind in ansprechender Weise auf die lokale Straßen- und Platzsituation bezogen. Spannungsvoll gestaffelte Baufluchten erzeugen städtebauliche Raumwirkung.
Die künstlerische Bedeutung der HGS-Siedlung resultiert aus der Tatsache, dass die markanten Gebäude der Anlage mit ihren klar gegliederten Fassaden, ihren wohlproportionierten Baukörpern und den wenigen, aber akzentuierenden Gliederungs- und Schmuckelementen des Expressionismus das ästhetische Empfinden in besonderem Maße anspricht. Dies wird noch durch die städtebaulich herausgehobene und unverwechselbare Ensemblewirkung verstärkt (LfD/2014).
24. ↑  
Wohnanlage mit folgenden Einzeldenkmalen: den Häuserzeilen Lenbachstraße 10-14 (ID-Nr. 09305133), Lenbachstraße 11-15 und Teplitzer Straße 59 (ID-Nr. 09212413), den Doppelhäusern Mockritzer Straße 8 und Robert-Koch-Straße 16 (ID-Nr. 09212411), Mockritzer Straße 10 und Teplitzer Straße 67 (ID-Nr. 09216813), dem Wohnhaus Robert-Koch-Straße 2 (ID-Nr. 09216836), dem Doppelhaus Robert-Koch-Straße 4/6 (ID-Nr. 09216815), dem Wohnhaus Robert-Koch-Straße 8 (ID-Nr. 09216837), der Häuserzeile Robert-Koch-Straße 10-14 (ID-Nr. 09212410), dem Wohnhaus Teplitzer Straße 51 (ID-Nr. 09216840), dem Doppelhaus Teplitzer Straße 53/55 (ID-Nr. 09216816), dem Wohnhaus Teplitzer Straße 57 (ID-Nr. 09216839), der Häuserzeile Teplitzer Straße 61-65 (ID-Nr. 09212412) und zwei Nebengebäuden an Lenbachstraße und Robert-Koch-Straße sowie den Außenanlagen vor und hinter den Baulichkeiten als Sachgesamtheitsteilen; Wohnanlage der Eisenbahner-Baugenossenschaft e.G.m.b.H. zwischen Kurt-Fröhlich-Straße, Robert-Koch-Straße,  Mockritzer Straße und Teplitzer Straße, bestehend aus zwei Gevierten, traditionalistisch gestaltete Mehrfamilien- bzw. Siedlungshäuser mit Mansarddach, belebt durch Dreiecksgiebel, Türbedachungen, Wandgliederungen und Fensterläden, dabei Eckgebäude Mockritzer Straße 8 und Robert-Koch-Straße 16 mit Erkern, reicherer Fassadengestaltung und konkaver Grundrisslösung etwas hervorgehoben.
25. ↑   
Wohnbebauung bzw. -anlage (Teil des Sonderbauprogramms für Arbeiter des Bergbaus), die Wohnanlage im Geviert Altenzeller-, Bernhard-, Hohe- und Nürnberger Straße sowie südlich der Nürnberger Straße besteht aus 15 Baukörpern (längliche und L-förmige Wohnblocks mit zwei bis maximal sieben Eingängen), die sich unregelmäßig in das ursprüngliche Straßenraster einfügen, drei als „Torhäuser“ gestaltete Bauten gehen über die alten Straßenzüge hinweg, Gebäude in traditioneller Bauweise mit klassizistischen Elementen (Friesen unter der Dachtraufe usw.), dabei einige gestalterisch hervorgehoben, z. B. das „Torhaus“ Hohe Straße 41–47, bauliches Zeugnis des Wiederaufbaus nach 1945, von baugeschichtlichem, sozialgeschichtlichem, stadtentwicklungsgeschichtlichem und städtebaulichem Wert.
26. ↑   
Siedlung des ehemaligen Bau- und  Sparvereins aus straßenbegleitenden Reihenhäusern und Häuserzeilen, eingezäunten Vorgärten und Kleingartenanlagen zwischen den Wohnblöcken, Bauten zumeist traditionell mit Walmdächern, Fledermausgaupen, Weinspalier, Klappläden usw., an Troppauer Straße und Tauernstraße zudem mit expressionistischen Formen wie Treppengiebel, trotz einiger Veränderungen weitgehend ursprünglich erhaltene Siedlung der 1920er Jahre, u. a. vom  überregional bekannten Architekten Kurt Bärbig geschaffen (auf Bärbig gehen die architektonisch einzigartige ehemalige Konsumzentrale in der Fabrikstraße und außerhalb Dresdens das gestalterisch qualitätvolle Jugenderholungsheim Ottendorf in der Sächsischen Schweiz zurück), Siedlungsanlage demzufolge vor allem baugeschichtlich und stadtentwicklungsgeschichtlich bedeutend.
27. ↑  
Von der Siedlungsgesellschaft Dresden Stadt und Land G.m.b.H. errichtete Anlage aus insgesamt 19 Baukörpern (Häuserzeilen bzw. Wohnblocks sowie Doppel- und Einzelhäusern) und der Grüngestaltung mit heckengesäumten Vorgärten sowie rückwärtigen Kleingartenanlagen, unverwechselbarer Grundriss mit kreuzförmiger Gruppierung im Zentrum, darum im Viereck angeordnete, straßenbegleitende Häuserzeilen, die Bauten traditionell gestaltet, durch Mansardwalm- und Walmdächer abgeschlossen, in den Straßenfluchten zumeist aufwendigere Torbauten, Akzentsetzung durch zurückhaltend eingesetzten Bauschmuck, darunter versachlichte, an Erlwein erinnernde Formen, expressionistische Motive, Plastiken und Vasen, Anlage gehört zu den architekturgeschichtlich, baukünstlerisch und städtebaulich bedeutsamsten Siedlungen der Stadt, in ihrer Form zudem singulär.
28. ↑  
Eigenheimsiedlung Dresden-Stetzsch mit folgenden Einzeldenkmalen: dem Doppelhaus Alsenstraße 1/3 (ID-Nr. 09210854), dem Doppelhaus Alsenstraße 2/4 (ID-Nr. 09218896), dem Doppelhaus Alsenstraße 5/7 (ID-Nr. 09218905), dem Doppelhaus Alsenstraße 6/8 (ID-Nr. 09218912), dem Doppelhaus Alsenstraße 9/11 (ID-Nr. 09218909), dem Doppelhaus Alsenstraße 10/12 (ID-Nr. 09218913), der Reihenhausgruppe Alsenstraße 13/15/17/19 (ID-Nr. 09218910), der Reihenhausgruppe Alsenstraße 14/16/18/20 (ID-Nr. 09218914), der Reihenhausgruppe Alsenstraße 21/22/23/24 (ID-Nr. 09218911), dem Doppelhaus Brabschützer Straße 2/4 (ID-Nr. 09210855), dem Doppelhaus Brabschützer Straße 6/8 (ID-Nr. 09218897), dem Doppelhaus Brabschützer Straße 10/12 (ID-Nr. 09218898), dem Doppelhaus Brabschützer Straße 14/16 (ID-Nr. 09218899), dem Doppelhaus Brabschützer Straße 18/20 (ID-Nr. 09218900), der Reihenhausgruppe Flensburger Straße 41/43/43b/45 (ID-Nr. 09210853), der Reihenhausgruppe Flensburger Straße 47/49/49b/51 (ID-Nr. 09218901), der Reihenhausgruppe Flensburger Straße 53/55/55b/57 (ID-Nr. 09218902) und der Reihenhausgruppe Flensburger Straße 59/59b/61/61b (ID-Nr. 09218903) sowie den Außenanlagen und Einfriedungen als Sachgesamtheitsteil; vom Allgemeinen Sächsischen Siedlerverband errichtete, am geschlossensten erhaltene Holzhaussiedlung der 1920er Jahre in Dresden aus insgesamt 18 zweigeschossigen Doppelhäusern bzw. Reihenhausgruppen in Blockbauweise, Gebäude wohl die einzigen noch weitestgehend ursprünglich erhaltenen Holzhäuser der Niedersedlitzer Firma Höntsch und Co., authentisches Beispiel des damaligen Kleinwohnungs- und Siedlungsbaus und von exemplarischem Wert für die sozial ausgewogene Siedlungs- und Heimstättenbewegung zur Zeit der Weimarer Republik.

Denkmaltext: Die Anlage besteht aus 11 Doppel- und 7 Vierfamilienhäusern (gesamt 50 Wohnungen), die in aufgelockerter aber symmetrischer Anordnung über die Grundstücksflächen verteilt sind. Die in die Siedlung führende Alsenstraße endet als Sackgasse mit platzartiger Weitung. Zweigeschossige, traufständige Holzhäuser in Blockbauweise, mit ausgebauten Satteldächern und übergiebelten Risaliten an den Längsseiten (vergleichbar mit den Bauten der Naußlitzer Holzhaussiedlung), die Giebeldreiecke zum größten Teil senkrecht verschalt. Als besonders erwähnenswertes Detail sind die vielfach noch erhaltenen Schiebeläden vor den Fenstern zu nennen. Außenwandflächen (oft auch nur die Wetterseiten) nachträglich mit Bitumenschindeln verkleidet. Die zum Teil noch bauzeittypischen Einfriedungen runden das heutige Erscheinungsbild der Siedlung harmonisch ab. Die überaus geschlossen erhaltene Holzhaussiedlung der 1920er Jahre ist für Dresden baugeschichtlich bedeutend, darüber hinaus als wohl die einzigen noch weitestgehend in ursprünglichem Zustand erhaltenen Holzhäuser der Niedersedlitzer Firma Höntsch & Co. als singulär zu bezeichnen. Weiterhin ist die Anlage als authentisches Beispiel des damaligen Kleinwohnungs- und Siedlungsbaus sowohl städtebaulich als auch sozialgeschichtlich von Belang (LfD/2013).
29. ↑  
Denkmaltext: Die als Sachgesamtheit unter Schutz stehende „Siedlung Dresden-Stetzsch“ entstand 1921-24 nach Entwurf des Architekten Prof. Dr. Otto Schubert (1878–1968). Bereits ab 1914 plante die Genossenschaft „Kleinwohnungs-Bauverein Dresden“ in der Gemeinde Stetzsch – ganz unter dem Eindruck der Baugenossenschaft in Hellerau – den Bau einer kleinen Siedlungsanlage. Diese konnte jedoch erst nach dem Ersten Weltkrieg fertiggestellt werden. In vier Reihenhäusern, dabei die beiden langgestreckten Häuserzeilen parallel zu Straße Seegärten bestimmend, entstanden 60 Wohnungen. Die bis auf wenige, gestalterisch begründete Ausnahmen eingeschossigen Baulichkeiten mit ausgebauten, hohen Satteldächern sind formal dem Heimatstil verpflichtet. Die charakteristische Siedlungsanlage der 1920er Jahre gehört zum Gesamtwerk des das Dresdner Architekturgeschehen der ersten Hälfte des 20. Jahrhunderts prägenden Architekten Otto Schubert. Die Anlage ist baugeschichtlich bedeutend und als authentisch erhaltenes Beispiel des damaligen Kleinwohnungs- und Siedlungsbaus auch sozialgeschichtlich von Belang (LfD/2013).
30. ↑  
Siedlung Volksheim Kaditz mit folgenden Einzeldenkmalen: dem Doppelhaus An den Hufen 12/14 (ID-Nr. 09217666), dem Doppelhaus An den Hufen 13/15 (ID-Nr. 09217796), dem Wohnhaus An den Hufen 16 (ID-Nr. 09217795), dem Wohnhaus An den Hufen 17 (ID-Nr. 09217797), dem Doppelhaus Andersenstraße 2/4 (ID-Nr. 09217667), dem Doppelhaus Andersenstraße 15/17 (ID-Nr. 09217798), dem Doppelhaus Andersenstraße 16/18 (ID-Nr. 09217668), dem Doppelhaus Grimmstraße 46/48 (ID-Nr. 09217680), der Häuserzeile Grimmstraße 50/52/54 (ID-Nr. 09217803), dem Wohnhaus Gustav-Schwab-Straße 7 (ID-Nr. 09217683) und dem Wohnhaus Gustav-Schwab-Straße 9 (ID-Nr. 09217684) sowie den Außenanlagen als Sachgesamtheitsteil; Anlage Beispiel des Kleinwohnungs- und Siedlungsbaus um 1930, dokumentiert zudem auf anschauliche Weise die städtebauliche Entwicklung Dresdens seit der Weimarer Republik, als an den Rändern der Stadt zahlreiche Siedlungen entstanden, baugeschichtlich und stadtentwicklungsgeschichtlich bedeutend.
Denkmaltext: Die als Sachgesamtheit unter Denkmalschutz stehende „Siedlung Volksheim Kaditz“ besteht aus insgesamt 11 Gebäuden mit Einfriedungsmauern und Grüngestaltung zwischen An den Hufen, Andersenstraße, Grimmstraße und Gustav-Schwab-Straße. Die 1927–1930 nach Plänen des Architekten Martin Mitzscherling errichtete Wohnanlage der Baugenossenschaft Volksheim Dresden bestand aus ca. 210 Wohneinheiten.
Durch die bauzeitliche Ausstattung der Wohnungen mit Bad, innenliegendem  WC und Loggia sowie der Bereitstellung von kleinen, zur Eigenwirtschaft genutzten Gärten, ganz im Sinne des sozialreformatorischen Gedankens jener Zeit, zählten die Gebäude zu den fortschrittlichsten, modernsten Wohnbauten der Stadt. Die dreigeschossigen traditionell gestalteten Bauten mit axialen Lochfassaden und Walmdächern sind belebt durch expressionistische Elemente wie Klinkerbänder, dreieckige Dachfenster und spitz vorkragende Erker.
31. ↑  
Gemeinschaftssiedlung Kaditz mit folgenden Einzeldenkmalen: dem Doppelhaus Fürstenhainer Straße 26/28 (ID-Nr. 09217678), dem Doppelhaus Kötzschenbroder Straße 160/162 (ID-Nr. 09217686), dem Wohnhaus Kötzschenbroder Straße 164 (ID-Nr. 09217804), dem Doppelhaus Kötzschenbroder Straße 166/168 (ID-Nr. 09217805), dem Wohnhaus Kötzschenbroder Straße 170 (ID-Nr. 09217806), dem Doppelhaus Kötzschenbroder Straße 172/174 (ID-Nr. 09217807), dem Wohnhaus Kötzschenbroder Straße 176 (ID-Nr. 09217808), dem Doppelhaus Kötzschenbroder Straße 178/180 (ID-Nr. 09217809), dem Wohnhaus Kötzschenbroder Straße 182 (ID-Nr. 09217810), dem Doppelhaus Kötzschenbroder Straße 184/186 (ID-Nr. 09217811), dem Wohnhaus Seewiesenweg 1 (ID-Nr. 09217705), dem Wohnhaus Seewiesenweg 2 (ID-Nr. 09217819), dem Doppelhaus Seewiesenweg 3/5 (ID-Nr. 09217820), der Häuserzeile Seewiesenweg 4/6/8 (ID-Nr. 09217821), dem Wohnhaus Seewiesenweg 7 (ID-Nr. 09217822), dem Wohnhaus Seewiesenweg 10 (ID-Nr. 09217823) und dem Wohnhaus  Zitzschewiger Straße 30 (ID-Nr. 09217824), dazu die Außenanlagen, u. a. die Platzgestaltung an der Kreuzung Seewiesenweg und Zitzschewiger Straße, als Sachgesamtheitsteil; Anlage exemplarisches Zeugnis des Kleinwohnungs- und Siedlungsbaus der 1930er Jahre, dokumentiert zudem auf anschauliche Weise die städtebauliche Entwicklung Dresdens seit der Weimarer Republik, als an den Rändern der Stadt zahlreiche Siedlungen entstanden, baugeschichtlich und stadtentwicklungsgeschichtlich bedeutend.
Denkmaltext: In dem als Sachgesamtheit unter Denkmalschutz stehenden Bereich der  „Gemeinschaftssiedlung Kaditz“ wurden 17 zweigeschossige Einzel- und Doppelhäuser als so genannte „Volkswohnungsbauten“, entlang der Kötzschenbroder Straße, zwischen Fürstenhainer Straße und Seewiesenweg, um begrünte Innenhöfe und eine Platzanlage gruppiert. Die Planung der 1936-39 errichteten Anlage oblag dem Stadtplanungsamt Dresden. Der namhafte Architekt Paul Wolf war zu dieser Zeit als Stadtbaurat für Hochbauwesen und Stadterneuerung zuständig. Die Bauten mit Volkswohnungen wurden bevorzugt an kinderreiche Familien mit geringem Einkommen vergeben. Die Anlage, heute als „Familien-Wohnpark Kaditz“ bezeichnet, wurde 1998-2000 umfassend saniert. Dabei wurden Balkonanbauten und eine äußere Wärmedämmung angebracht. 
Die langgestreckten Mehrfamilienhäuser in traditioneller Bauweise mit Satteldach zeichnen sich durch ihre einfache, harmonisch wirkende Bauweise aus. Unter Verwendung gestalterischer Elemente wie Bruchsteinsockel, glatten Putzflächen, Rahmungen der Ladeneinbauten durch Klinkersteine und farbig abgesetzte Fensterläden vermittelt die Wohnanlage traditionelle Bauformen. Das Gelände wird von der Kötzschenbroder Straße aus durch eine Torsituation aus zwei Gebäuden mit erdgeschossigen Ladeneinbauten erschlossen. Der Seewiesenweg weitet sich dahinter zu einem kleinen Platz auf, die Grünflächen sind durch Hecken von den Verkehrsflächen getrennt. Im Seewiesenweg 8 befand sich ehemals ein Ladengeschäft im Erdgeschoss, heute dient das Gebäude ausschließlich Wohnzwecken.
32. ↑  
Wohnanlage Bühlau mit folgenden Einzeldenkmalen: Mehrfamilienhäuser Bautzner Landstraße 172 – ID-Nr. 09211008, Bautzner Landstraße 174 – ID-Nr. 09217779, Bautzner Landstraße 176 – ID-Nr. 09217780, Bautzner Landstraße 178 – ID-Nr. 09217781, Bautzner Landstraße 180 – ID-Nr. 09217782, Bautzner Landstraße 182 -ID-Nr. 09217783, Bautzner Landstraße 184 – ID-Nr. 09217784, Lomnitzer Straße 21 – ID-Nr. 09217785, Rossendorfer Straße 107, 109 – ID-Nr. 09217786, Rossendorfer Straße 111 – ID-Nr. 09217787, Rossendorfer Straße 113, 115 – ID-Nr. 09211009 und Rossendorfer Straße 117 – ID-Nr. 09211010; Wohnanlage mit traditionell gestalteten Bauten, belebt durch Klappläden, Ecknutungen und sparsam eingesetzte Gliederungen, markante Grüngestaltung der Straßenseiten, Einfriedungen und Hecken (Siedlungsgrün – Sachgesamtheitsteile), errichtet durch Spar- und Bauverein Bühlau und Umgebung (Bautzner Landstraße 174-184, Lomnitzer Straße 21 und Rossendorfer Straße 107-117).
33. ↑  
Denkmaltext: Der 1732 außerhalb des Befestigungsrings angelegte Friedhof umfasste ursprünglich ein quadratisches Feld von 105 m Seitenlänge, das sog. 1. Feld, mit Grüften an allen vier Seiten, später mehrfach nach Osten erweitert. – Kleine klassizistische Friedhofskapelle von Christian Traugott Weinlig, um 1790. Flachgedeckter Saal, über dem Altar Marmorrelief von Johannes Schilling mit Darstellung eines Engels, der einem vor ihm knienden Mann einen Kranz aufsetzt, zu diesem beugt sich eine Frau (Joh. 10). – Auf dem Friedhof erhalten eine Fülle historisch interessanter Grabmäler, figürlicher Grabsteine und Gruftgebäude des Barock, Rokoko und Klassizismus (Material nahezu ausnahmslos Sandstein), z.T. mit prachtvollen schmiedeeisernen Toren und Einfassungen: Gruftbau und Denkmal für den Hofbildhauer Gottfried Knöffler († 1779) und seine Frau Sophie Charlotte Thomae († 1782), kleiner freistehender Bau an der Westseite, im Innern der ehemalige teilweise vergoldete, auf Löwentatzen stehende und von Knöffler selbst geschaffene Sarkophag (um 1761?). – Gruft Gregory: spätbarocker Bau an der Westseite, über dem Korbbogenportal mit schönem schmiedeeisernem Tor eine reich gerahmte Rokoko-Kartusche mit der Jahreszahl 1754. Im Innern mehrere Wandgräber. An der Conradstraße befindet sich an der Friedhofsmauer eine ca. 130 Jahre alte Stiel-Eichen-Reihe, die für den Friedhof eine wichtige gestalterische Bedeutung hat.
34. ↑  
Denkmaltext: Die heute meist als „Innerer Briesnitzer Friedhof“ bezeichnete Begräbnisstätte an der Merbitzer Straße entstand aus dem alten Kirchhof um die Kirche St. Marien. Hier wurden die verstorbenen Gemeindemitglieder der gesamten, aus 26 Orten bestehenden Briesnitzer Parochie beerdigt. An den erforderlichen Transport der Toten aus den umliegenden Dörfern erinnern umgangssprachliche Wegbezeichnungen wie Oberer Leichenweg und Ockerwitzer Leichenweg. Die Friedhofsanlage wurde mehrfach vergrößert und um Plänermauern ergänzt. Heute wird die ca. 1,8 ha große Anlage von Einfriedungsmauer und -zäunen einschließlich vier Eingangstoren und Ziergittern umschlossen. Erwähnenswert die Erweiterung nach Norden um 1910, in welcher sich u. a. ein Kriegerdenkmal für die Gefallenen des 1. Weltkrieges befindet. 
Der als Sachgesamtheit geschützte „Innere Briesnitzer Friedhof“ ist in seiner gewachsenen funktionellen und gestalterischen Einheit mit Feierhalle (1896), den Grabfeldern A – K2, zahlreichen denkmalwerten Grabstätten und zwei Kriegerdenkmalen (die jüngere, monumentale Anlage mit Einfassungsmauern, Treppenanlagen, Hecken und Baumreihen) bau- und ortsgeschichtlich bedeutend. Mit seinem gliedernden Wegesystem, der struktur- und raumbildenden Bepflanzung und interessanten Blickbeziehungen in die Elblandschaft besitzt der Friedhof auch gartenkünstlerischen sowie landschaftsgestalterischen Wert (LfD/2013).
35. ↑  
Die weithin sichtbare Kirche, ein Saalbau mit markantem Westturm, zählt durch ihre erste urkundliche Erwähnung im Jahre 1237 nachweislich zu den ältesten Sakralbauten der Stadt Dresden. Die Emmauskirche (bis 1904 Laurentiuskirche) wurde in den Hussitenkriegen 1429/30 zerstört, anschließend wieder aufgebaut. Um 1500 erfolgte ein Neubau des Kirchgebäudes als spätgotischer Saalbau mit markantem Westturm. Die ältesten, spätgotischen Teile des Baus stammen aus dieser Zeit. Um 1637 durch Brand schwer geschädigt und wieder errichtet, fanden in der Barockzeit 1750–56 umfangreiche Umbauten statt (so auch die innere Ausgestaltung). Um 1680 wurden die Turmgiebel im Stil der Renaissance umgestaltet. Anfang des 19. Jahrhunderts erfolgten umfangreiche Reparaturen durch Zimmermeister Johann Christian Ziller. Im Jahr 1869 begann die äußerliche Erneuerung der Kirche im Stil der Neogotik durch die Gebrüder Ziller. Das Innere wurde von ihnen 1887/1888 neugotisch umgestaltet. Eine Vielzahl an kunsthistorisch bedeutenden Interieurteilen sind erhalten, hier herausragend ein hölzerner Kanzelaltar von Gottfried Knöffler (1756) und die Jehmlich-Orgel mit neugotischem Prospekt. Die Glocken des Kirchturms wurden 1676/77 gegossen und hingen ursprünglich in der Dresdner Sophienkirche. Der von einer Mauer mit drei Eingängen und Toren eingefasste, parkähnliche Kirchhof mit imposantem Großgrün (Gerichts-Linde) zeigt in exemplarischer Weise sowohl in seiner Struktur als auch seiner Ausgestaltung eine über Jahrhunderte gewachsene Friedhofskultur. Die ältesten historischen Grabmale stammen aus den Jahren 1730–1750. Auch eine Reihe qualitätvoller Grabanlagen des 19. Jahrhunderts sind erhalten sowie ein Kriegerdenkmal für die Gefallenen der beiden Weltkriege. Der evangelische Emmauskirche und dem sie umgebenden Kirchhof kommt neben ihrer hohen ortsgeschichtlichen und landschaftsgestalterischen Bedeutung ebenso eine überregionale kunst- und baugeschichtliche Wertigkeit zu (LfD/2013).